# BMW Motorrad
BMW Motorrad (BMW) est la marque utilisée par le groupe industriel allemand BMW pour ses motos. La première moto BMW, la R 32, est construite en 1923 : elle est déjà dotée d'un moteur bicylindre boxer à plat et d'une transmission par arbre caractéristiques de la marque. En cent ans d'existence, BMW est devenu le plus important fabricant occidental, avec une gamme de motos de moyenne et forte cylindrée qui s'est vendue à plus de 200 000 unités en 2022, générant un chiffre d'affaires de 3 176 M€.

## BMW et les motos auXXesiècle
Dans les années 1910, BMW débute comme fabricant de moteurs d'avions notamment pour l'aviation allemande durant la Première Guerre mondiale. À la suite du traité de Versailles, BMW doit trouver de nouveaux débouchés : ce seront des moteurs industriels puis des motos. La première moto BMW apparait en 1923 : fabriquée à Munich, la R 32 est dotée d'un moteur bicylindre à plat boxer et d'une transmission finale par arbre, choix techniques qui vont devenir caractéristiques de la marque.

### Années 1920
L'ingénieur aéronautique Max Friz conçoit la première moto BMW, la R 32. Le moteur de la R 32 est un bicylindre quatre temps à plat boxer de 500 cm3, inspiré de celui des motos britanniques Douglas, implanté dans un cadre rigide avec une transmission finale par arbre, une fourche suspendue par ressorts à lames, un frein arrière à sabot et, à partir de 1925, un frein avant à tambour. En 1925 apparaît le premier monocylindre de la marque, la R 39. BMW produit plus de 20 000 machines durant les années 1920 et  renouvelle plusieurs fois sa gamme.
À la fin de la décennie, le catalogue de BMW comprend quatre modèles, tous bicylindres : deux de 500 cm3 ( R 52 et R 57) et deux de 750 cm3 (R 62 et R 63), avec des puissances de 12 à 25 ch et des prix de 1 450 à 1 900 marks. Les deux modèles sportifs ( R 57 et R 63) ont un moteur culbuté, les deux autres ont encore des moteurs à soupapes latérales. Les quatre ont une boîte de vitesses à trois rapports, un cadre rigide, une fourche suspendue par ressorts à lames, un frein arrière à mâchoire agissant sur l'arbre de transmission et un frein avant à tambour, et un éclairage électrique de série. 

En 1928, BMW acquiert le constructeur automobile allemand Dixi et son usine située à Eisenach, une ville de Thuringe située à 400 km environ au nord de Munich, où il va produire ses premiers modèles d'automobiles. 

Modèles des années 1920
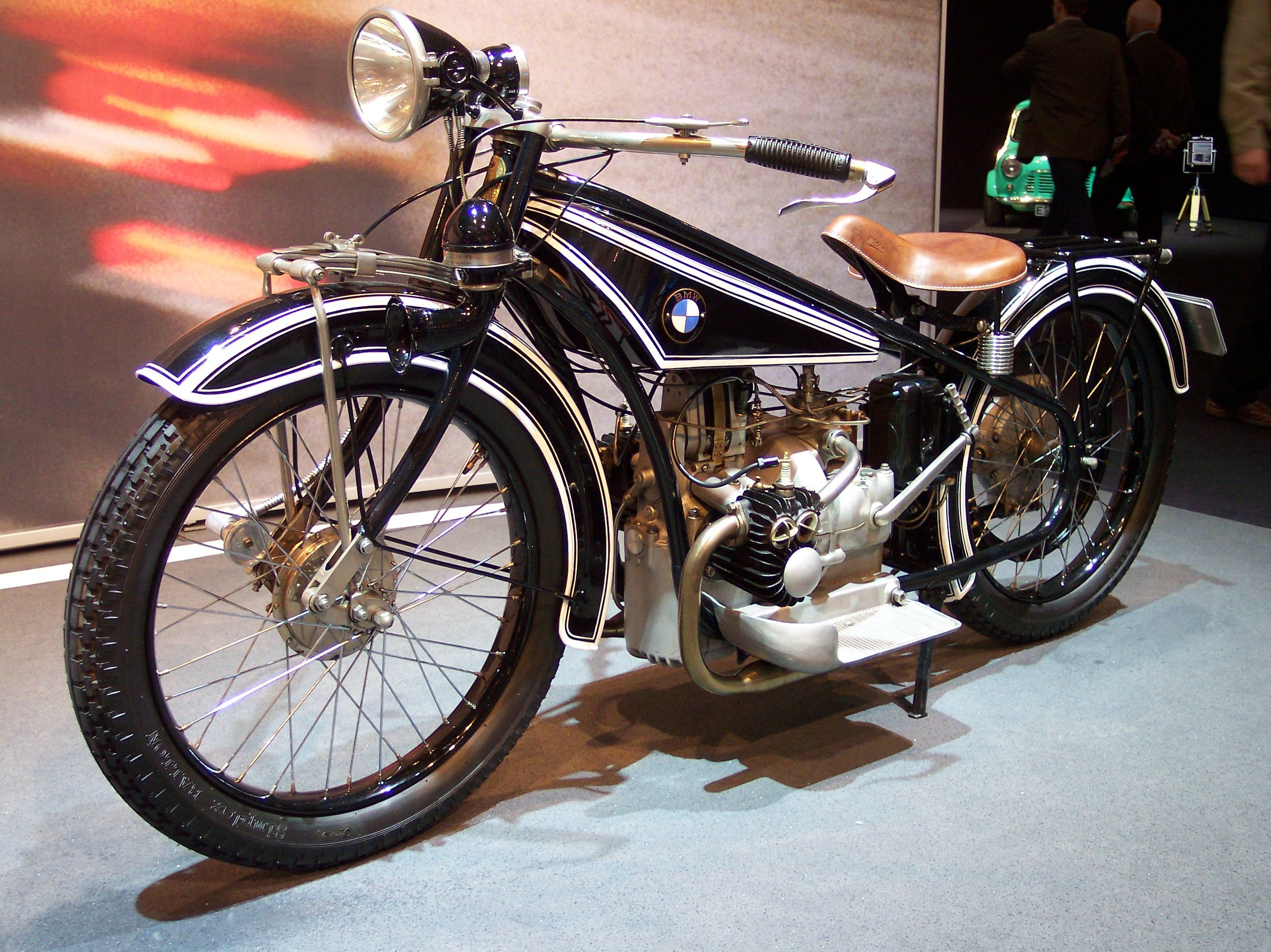
R 32, première moto BMW (1923).
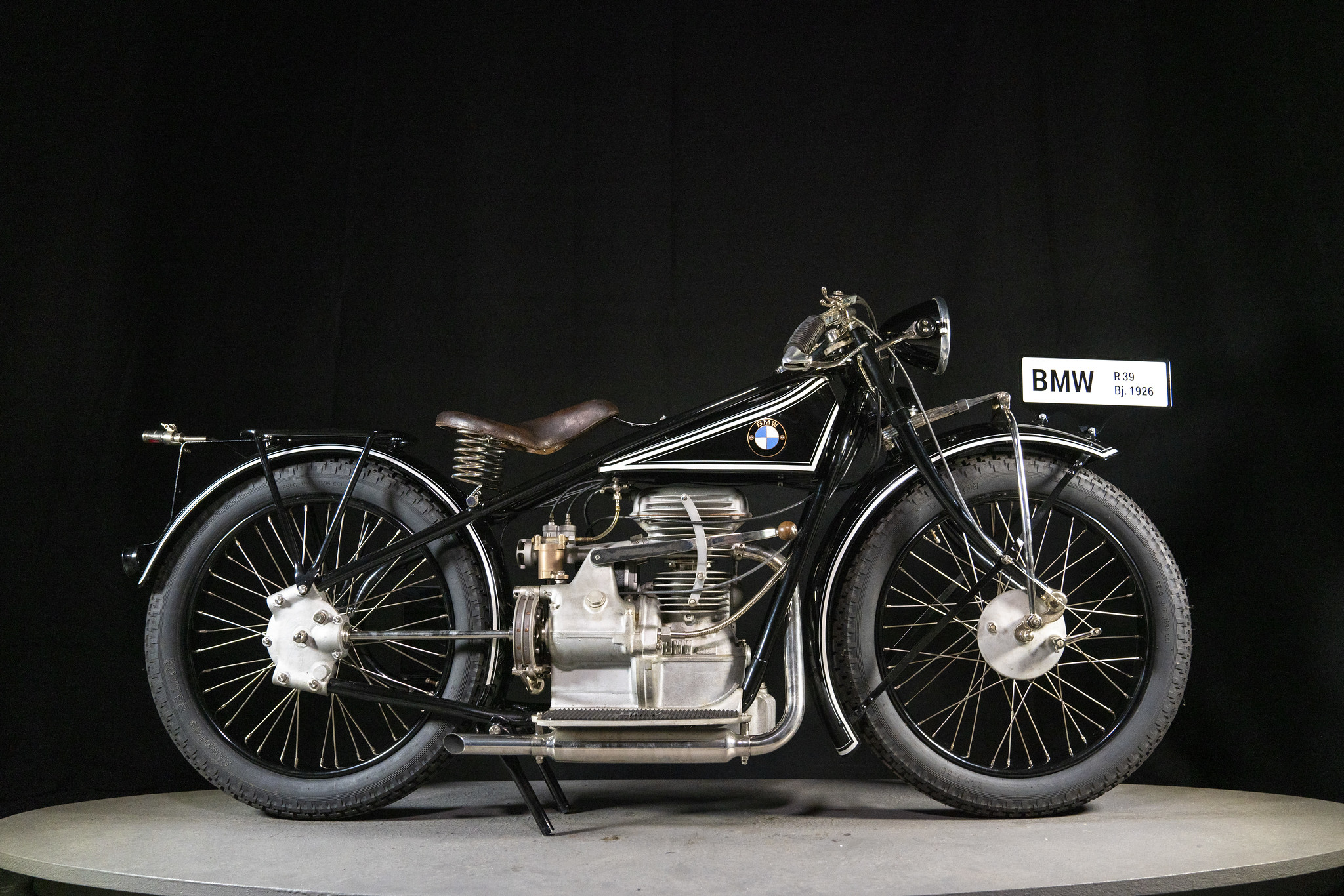
R 39, premier monocylindre BMW (1926).
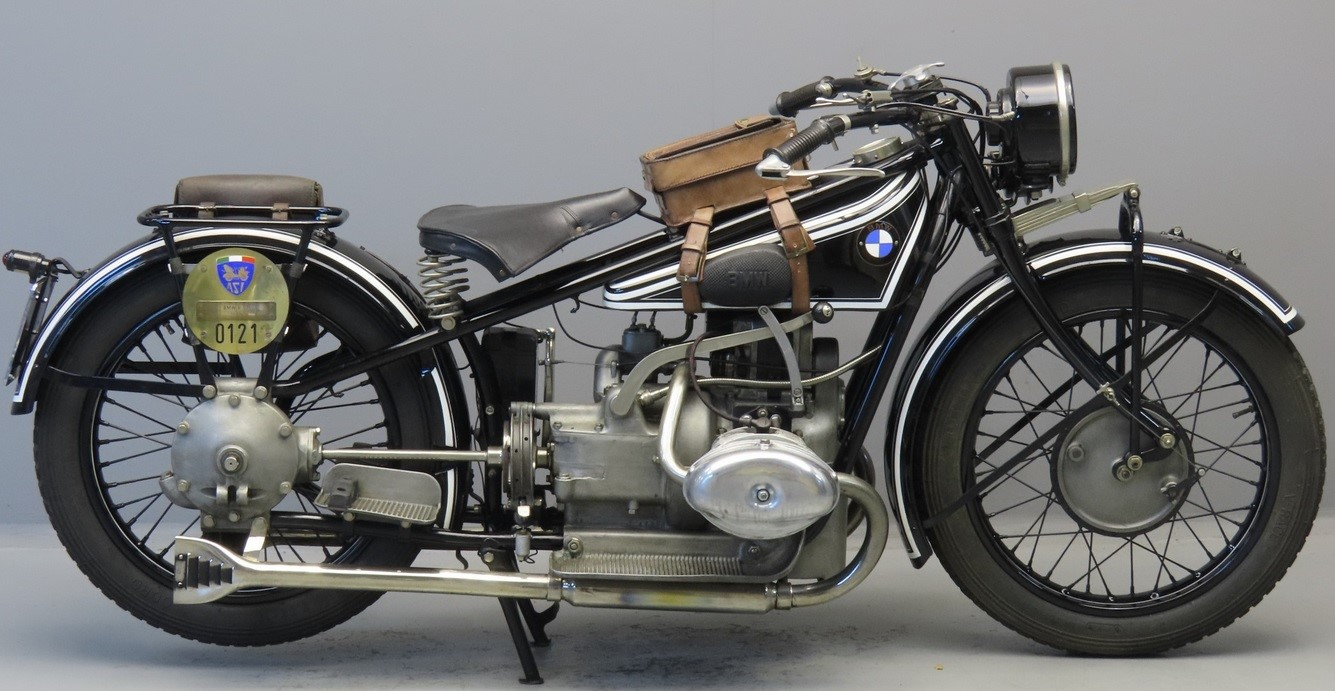
R 57 (1929).

### Années 1930
BMW continue de faire rapidement évoluer son offre durant les années 1930, avec l'introduction de cadres en tôle emboutie, le retour des monocylindres  (R 2, 1931), le remplacement du frein arrière sur arbre par un frein à tambour, une boîte de vitesses à quatre rapports (R 4, 1932), des bicylindres à deux carburateurs (R 12, 1935) et, probablement une première dans l'industrie, une fourche télescopique (R 12 et R 17, 1935). En outre, les premiers modèles entièrement suspendus apparaissent à la fin de la décennie. Le succès commercial de BMW se confirme : ses monocylindres R 2, R 4 et R 35 se vendent chacun à plus de 15 000 exemplaires, et la bicylindre R 12 atteint 36 000 unités vendues. La police et l'armée allemandes sont devenus d'importants clients de BMW.

En 1939, la production de BMW dépasse les 21 600 machines et le catalogue de la marque comporte six modèles, tous équipés de fourche télescopique : les monocylindres à cadre rigide R 23 (250 cm3/10 ch/750 marks)  et R 35 (350 cm3/14 ch/995 marks), et quatre bicylindres à cadre suspendu par plongeurs de cylindrées allant de 500 à 750 cm3, pour des puissances de 18 à 30 ch et des prix de 1 420 à 1 695 marks. Les deux modèles les plus puissants ( R 71 et R 66) peuvent être attelés en side-car.  

Modèles des années 1930
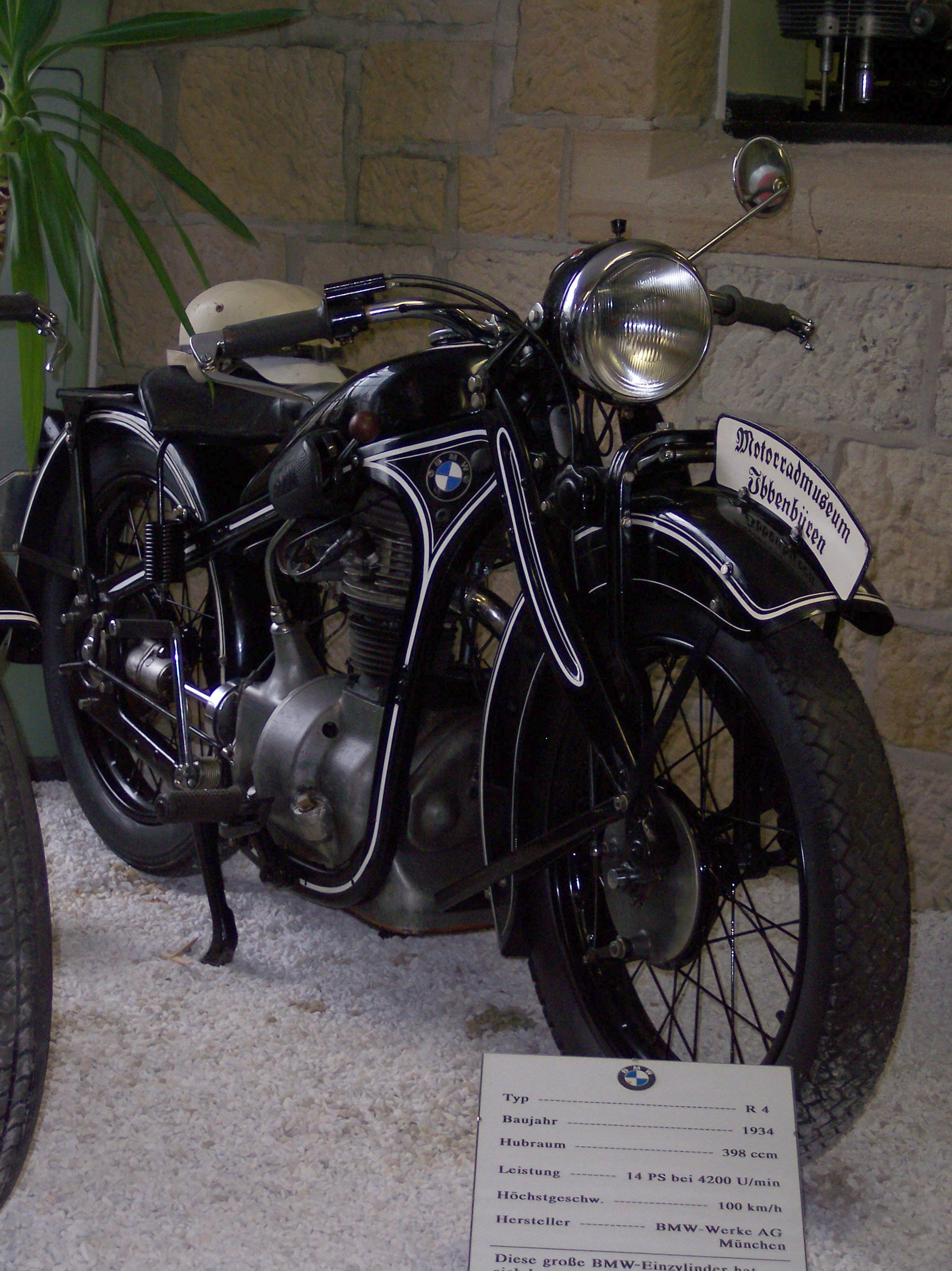
Monocylindre R 4 (1934).
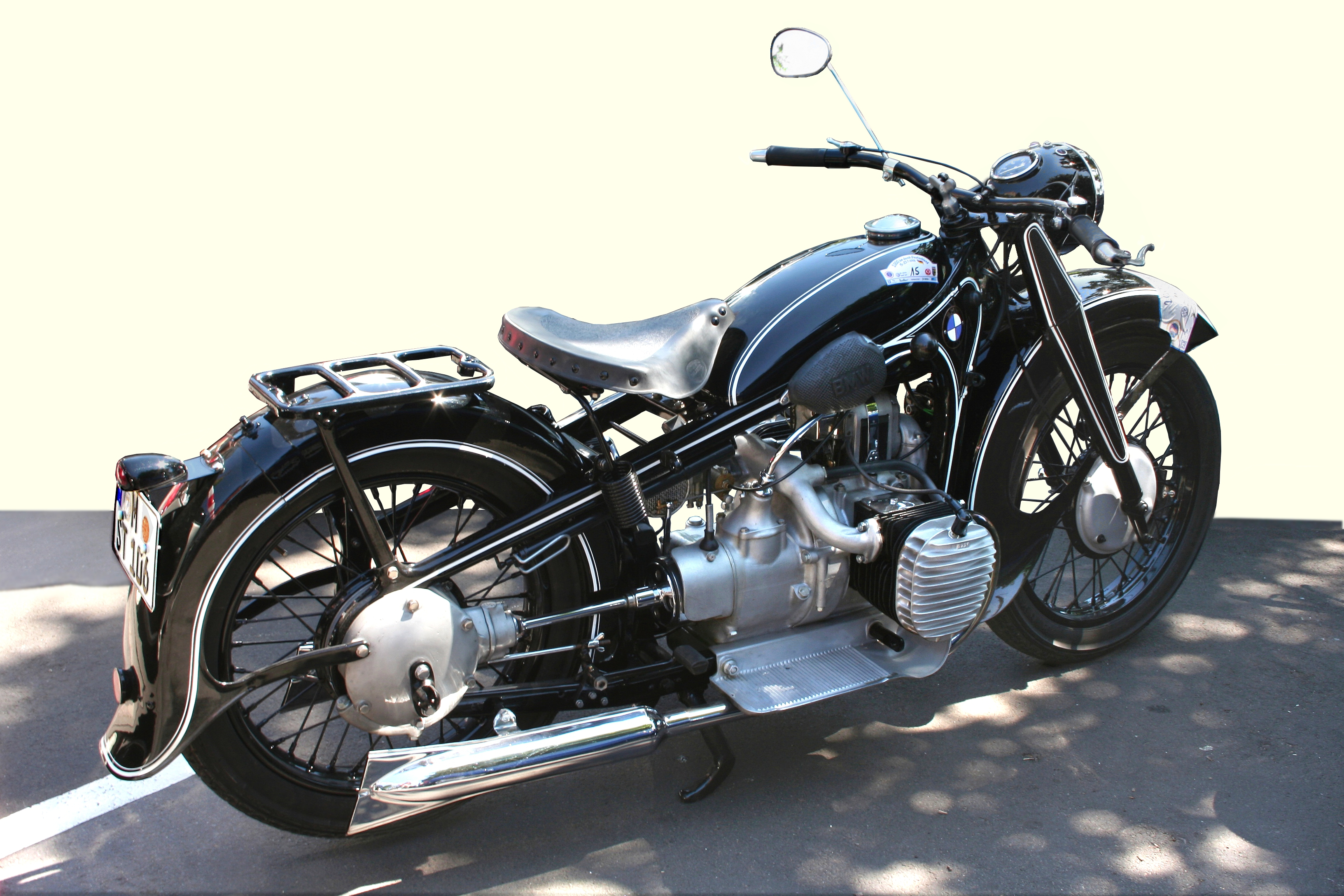
R 12 à fourche télescopique et cadre en tôle emboutie.
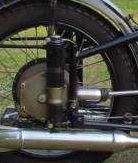
Suspension arrière à plongeurs de R 71 (1938).

### Seconde Guerre mondiale

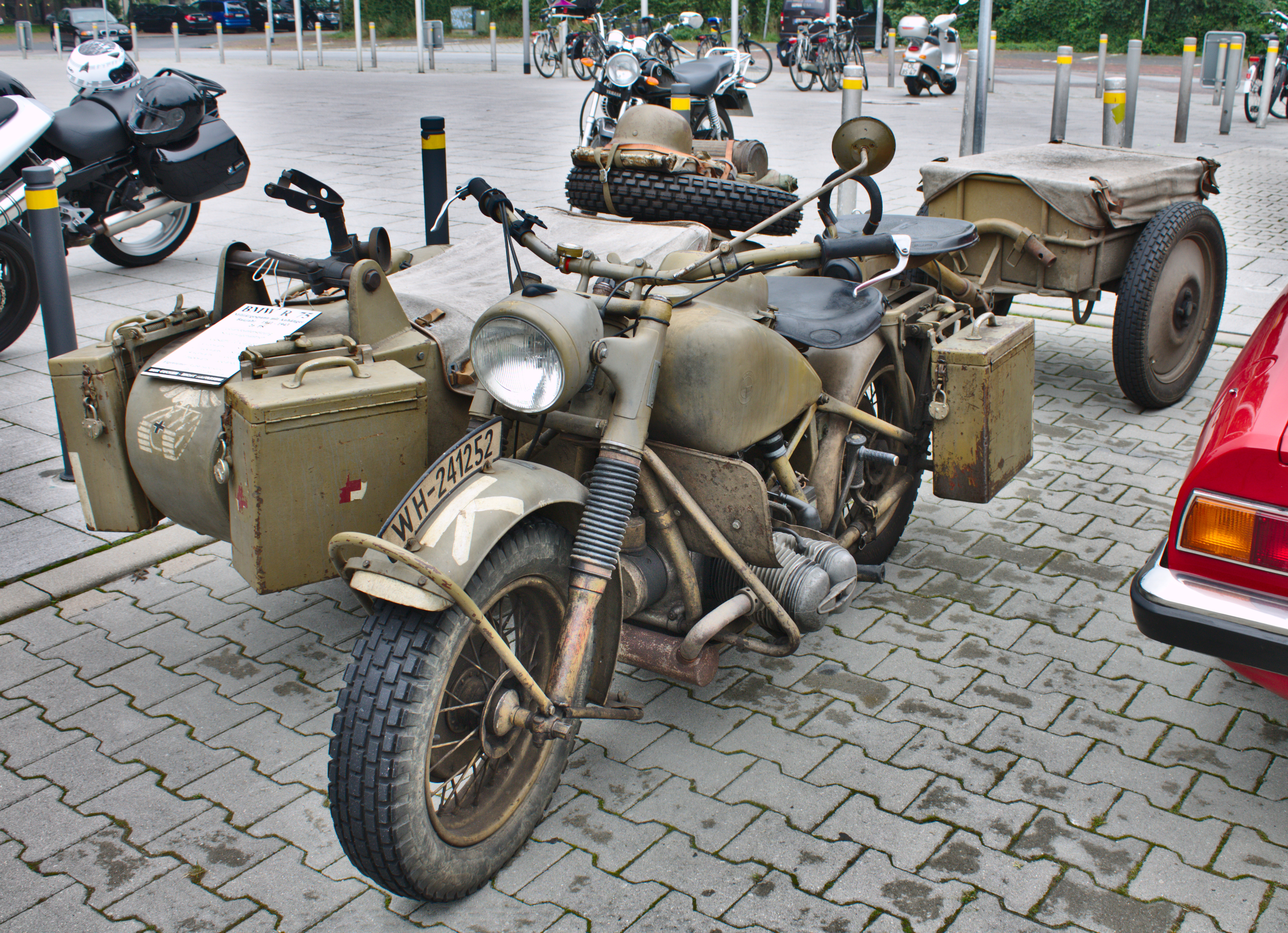
R 75 avec side-car et remorque (1943).

Les forces armées allemandes utilisent des motos dès le début de la Seconde Guerre mondiale, notamment des BMW R 12 réputées pour leur robustesse et que la marque continue de fabriquer, à usage militaire uniquement, jusqu'en 1942. Mais dès la fin de 1937, le gouvernement allemand demande à BMW et Zündapp de concevoir un modèle plus puissant optimisé pour un usage en side-car, capable d'emporter des charges lourdes, de tracter des remorques et de résister à des conditions d'utilisation extrêmes. Zündapp  propose la KS 750, et BMW la R 72, un bicylindre de 800 cm3 dérivé de la R 71. La R 72 s'avère peu fiable, et BMW lance en 1939 l'étude d'un nouveau modèle, la R 75, dont les premiers exemplaires sont produits à Munich en 1941-1942. La fabrication est transférée à Eisenach en juillet 1942.
Le moteur de la R 75 est un bicylindre à plat à soupapes en tête de 745 cm3 développant 26 ch. Le cadre est rigide, la fourche est hydraulique et le side-car est suspendu par ressorts à lames. La roue arrière et celle du side-car sont motrices. Les trois roues sont équipées de freins à tambour, celui du side-car étant à commande hydraulique. La boîte de vitesses offre un mode route avec quatre vitesses et une marche arrière, et un mode tout terrain avec trois vitesses plus la marche arrière. L'ensemble attelé pèse 400 kg. La R 75 sera engagée sur le front de l'Est et en Afrique du Nord et produite à un peu plus de 17 600 exemplaires entre 1941 et 1944.

### Après guerre et années 1950

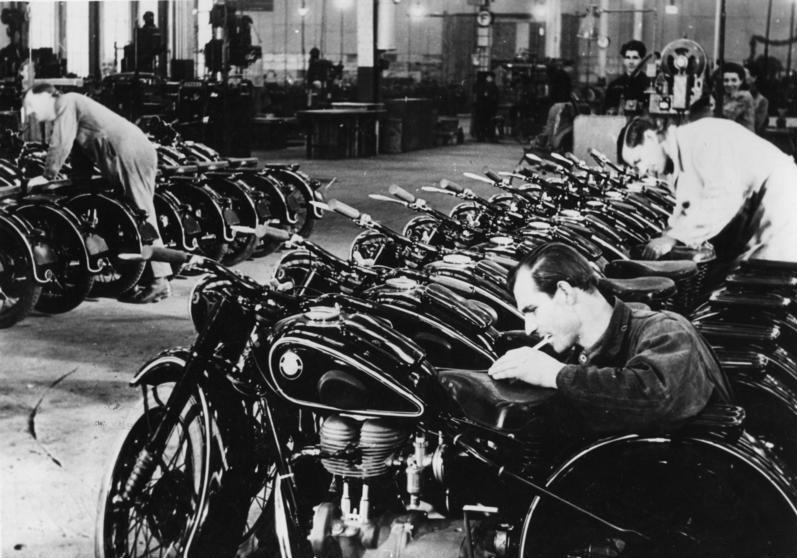
Fabrication de R 24 à l'usine BMW en 1948.

À la suite des bombardements alliés, les deux usines munichoises de BMW et celle d'Eisenach sont très sévèrement endommagées.  Les Alliés, compte tenu de l'implication de BMW et d'une partie de ses dirigeants en faveur du régime nazi, envisagent de démanteler le groupe. Les installations d'Eisenach, situées en zone occupée russe, sont confisquées puis nationalisées par la RDA. Celles de Munich, un moment menacées de destruction totale, sont sauvées grâce à l'intervention d'un ancien directeur d'usine notoirement anti nazi. Elles produisent d'abord des bicyclettes, des casseroles et du matériel agricole, puis, à partir de fin 1948, de nouveau des motos.
BMW revient sur le marché des motocyclettes avec le monocylindre R 24 de 250 cm3, dérivé du R 23 d'avant guerre : le succès est immédiat avec 9 400 exemplaires vendus en 1949. La R 24 sera suivie des monocylindres R 25 (séries /1, /2 et /3), désormais à cadre suspendu par plongeurs, qui rencontrent également un grand succès en version solo ou side-car, avec, par exemple, 47 700 exemplaires de R 25/3 vendus. Certains de ces modèles sont également proposés en version tout-terrain, avec un échappement haut.
Les bicylindres réapparaissent en 1950 avec la R 51/2 de 500 cm3/24 ch, dérivée de la R 51 d'avant guerre avec une fourche améliorée, puis la R 51/3, avec un nouveau moteur et des freins améliorés, qui se vend à plus de 18 000 exemplaires. La montée en gamme se poursuit avec les bicylindres 600 cm3 R 67, R 68 (première moto de série BMW dépassant les 160 km/h) et, en 1955, R 69 de 35 ch, première BMW à suspension arrière et avant à bras oscillant.
En 1953, BMW célèbre sa cent millième moto produite. Mais le marché européen des motos se contracte ensuite fortement : la production de BMW, qui avait dépassé les  25 000 unités en 1951, tombe à 5 429 unités en 1956, destinées essentiellement aux marchés d'exportation.

Le catalogue de 1959 comporte quatre modèles seulement : le monocylindre R 26 de 250 cm3/15 ch à 2 150 DM,, et trois bicylindres, les R 50, R 60 et R 69, de 500 ou 600 cm3, avec des puissances de 26 à 35 ch et des prix de 3 050 à 3 965 DM. Tous sont entièrement suspendus par bras oscillant, équipés de freins à tambour et dotés d'une boîte de vitesses à quatre rapports commandée au pied. 

Modèles des années 1950
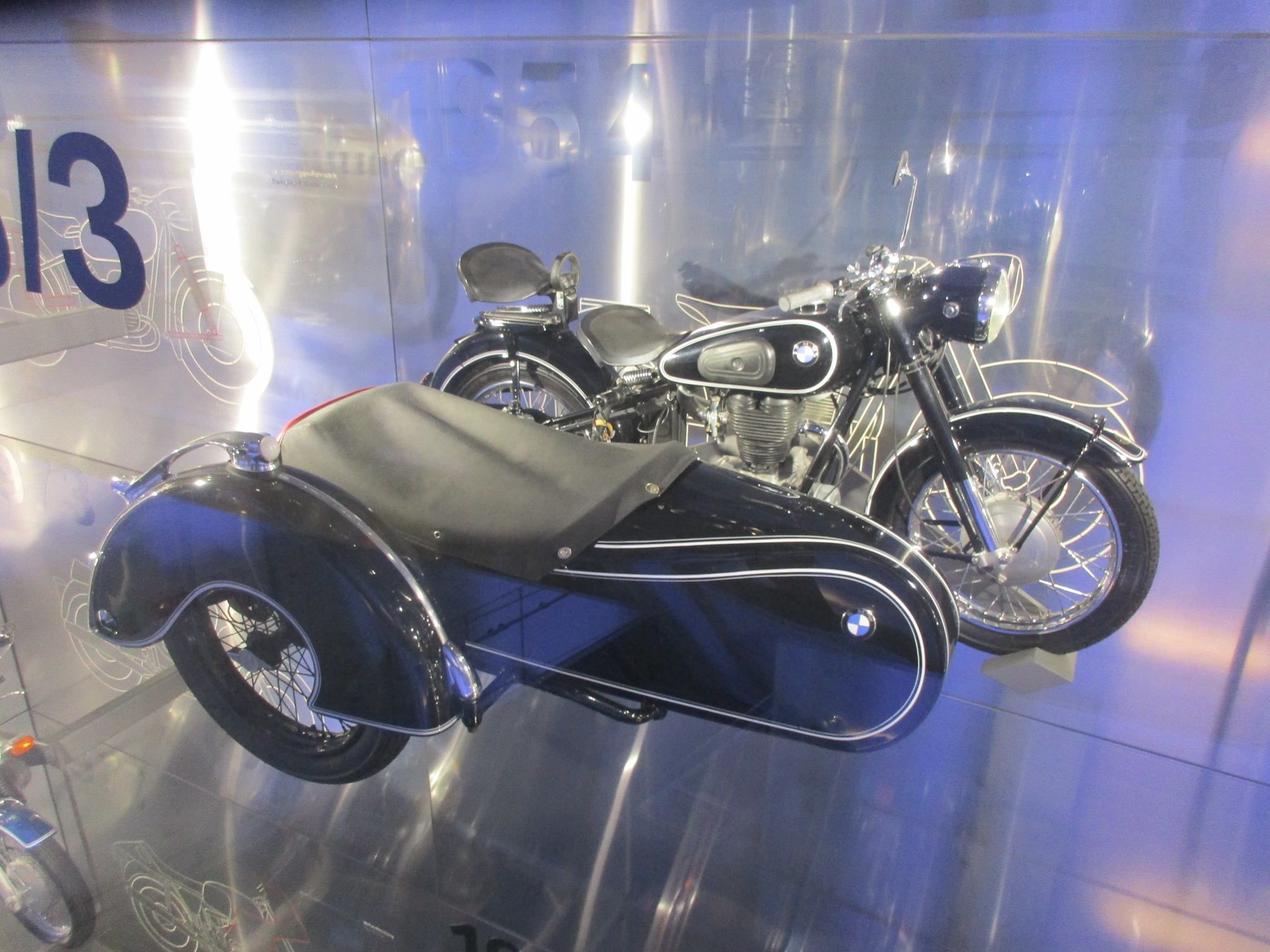
R 25/3 attelée, l'un des modèles les plus vendus de l'après guerre (1953).
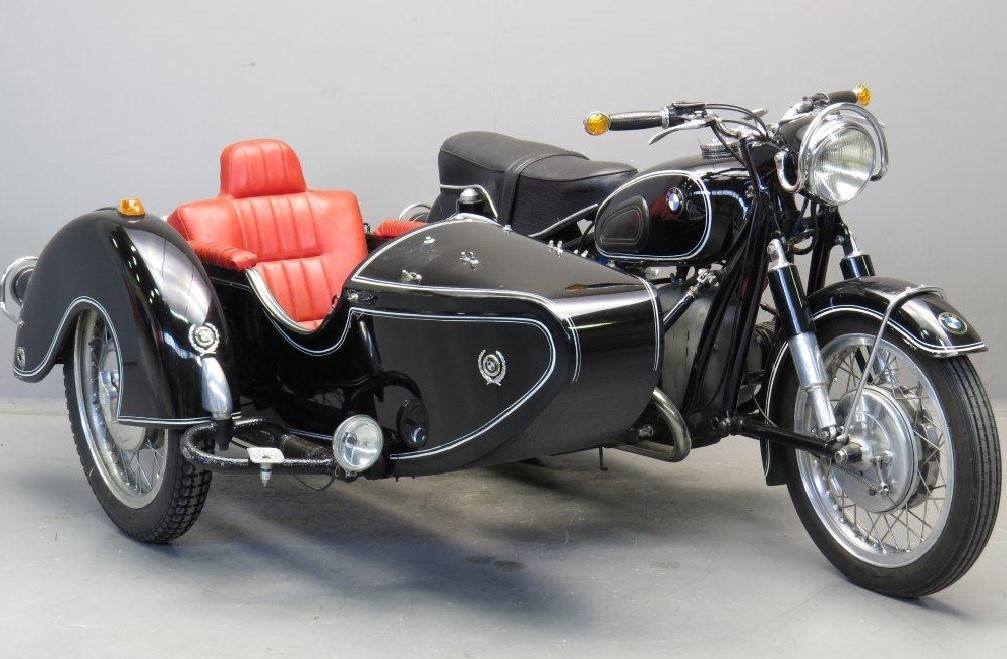
R 50 attelée avec fourche à bras oscillant (1957).
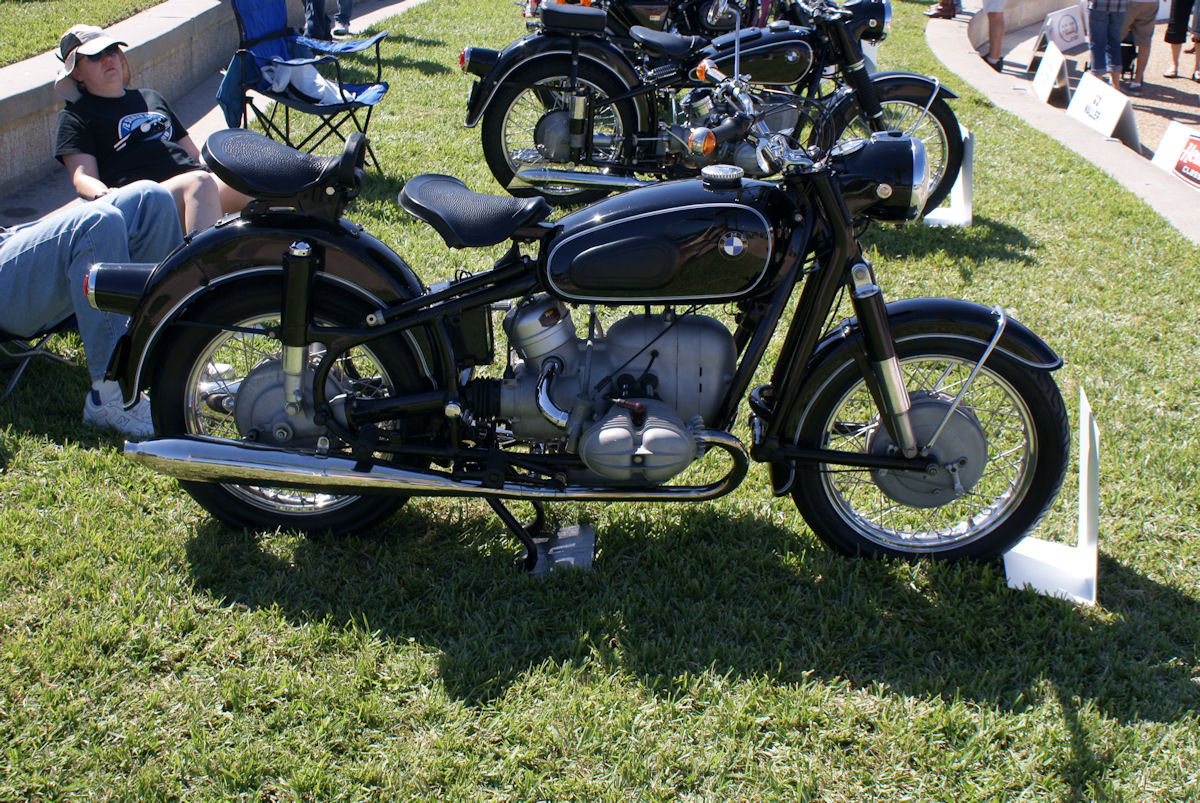
R 69 avec bras oscillant arrière et fourche à bras oscillant (1959).

La fin des années 1950 est très difficile pour le groupe BMW : l'activité automobile, qui avait repris en 1952, est en forte perte. En 1959, la société  frôle la faillite et la direction envisage de la vendre à Daimler-Benz. Mais l'intervention du très gros distributeur autrichien et de la famille Quandt permet à BMW de conserver son indépendance.

### Années 1960

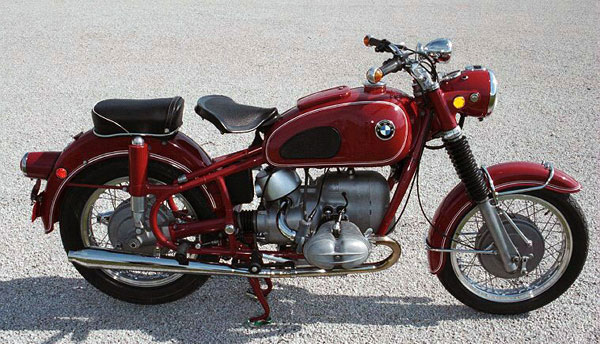
R 69 S US.

Peu d'innovations marquent la décennie et la production de motos BMW décline de 9 400 unités en 1960 à moins de 5 100 en 1968. En 1960 apparait la R 69 S de 42 ch, un modèle sportif proposé, une première pour la marque, en plusieurs couleurs : noir, blanc, rouge, bleu-gris et vert. En 1967, le dernier monocylindre de la marque, la R 27, disparaît du catalogue. Et BMW produit plusieurs variantes destinées au marché américain, notamment les R 50/2, R 60/2 et R 69 US dotées d'une fourche hydraulique à long débattement. 
À la fin de la décennie, l'automobile est devenue la plus importante et la plus profitable des activités du groupe BMW : la production est passée de 20 000 voitures/an à la fin des années 1950 à plus de 100 000 en 1968. En 1969, la production de motos est transférée à Berlin-Spandau, dans une nouvelle usine construite à cet effet.

### Années 1970
Les années 1970 sont marquées par une intense innovation qui relance la marque.
L'usine berlinoise produit à partir de fin 1969 une toute nouvelle gamme de bicylindres, les R 50/5, R60/5 et R75/5. Cette série /5 bénéficie de caractéristiques très modernes : démarreur électrique, fourches hydrauliques, système électrique à 12 V, nombreuses pièces en aluminium, etc. Elle rencontre un succès commercial immédiat, avec plus de 12 000 exemplaires vendus en 1970 et 18 900 en 1971.
BMW fait ensuite évoluer son offre avec les séries /6 (1974) et puis /7 (1977). La marque développe aussi à partir de 1974 une famille de modèles sportifs (R 90S puis R 100S, etc.), et, à partir de 1977, une famille de routières carénées à vocation sportive (R 100RS, etc.) ou non (R 100RT, etc.). Le marché américain devient très important pour BMW, notamment pour les modèles puissants comme la R 90S, la R 90/6 ou encore la R 100/7.
Ces nombreux lancements de modèles s'accompagnent de plusieurs innovations avec notamment frein avant à disque simple (R 90/6, 1974) ou double (R 90S, 1974), boîte de vitesses à cinq rapports (R 90/6), frein arrière à disque (R 100RS, 1978), carénage de fourche (R 90S) ou intégral (R 100RS), roues aluminium à bâtons (R 100RS), ou encore refroidissement par huile (R 100RS). Les moteurs bicylindres de haut de gamme montent en cylindrée à 900 (1974) puis 1 000 cm3 (1977). L'esthétique évolue aussi : différents coloris sont disponibles, la palette proposée variant au cours des années ; certains moteurs sont partiellement peints en noir ; les clignotants sont rectangulaires ou intégrés dans les carénages, etc.

En 1973, BMW célèbre sa cinq cent millième moto livrée et, en 1977, la production atteint le niveau record de 31 515 machines. Mais le retournement est rapide : les ventes retombent à 24 400 unités en 1979, provoquant le remplacement de l'équipe de direction.

Modèles des années 1970
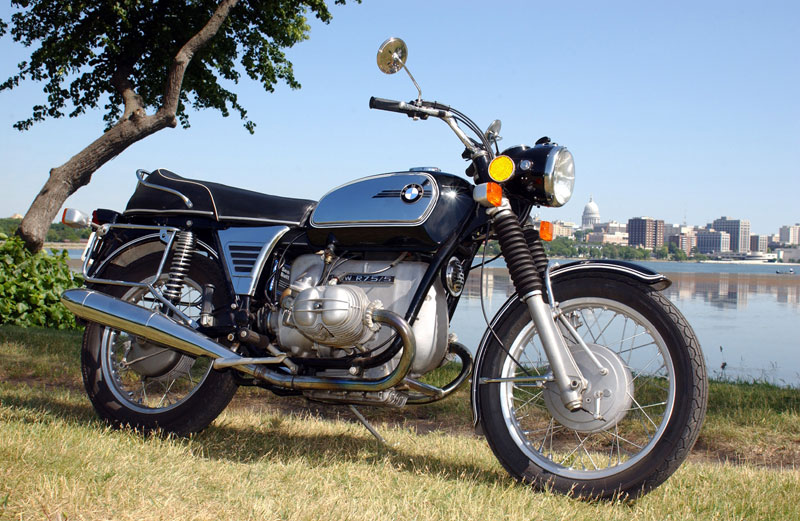
R 75/5 US (1972).
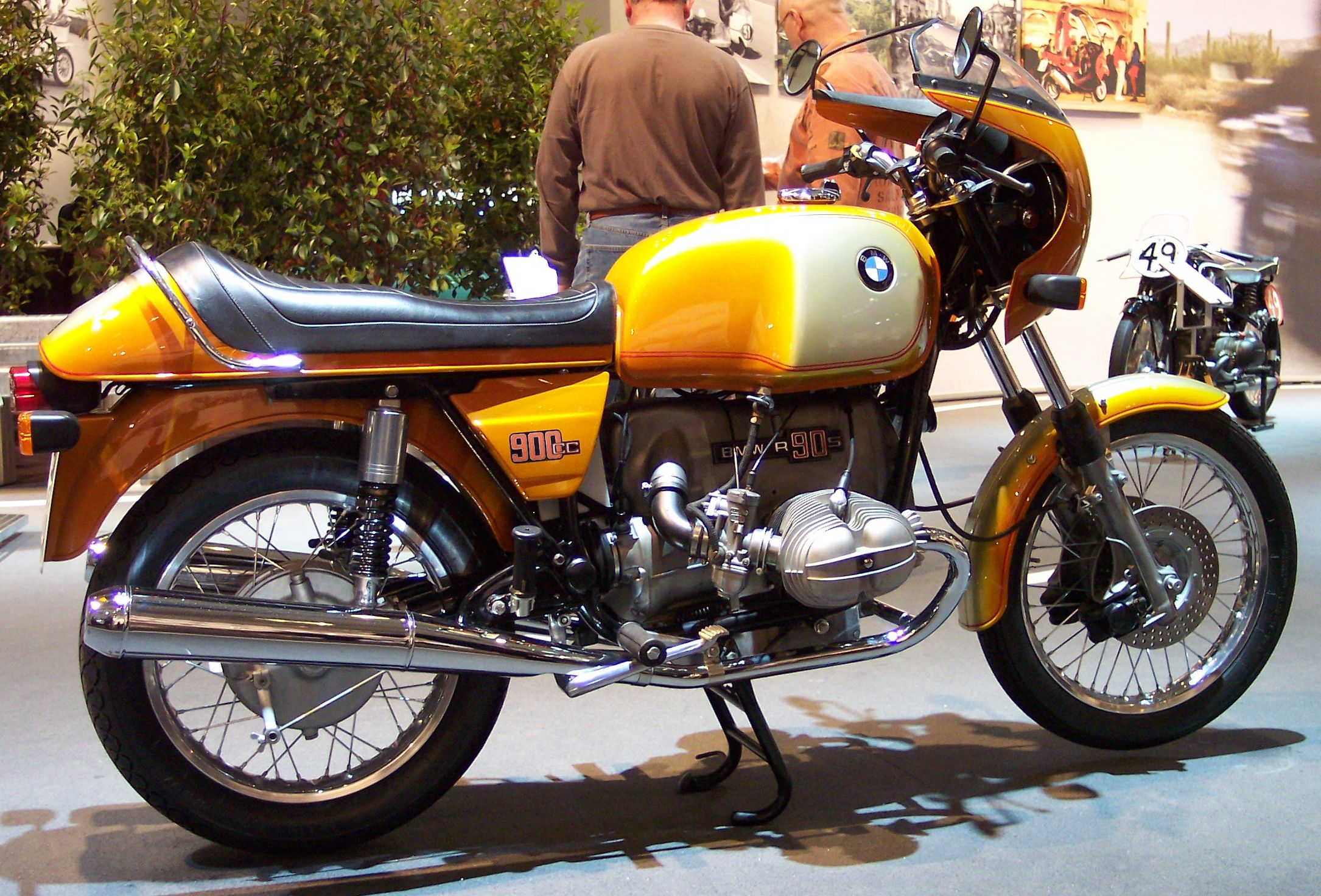
R 90S couleur Gold (1975).
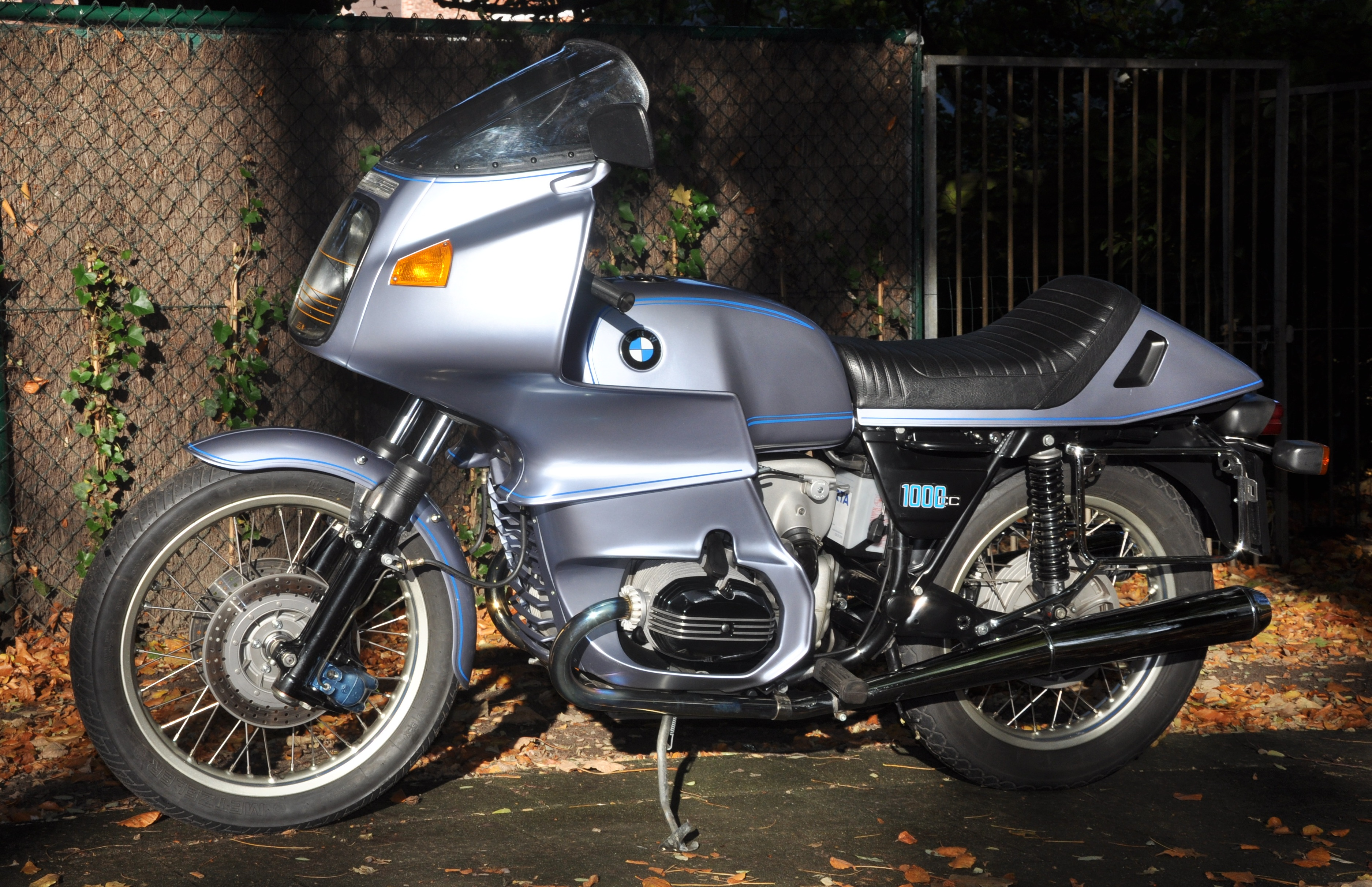
R 100RS (1977).

### Années 1980
Deux évènements majeurs marquent l'offre de BMW durant les années 1980 : la sortie de la R 80 G/S et celle des premiers modèles de la série K.
En 1981 BMW commence à commercialiser un tout nouveau modèle de bicylindre à plat : la R 80 G/S. C'est un moto à usage mixte route et tout-terrain, comme l'indiquent les lettres G/S venant de l'allemand Gelände (tout terrain) et Strasse (rue). Elle incorpore plusieurs innovations comme un allumage électronique ou encore une suspension arrière, dite Monolever, à mono bras et un seul amortisseur. Avec son moteur de 798 cm3 délivrant 50 ch, elle rencontre un succès commercial immédiat en Europe puis aux États-Unis, notamment grâce aux succès remportés au  rallye Paris-Dakar en 1981 et 1983. Elle inaugure une famille de modèles à usage mixte qui vont devenir les plus vendus de la gamme BMW.
Malgré le succès de la R 80 G/S, BMW craint que ses moteurs bicylindres soient dépassés par la concurrence sur le haut de gamme, cœur de cible de la marque. D'ailleurs, les ventes, qui avaient dépassé 33 000 unités en 1981, s'effritent ensuite pour descendre à 28 000 en 1983.
La série K apparait à partir de 1984. Trois modèles inaugurent cette nouvelle famille de motos puissantes : les K100, K 100RT et K 100RS. La principale innovation est leur moteur : c'est un quatre cylindres en ligne à refroidissement liquide de 987 cm3 délivrant 90 ch. Il est disposé longitudinalement et horizontalement dans le cadre. Celui-ci est suspendu à l'arrière par un système Monolever articulé sur le bloc moteur. Les autres équipements comportent notamment des freins à disque (double à l'avant, simple à l'arrière), un allumage électronique et une boîte à cinq rapports. La RS et la RT sont carénées, la RT étant en outre équipée d'une paire de valises rigides. Les K 100 inaugurent une très longue famille de modèles à moteurs multicylindres en ligne, encore présente au catalogue BMW au début des années 2020.
À partir de 1987, BMW commence à proposer des modèles dotés, en option puis de série, de freinage avec ABS, et, en 1988, introduit une nouvelle suspension arrière mono bras, la Paralever.
À la fin de la décennie, l'offre de BMW est composée de trois familles : les trails GS ( R 80GS et R 100GS), les bicylindres routiers (R 80 et 80RT, R 100RS et 100RT), et les modèles K avec moteurs en ligne à trois (K 75 et 75S) ou quatre (K100, 100RS et 100LT) cylindres. La sportive K1, apparue en 1989, couronne la gamme : avec son moteur quatre cylindres à seize soupapes et double arbre à cames en tête délivrant 100 ch, c'est alors la plus puissante BMW jamais produite.

Malgré ces lancements et innovations, la production de BMW en 1989 est encore inférieure à  26 000 machines.

Modèles des années 1980
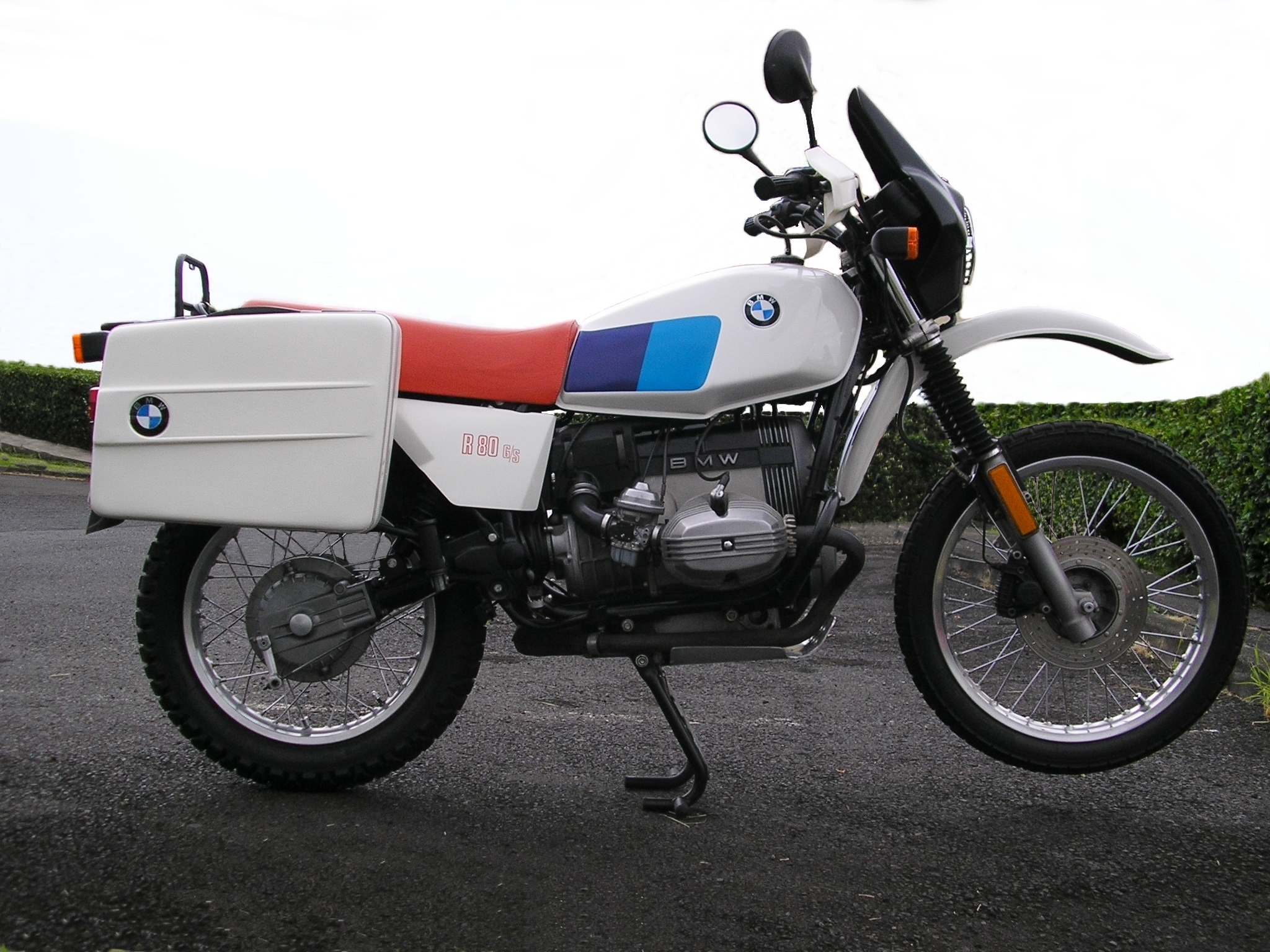
R 80GS avec sa valise optionnelle (1981).
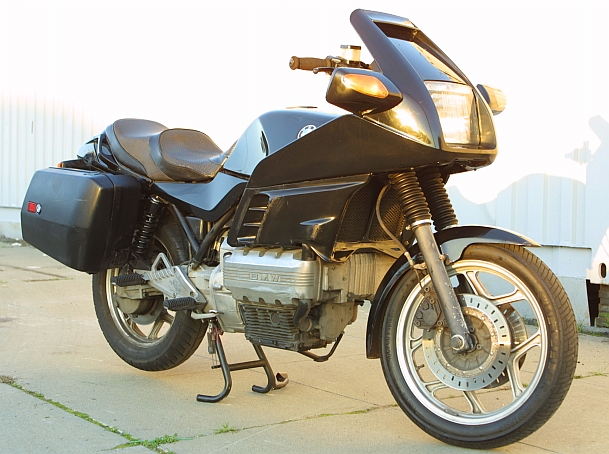
K 100RS (1986).
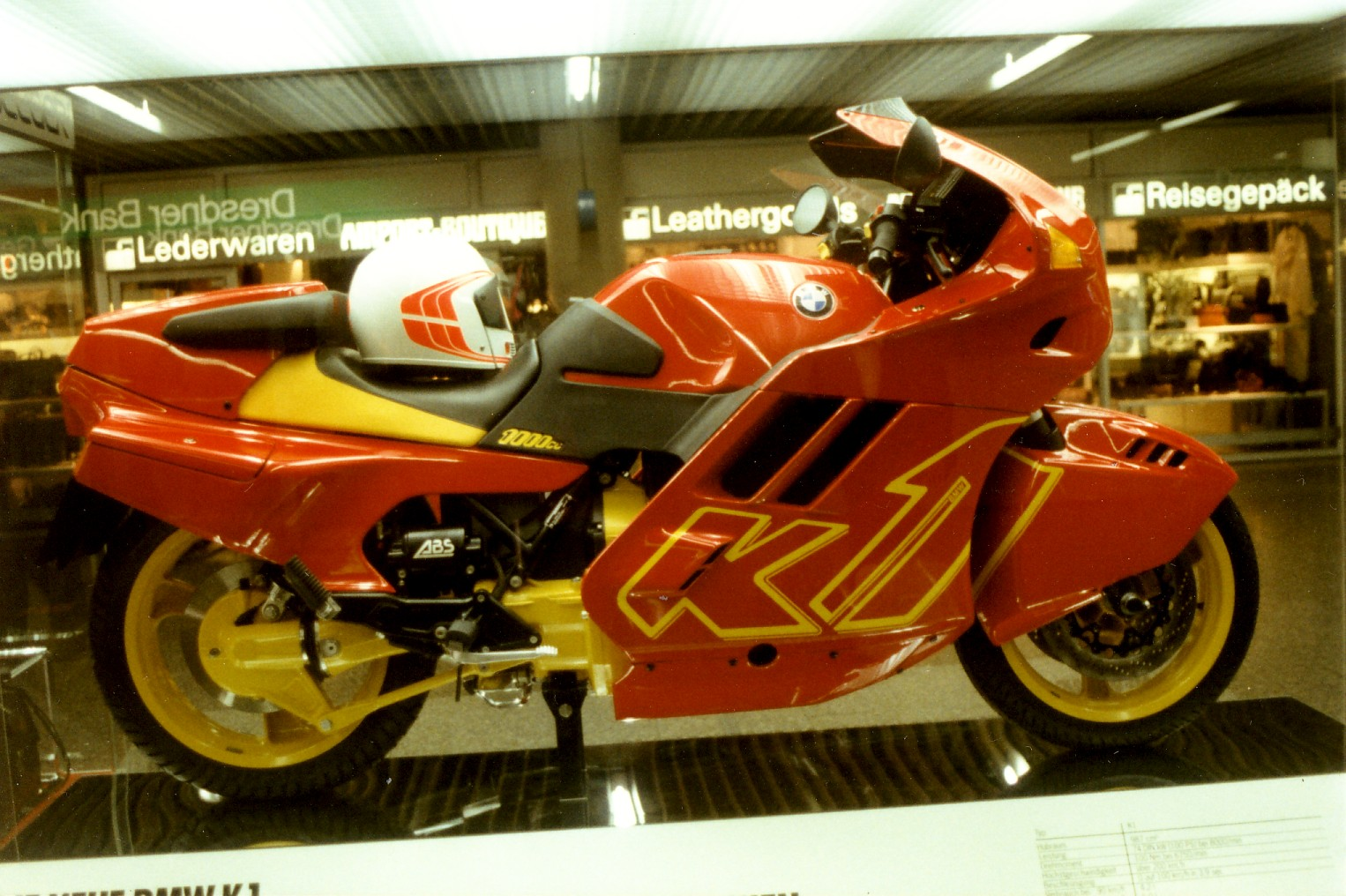
K 1 (1989).

### Années 1990
Les années 1990 sont marquées par la modernisation et l'élargissement de la gamme et une croissance régulière : 31 600 unités sont produites en 1990, plus de 52 000 en 1995 et plus de 69 000 en 1999.
La marque commence à équiper ses modèles de systèmes limitant la pollution en 1991, année où est produite la millionième BMW.
La série K est progressivement spécialisée sur les fortes cylindrées avec l'arrêt des K75 (1996 ) et l'apparition des K 1100LT (1992) puis K 1200RS, première BMW à boîte à six rapports (1997), et K 1200LT (1999).
La ligne des boxers est modernisée avec un nouveau moteur, le R259, qui en 1993 équipe la R 1100RS, dotée en outre d'une nouvelle fourche, la Telelever, qui sera ensuite utilisée sur de nombreux modèles, notamment le cruiser R 1200C rendu célèbre comme la moto de James Bond dans le film "Demain ne meurt jamais".
Et BMW élargit sa gamme en introduisant le monocylindre F 650 (1994), puis le scooter C1 (1999).
 La F 650 est une moto à usage mixte trail/route dotée d'un moteur monocylindre Rotax et, une première pour la marque, d'une transmission finale par chaîne. Elle a été développée en collaboration avec l'italien Aprilia qui la fabrique en Italie jusqu'en 1999. La F 650 rencontre un immédiat succès, soutenu par la victoire en catégorie féminine au Paris-Dakar de 1994 : 10 000 exemplaires sont vendus en un an.

Le C1 est un scooter que certains ont qualifié d'intermédiaire entre une moto et une voiture : il est en effet doté d'une structure rigide protégeant le pilote et d'un harnais de sécurité semblable à ceux équipant les automobiles. De ce fait, la réglementation permet de le conduire sans porter un casque ni aucun autre équipement protecteur. 33 700 exemplaires de C1, en deux versions C1-125 et C1-200, seront produits jusqu'en 2003, dernière année de sa commercialisation.

Modèles des années 1990
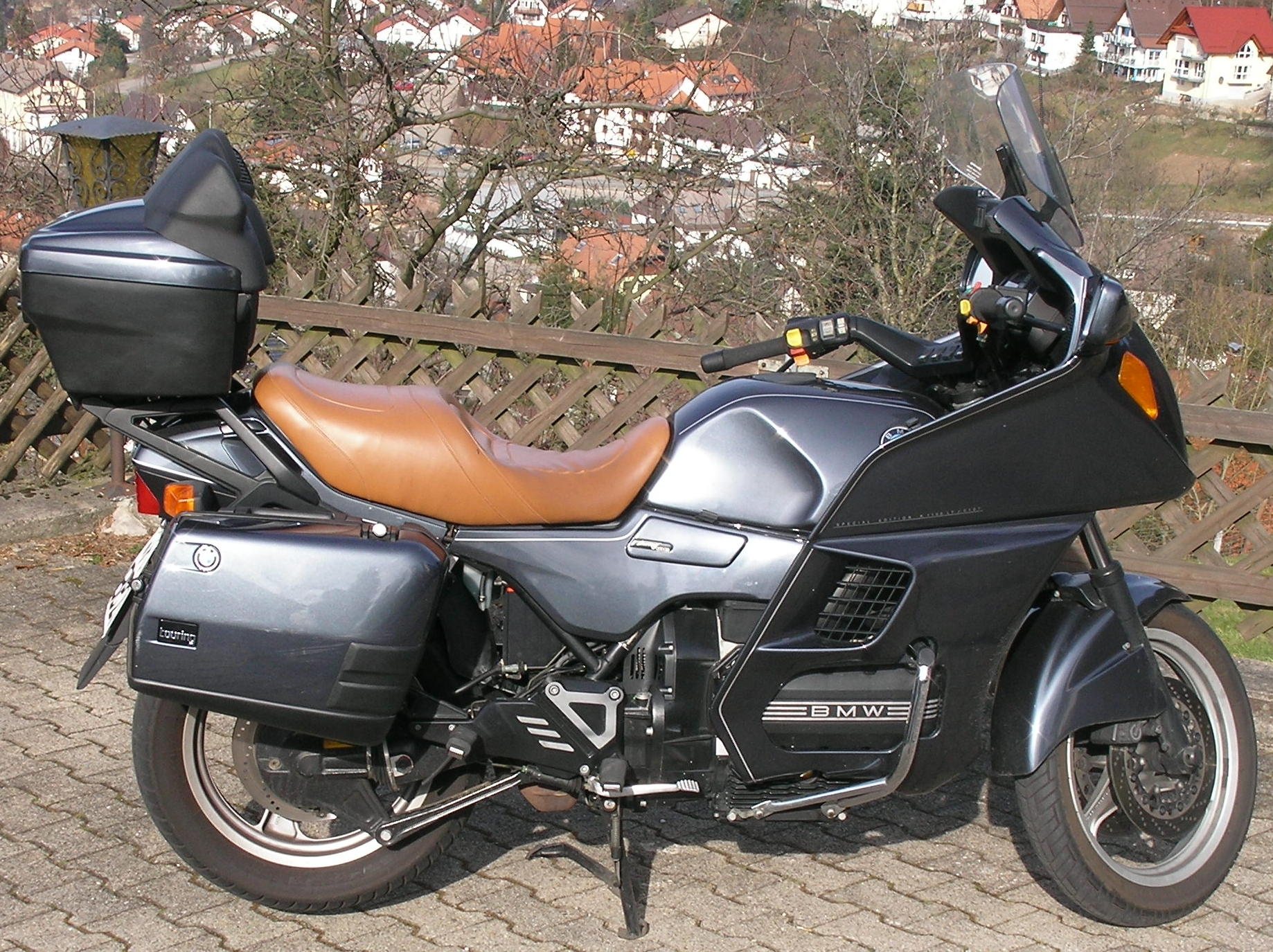
K 1100LT (1994).
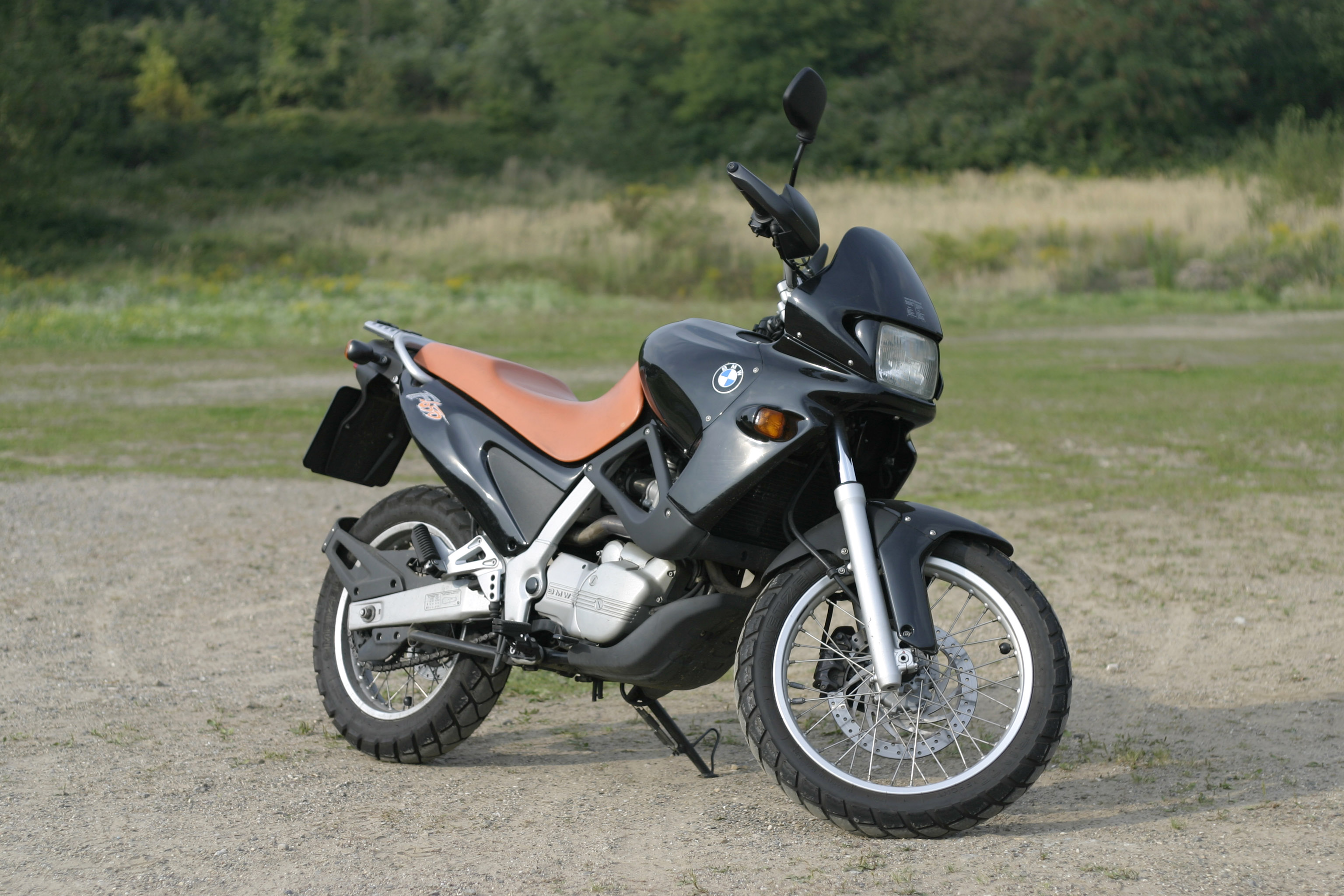
F 650 Funduro (1997).
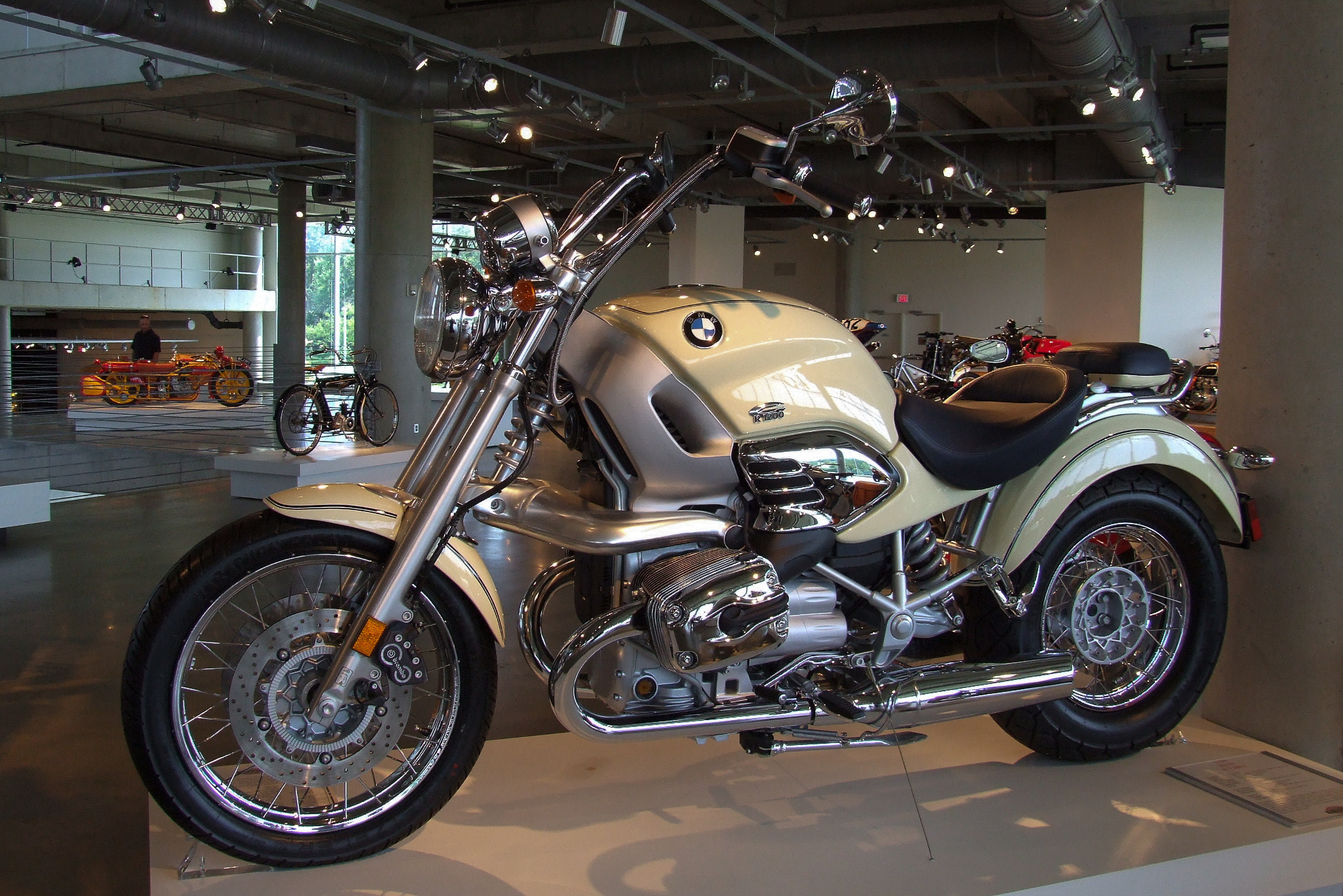
R 1200C (1998).
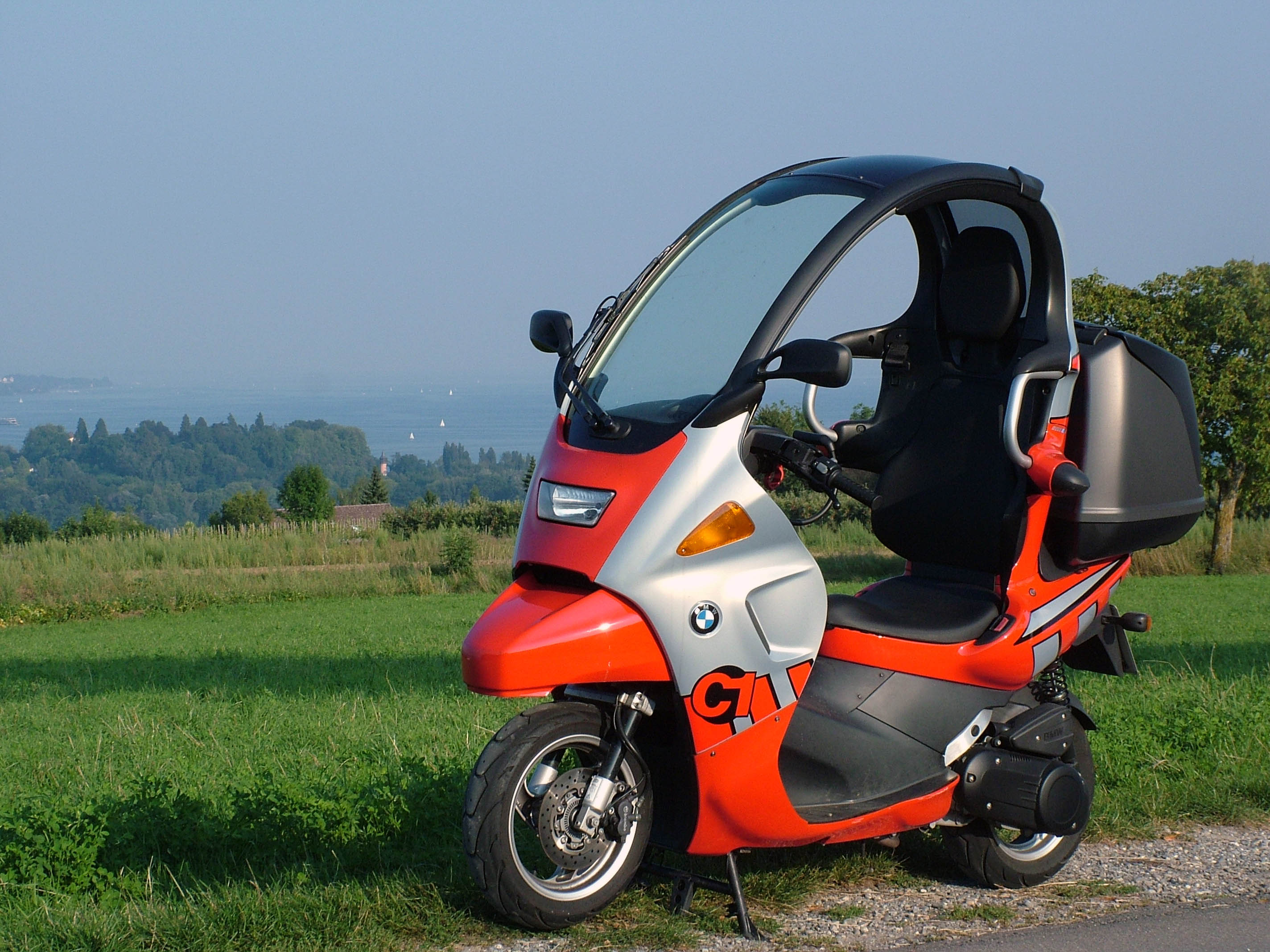
C1 avec coffre optionnel.

### Volumes de production auXXesiècle
|         |                                                |                                                |                                                |                                                |                                                |                                                |                                                |                                                |                                                |                                                |                                                |                                                |                                                |                                                |                                                |                                                |                                                |                                                |                                                |                                                |                                                |                                                |                                                |                                                |                                                |                                                |                                                |                                                |                                                |
| Année   | Production annuelle de motos BMW au XXe siècle | Production annuelle de motos BMW au XXe siècle | Production annuelle de motos BMW au XXe siècle | Production annuelle de motos BMW au XXe siècle | Production annuelle de motos BMW au XXe siècle | Production annuelle de motos BMW au XXe siècle | Production annuelle de motos BMW au XXe siècle | Production annuelle de motos BMW au XXe siècle | Production annuelle de motos BMW au XXe siècle | Production annuelle de motos BMW au XXe siècle | Production annuelle de motos BMW au XXe siècle | Production annuelle de motos BMW au XXe siècle | Production annuelle de motos BMW au XXe siècle | Production annuelle de motos BMW au XXe siècle | Production annuelle de motos BMW au XXe siècle | Production annuelle de motos BMW au XXe siècle | Production annuelle de motos BMW au XXe siècle | Production annuelle de motos BMW au XXe siècle | Production annuelle de motos BMW au XXe siècle | Production annuelle de motos BMW au XXe siècle | Production annuelle de motos BMW au XXe siècle | Production annuelle de motos BMW au XXe siècle | Production annuelle de motos BMW au XXe siècle | Production annuelle de motos BMW au XXe siècle | Production annuelle de motos BMW au XXe siècle | Production annuelle de motos BMW au XXe siècle | Production annuelle de motos BMW au XXe siècle | Production annuelle de motos BMW au XXe siècle | Production annuelle de motos BMW au XXe siècle |
|         |                                                |                                                |                                                |                                                |                                                |                                                |                                                |                                                |                                                |                                                |                                                |                                                |                                                |                                                |                                                |                                                |                                                |                                                |                                                |                                                |                                                |                                                |                                                |                                                |                                                |                                                |                                                |                                                |                                                |
| 1929    | 5 000                                          | 5 000                                          |                                                |                                                |                                                |                                                |                                                |                                                |                                                |                                                |                                                |                                                |                                                |                                                |                                                |                                                |                                                |                                                |                                                |                                                |                                                |                                                |                                                |                                                |                                                |                                                |                                                |                                                |                                                |
| 1938    | 17 300                                         | 17 300                                         | 17 300                                         | 17 300                                         | 17 300                                         | 17 300                                         | 17 300                                         |                                                |                                                |                                                |                                                |                                                |                                                |                                                |                                                |                                                |                                                |                                                |                                                |                                                |                                                |                                                |                                                |                                                |                                                |                                                |                                                |                                                |                                                |
| 1939    | 21 667                                         | 21 667                                         | 21 667                                         | 21 667                                         | 21 667                                         | 21 667                                         | 21 667                                         | 21 667                                         | 21 667                                         |                                                |                                                |                                                |                                                |                                                |                                                |                                                |                                                |                                                |                                                |                                                |                                                |                                                |                                                |                                                |                                                |                                                |                                                |                                                |                                                |
| 1944-47 | 0                                              | aucune production                              | aucune production                              | aucune production                              | aucune production                              | aucune production                              | aucune production                              | aucune production                              | aucune production                              | aucune production                              | aucune production                              |                                                |                                                |                                                |                                                |                                                |                                                |                                                |                                                |                                                |                                                |                                                |                                                |                                                |                                                |                                                |                                                |                                                |                                                |
| 1949    | 9 400                                          | 9 400                                          | 9 400                                          | 9 400                                          |                                                |                                                |                                                |                                                |                                                |                                                |                                                |                                                |                                                |                                                |                                                |                                                |                                                |                                                |                                                |                                                |                                                |                                                |                                                |                                                |                                                |                                                |                                                |                                                |                                                |
| 1957    | 5 400                                          | 5 400                                          |                                                |                                                |                                                |                                                |                                                |                                                |                                                |                                                |                                                |                                                |                                                |                                                |                                                |                                                |                                                |                                                |                                                |                                                |                                                |                                                |                                                |                                                |                                                |                                                |                                                |                                                |                                                |
| 1965    | 7 118                                          | 7 118                                          | 7 118                                          |                                                |                                                |                                                |                                                |                                                |                                                |                                                |                                                |                                                |                                                |                                                |                                                |                                                |                                                |                                                |                                                |                                                |                                                |                                                |                                                |                                                |                                                |                                                |                                                |                                                |                                                |
| 1968    | 5 100                                          | 5 100                                          |                                                |                                                |                                                |                                                |                                                |                                                |                                                |                                                |                                                |                                                |                                                |                                                |                                                |                                                |                                                |                                                |                                                |                                                |                                                |                                                |                                                |                                                |                                                |                                                |                                                |                                                |                                                |
| 1970    | 12 000                                         | 12 000                                         | 12 000                                         | 12 000                                         | 12 000                                         |                                                |                                                |                                                |                                                |                                                |                                                |                                                |                                                |                                                |                                                |                                                |                                                |                                                |                                                |                                                |                                                |                                                |                                                |                                                |                                                |                                                |                                                |                                                |                                                |
| 1975    | 25 000                                         | 25 000                                         | 25 000                                         | 25 000                                         | 25 000                                         | 25 000                                         | 25 000                                         | 25 000                                         | 25 000                                         | 25 000                                         |                                                |                                                |                                                |                                                |                                                |                                                |                                                |                                                |                                                |                                                |                                                |                                                |                                                |                                                |                                                |                                                |                                                |                                                |                                                |
| 1985    | 37 100                                         | 37 100                                         | 37 100                                         | 37 100                                         | 37 100                                         | 37 100                                         | 37 100                                         | 37 100                                         | 37 100                                         | 37 100                                         | 37 100                                         | 37 100                                         | 37 100                                         | 37 100                                         | 37 100                                         |                                                |                                                |                                                |                                                |                                                |                                                |                                                |                                                |                                                |                                                |                                                |                                                |                                                |                                                |
| 1988    | 23 800                                         | 23 800                                         | 23 800                                         | 23 800                                         | 23 800                                         | 23 800                                         | 23 800                                         | 23 800                                         | 23 800                                         | 23 800                                         |                                                |                                                |                                                |                                                |                                                |                                                |                                                |                                                |                                                |                                                |                                                |                                                |                                                |                                                |                                                |                                                |                                                |                                                |                                                |
| 1995    | 52 653                                         | 52 653                                         | 52 653                                         | 52 653                                         | 52 653                                         | 52 653                                         | 52 653                                         | 52 653                                         | 52 653                                         | 52 653                                         | 52 653                                         | 52 653                                         | 52 653                                         | 52 653                                         | 52 653                                         | 52 653                                         | 52 653                                         | 52 653                                         | 52 653                                         | 52 653                                         | 52 653                                         |                                                |                                                |                                                |                                                |                                                |                                                |                                                |                                                |
| 1998    | 60 308                                         | 60 308                                         | 60 308                                         | 60 308                                         | 60 308                                         | 60 308                                         | 60 308                                         | 60 308                                         | 60 308                                         | 60 308                                         | 60 308                                         | 60 308                                         | 60 308                                         | 60 308                                         | 60 308                                         | 60 308                                         | 60 308                                         | 60 308                                         | 60 308                                         | 60 308                                         | 60 308                                         | 60 308                                         | 60 308                                         | 60 308                                         |                                                |                                                |                                                |                                                |                                                |
| 1999    | 69 157                                         | 69 157                                         | 69 157                                         | 69 157                                         | 69 157                                         | 69 157                                         | 69 157                                         | 69 157                                         | 69 157                                         | 69 157                                         | 69 157                                         | 69 157                                         | 69 157                                         | 69 157                                         | 69 157                                         | 69 157                                         | 69 157                                         | 69 157                                         | 69 157                                         | 69 157                                         | 69 157                                         | 69 157                                         | 69 157                                         | 69 157                                         | 69 157                                         | 69 157                                         | 69 157                                         | 69 157                                         |                                                |

## BMW Motorrad auXXIesiècle

### Années 2000
Les années 2000 voient  l'apparition de boîtes à six rapports sur la série R (R 1150 GS, 2000), de pots catalytiques sur les monocylindres (F 650 GS, 2000), du premier modèle BMW à transmission finale par courroie (F 650 CS, 2002), de l'ABS partiellement ou totalement intégré (2001), de suspensions réglables de façon électrohydraulique (K 1200 LT, 2004), de pare-brise réglable électriquement (K 1200 GT, 2003), etc. Trois nouvelles séries sont lancées :
- Série HP2[N 19] : le HP2 Enduro de 2006 inaugure une famille de modèles sportifs. Destiné à la compétition tout-terrain, il pèse moins de 175 kg, et son moteur, dérivé de celui de la R 1200 GS, délivre 105 ch. Deux versions supplémentaires sont lancées en 2007 (HP2 Megamoto de 110 ch à vocation plus routière) et 2008 ( HP2 Sport de 128 ch à usage mixte).
- Série F : les F 800 S et ST à transmission par courroie crantée inaugurent en 2006 une nouvelle famille de bicylindres en ligne Bombardier-Rotax calés à 360°. Ils sont rejoints en 2008 par les trails F 650 GS et F 800 GS à transmission par chaîne.
- Série G : successeur des monocylindres F 650, le monocylindre G 650X est lancé en 2007 en trois versions : Xchallenge (enduro), Xmoto (ville et route) et Xcountry (scrambler)[32]. Il est doté d'un moteur fabriqué en Chine de 650 cm3/53 ch. La gamme s'élargit en 2008 au G 450 X, modèle sportif d'enduro.

La série K évolue fortement à partir de 2005 : les nouvelles K 1200 S et R sont dotées d'un moteur à quatre cylindres en ligne de 1 157 cm3/167 ch  désormais implanté transversalement et incliné vers l'avant dans un cadre innovant doté d'une fourche Duolever brevetée par BMW et d'un système électronique de réglage de la suspension dénommé ESA.
Et la R 1200R de 2007 introduit plusieurs nouveautés, comme le  contrôle de la pression des pneus, l'anti patinage ASC ou les commandes électroniques Single Wire, qui seront progressivement étendues à d'autres modèles.
En 2005, le groupe BMW dépose la marque BMW Motorrad réservée depuis à ses motos, en 2006 la production dépasse pour la première fois les 100 000 unités et en 2009 BMW Motorrad inaugure à Manaus (Brésil) sa première usine hors d'Allemagne.

Le catalogue de 2009 comprend 18 modèles : K 1300 S/R/GT, K 1200 LT, R 1200 R/RT, R 1200 GS/GS Adventure, deux versions de HP2, quatre de F 800, trois de la série G et la F 650. Les cylindrées vont de 450 à 1 300 cm3, et les prix en France de 6 990 à plus de 18 000 €.

Modèles des années 2000
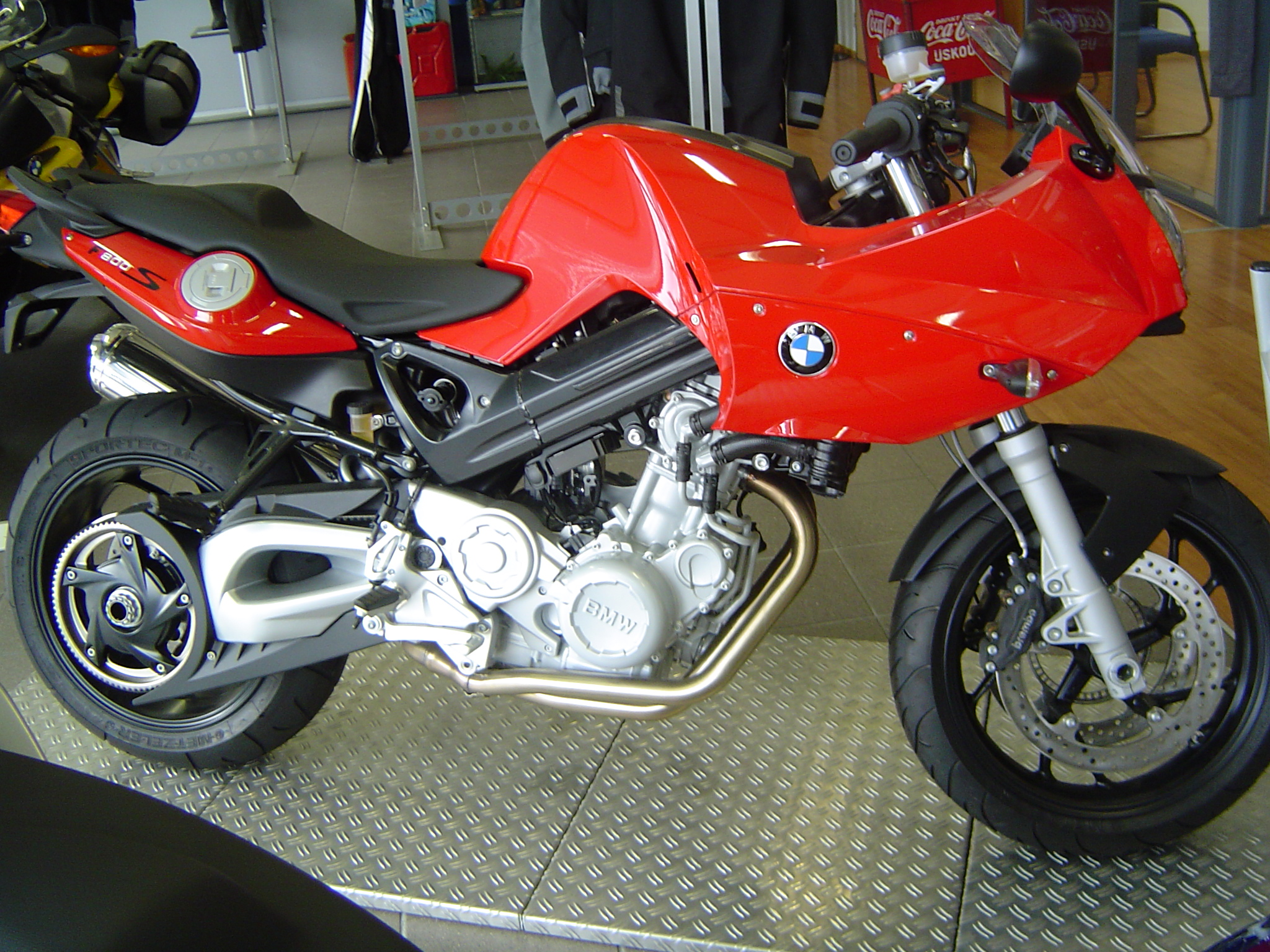
F 800 S (2006).
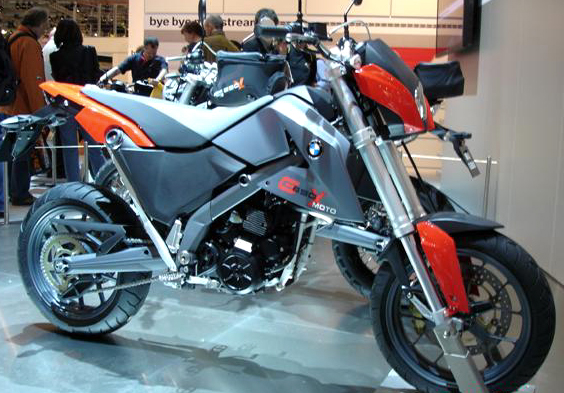
G 650 Xmoto (2007).
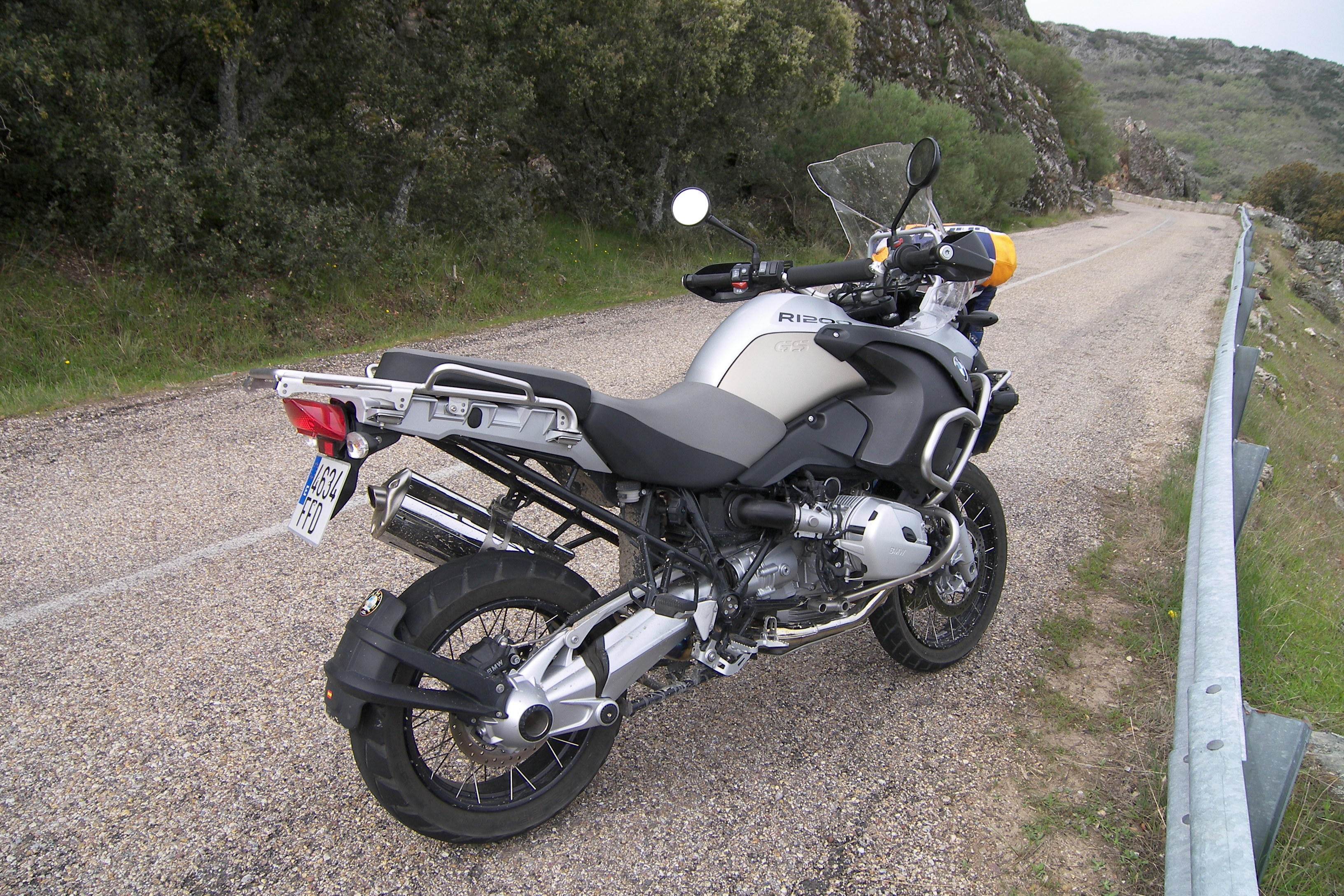
R 1200 GS (2008).
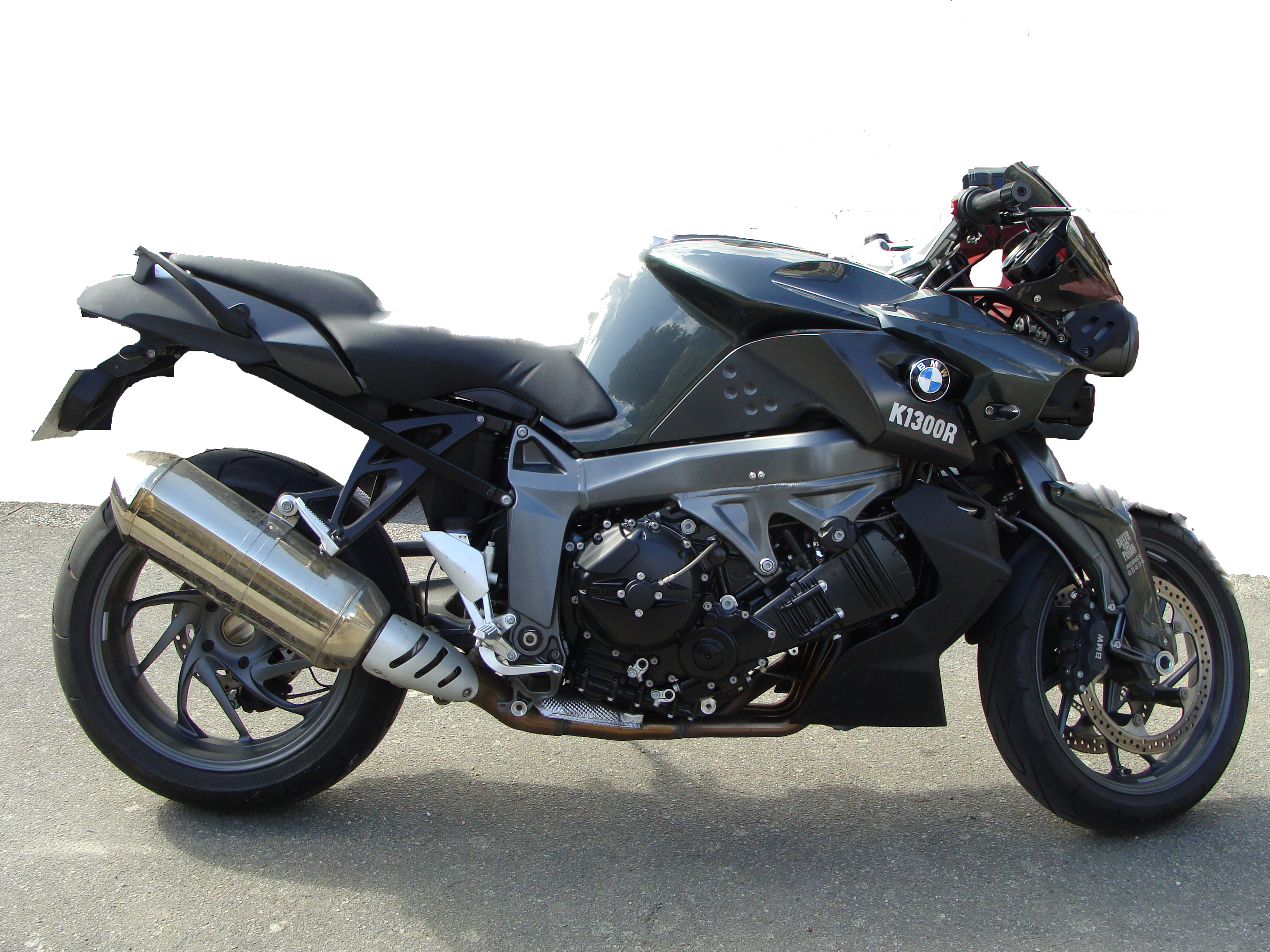
K 1300 R (2009).

### Années 2010 et suivantes
BMW lance en 2010 son premier Superbike, la S 1000 RR, dotée d'un cadre très léger (12 kg), d'une fourche avant inversée et d'un moteur quatre cylindres en ligne transversal de 999 cm3/193 ch pour un poids total dépassant à peine les 200 kg. La S 1000 RR remporte de nombreux succès en compétition et inaugure une nouvelle famille de modèles très sportifs : S 1000 R (2009), S 1000 XR à vocation mixte (2015). La marque en décline des versions encore plus sportives à partir de 2021 avec la M 1000 RR de 212 ch, puis la M 1000 R (2023).
La gamme R s'équipe progressivement de moteurs à double arbre à cames en tête à partir de 2010, et d'un refroidissement liquide et air à partir de 2013. Elle s'élargit à partir de 2014 à une nouvelle ligne de roadsters, les R Nine T, pour lesquelles BMW propose de très nombreuses possibilités de personnalisation. La fourche hydraulique inversée qui les équipe remplace progressivement la fourche Telelever sur les modèles R qui en étaient équipés.
En 2020, la gamme R est complétée de la R 18, un cruiser équipé du plus gros moteur boxer jamais fabriqué par la marque (1 802 cm3) réglé pour délivrer beaucoup de couple à bas régime : 16,1 mkg à 3 000 tr/min. L'esthétique  privilégie la ressemblance avec des modèles historiques de la marque avec notamment arbre de transmission visible, couleur noire, jantes à rayons et  cadre apparemment rigide. Mais l'équipement est moderne: démarrage sans clé, freins à disque, trois modes de conduite, etc.
La série K poursuit sa montée en puissance, équipement et  cylindrée avec l'arrivée de modèles à six cylindres en 2011 (K 1600 GT/GTL, offrant trois modes de conduite) puis 2012 (K 1600 GTL Exclusive avec démarrage sans clé).
BMW revient sur le marché des scooters en 2011 avec deux modèles, les C 600 Sport et C 650 GT, qui sont commercialisés jusqu'en 2020. Ils sont dotés d'un moteur bicylindre de 647 cm3/60 ch  fabriqué par Kymco, de freins à disque avec ABS, de divers espaces de rangement et d'une instrumentation fournie. La gamme C accueille en 2018 deux autres modèles thermiques : les C 400X et C 400 GT, tous deux dotés d'un monocylindre de 350 cm3/34 ch.
2013 marque l'arrivée du premier modèle électrique BMW Motorrad : le scooter C Evolution. Doté d'une batterie de 60 Ah, il bénéficie d'une puissance de 47,5 ch et d'une autonomie pouvant atteindre 100 km. Une version avec pus de puissance et d'autonomie , le Long Range ( 94 Ah/160 km), apparait en 2017. Les deux versions sont commercialisées jusqu'en 2020. La gamme électrique est renouvelée en 2021 par le CE 04 ( 61 Ah/130 km) et complétée en 2023 par la moto légère CE 02.

#### Gamme 2023
La gamme de BMW Motorrad en 2023 comprend 36 modèles de motos et quatre scooters, dont deux électriques.
Les motos vont de la G310R (313 cm3/34 ch/5 690 €) à la M 1000RR (999 cm3/212 ch/33 620 €). 
Le tableau ci-dessous donne la répartition des modèles selon leur série et leur type.
| Type/Série    | G     | F                       | R | K                          | S         | M            | C                                      |
| ------------- | ----- | ----------------------- | --- | -------------------------- | --------- | ------------ | -------------------------------------- |
| Sport         |       | 900XR                   | 1250RS |                            | 1000RR/XR |              |                                        |
| Compétition   |       |                         | |                            |           | 1000 R/RR/XR |                                        |
| Tour          |       |                         | 1250RT | 1600B/BM/GA/GAM 1600GT/GTL |           |              |                                        |
| Roadster      | 310R  | 900R                    | 1250R |                            | 1000R     |              |                                        |
| Heritage      |       |                         | 18 Base/Classic/11 years/ Octane/B/Transcontinental R Nine-T Base/12/ 100 years/Pure/ Scrambler/ Urban GS |                            |           |              |                                        |
| Adventure     | 310GS | 900GS/GSAdventure 800GS | 1250GSAdventure 1300GS                                                                                    |                            |           |              |                                        |
| Urban Mobilty |       |                         | |                            |           |              | 400X/GT (thermique) E02/04 (électrique |

Motos des années 2000 et suivantes
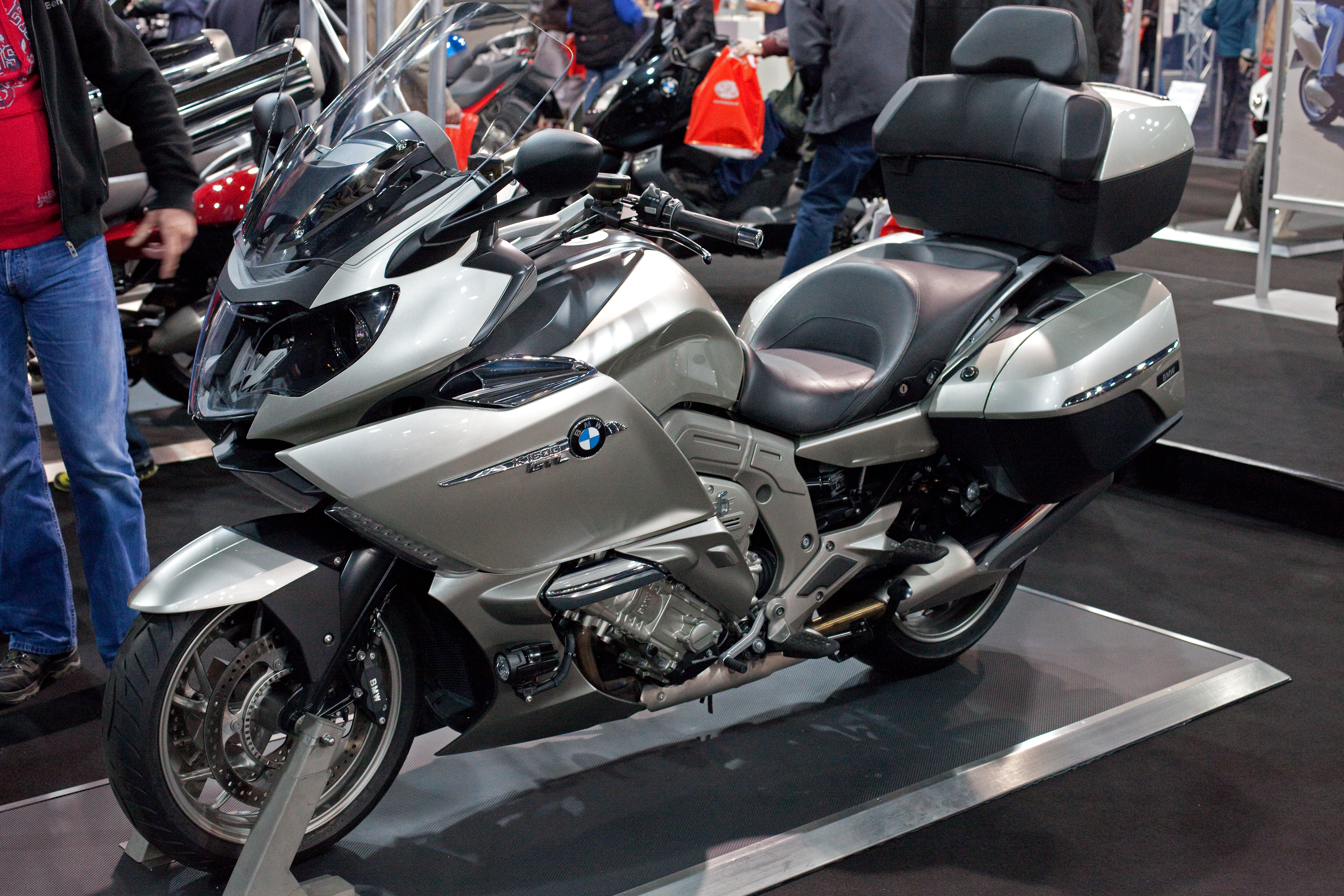
K 1600 GTL (2012).
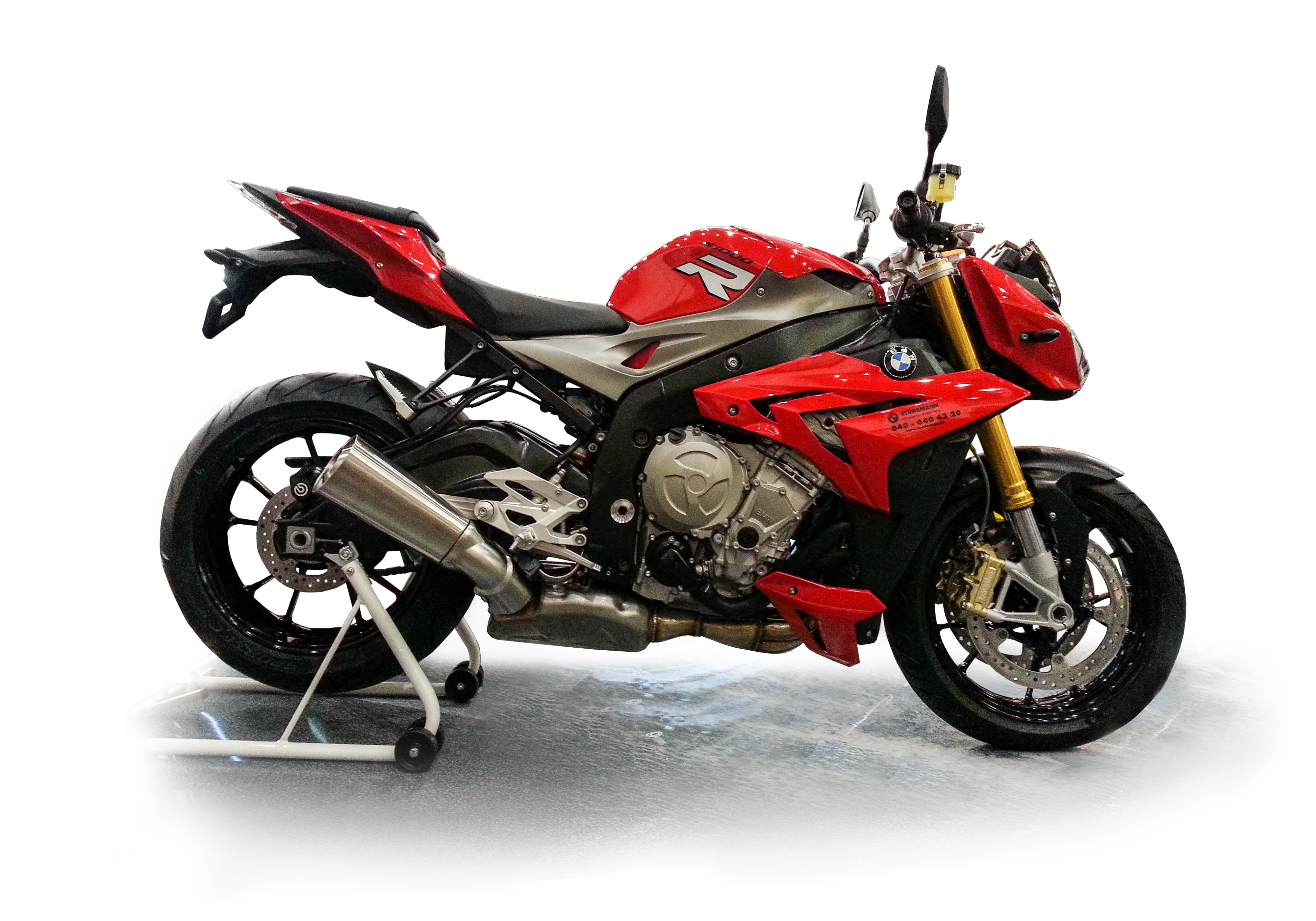
S 1000 R (2014).
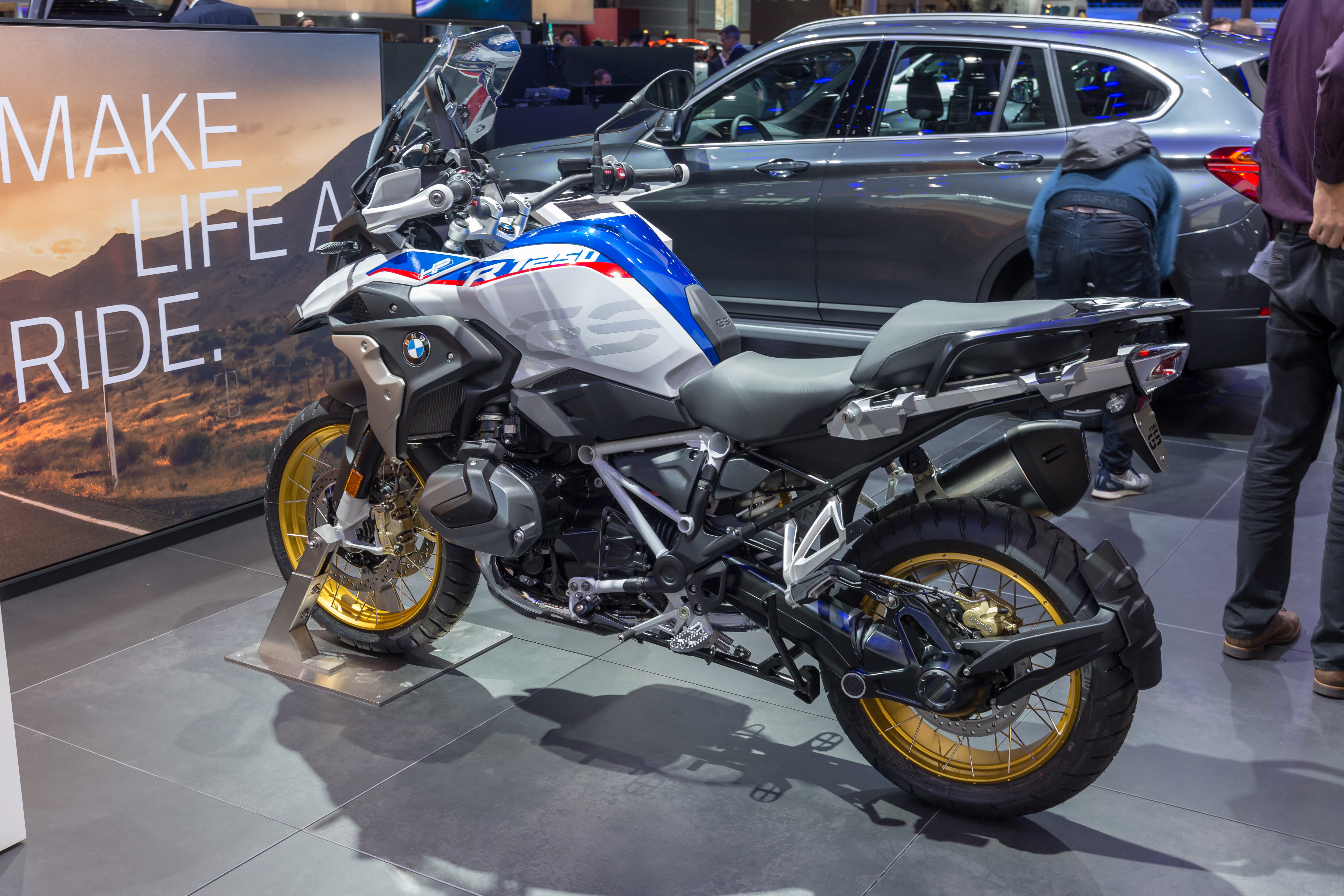
R 1250 GS (2018).
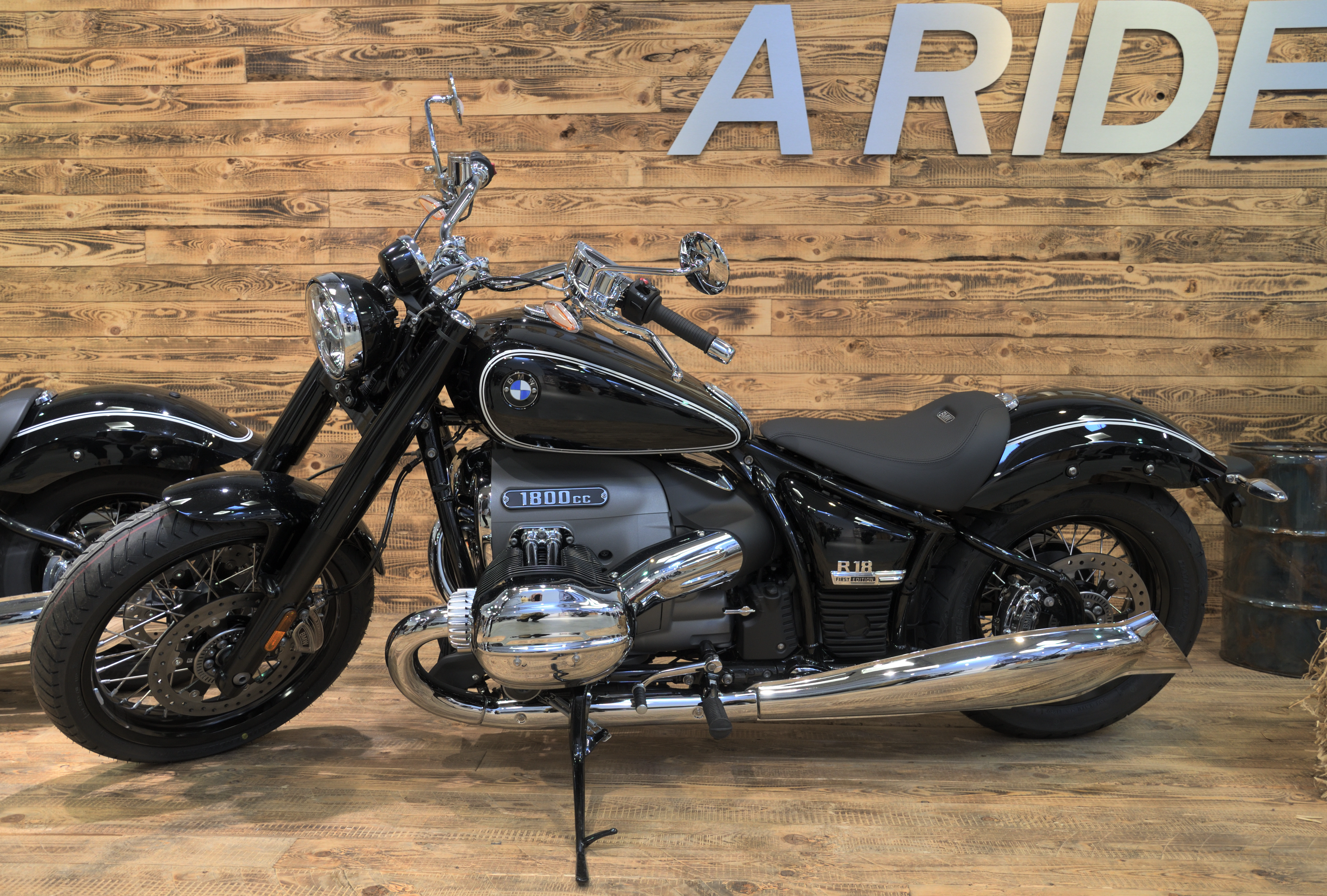
R 18 (2020).

Scooters BMW
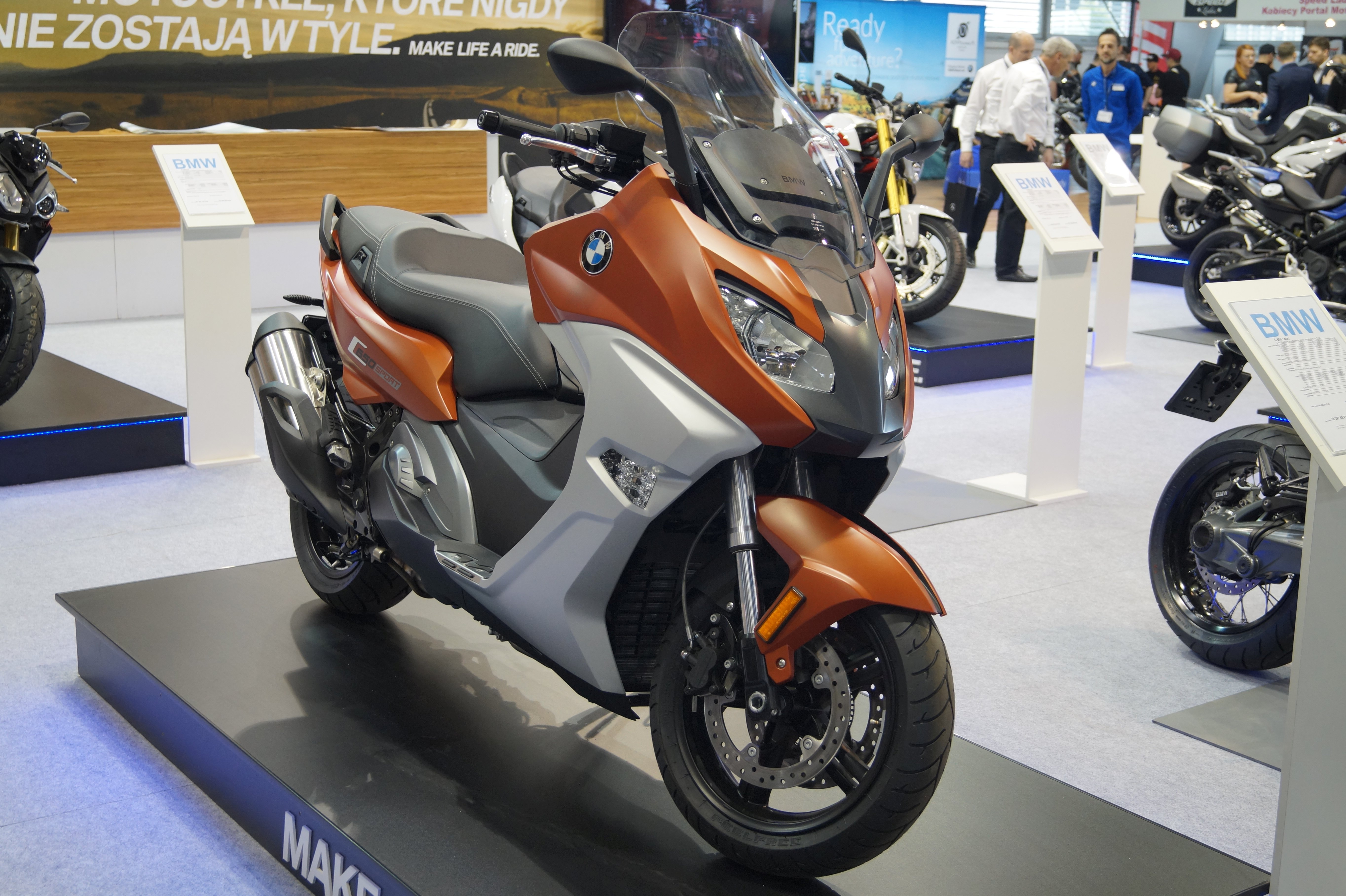
C 650Sport (2016).
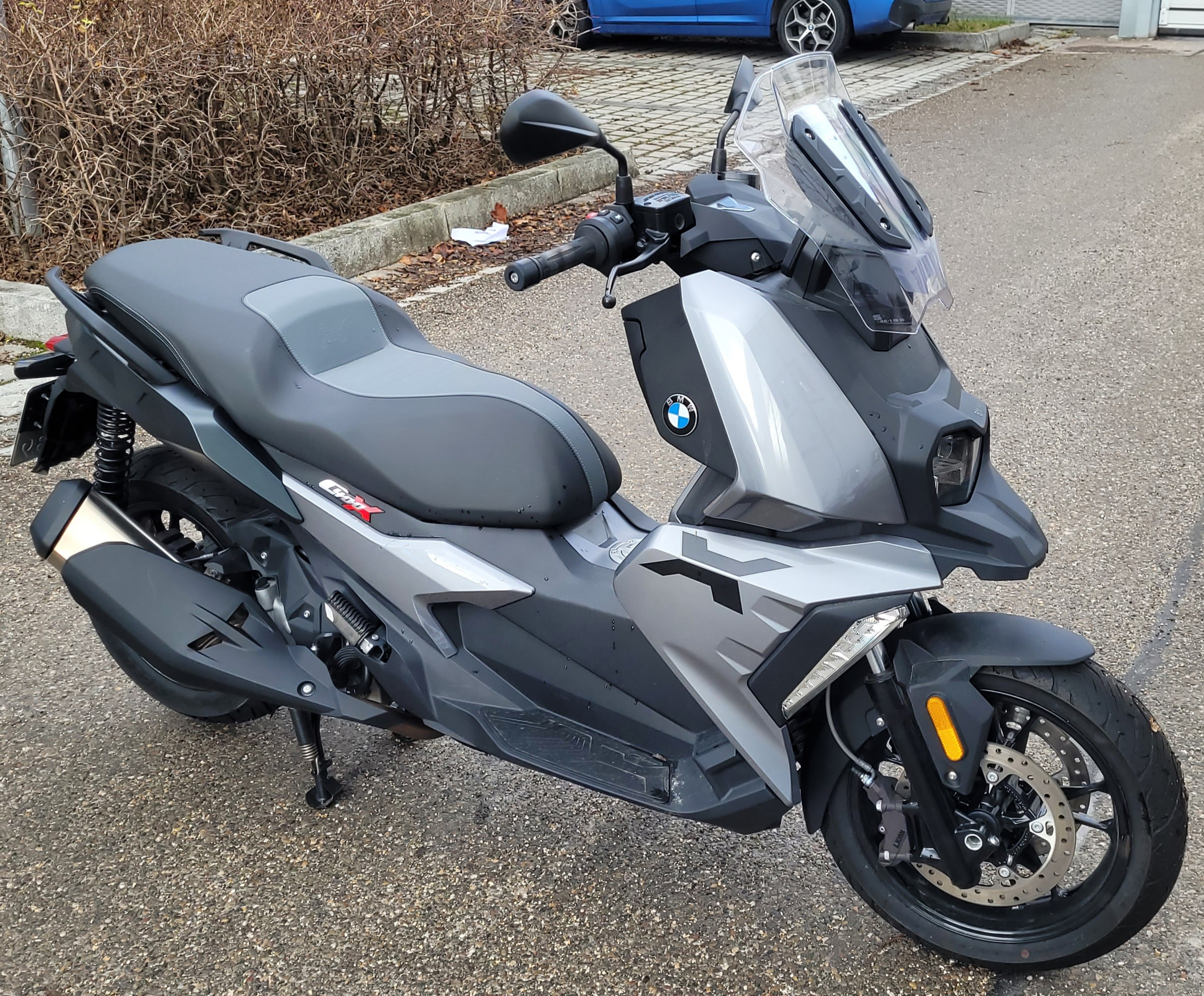
C 400X (2021).
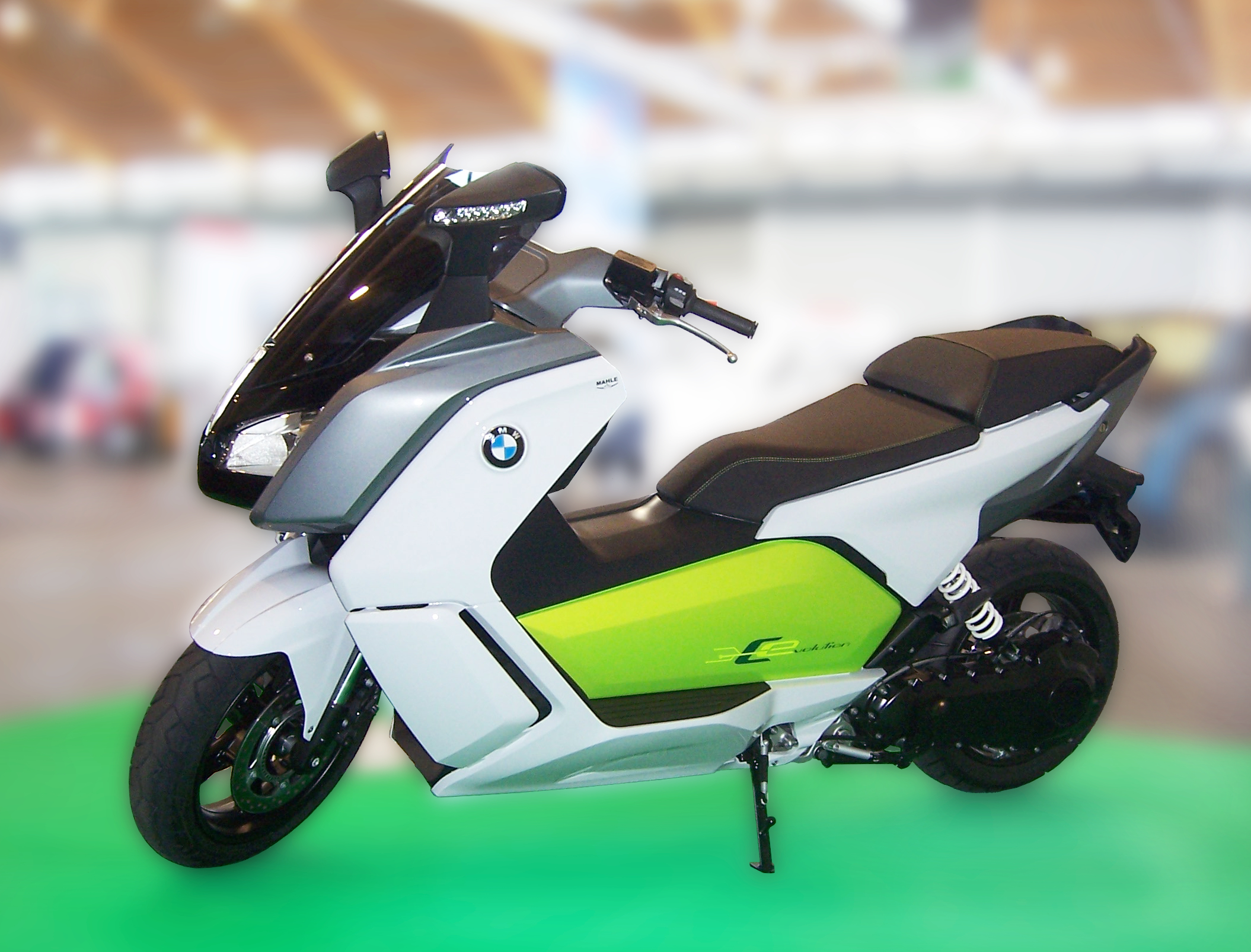
C Evolution (2014).
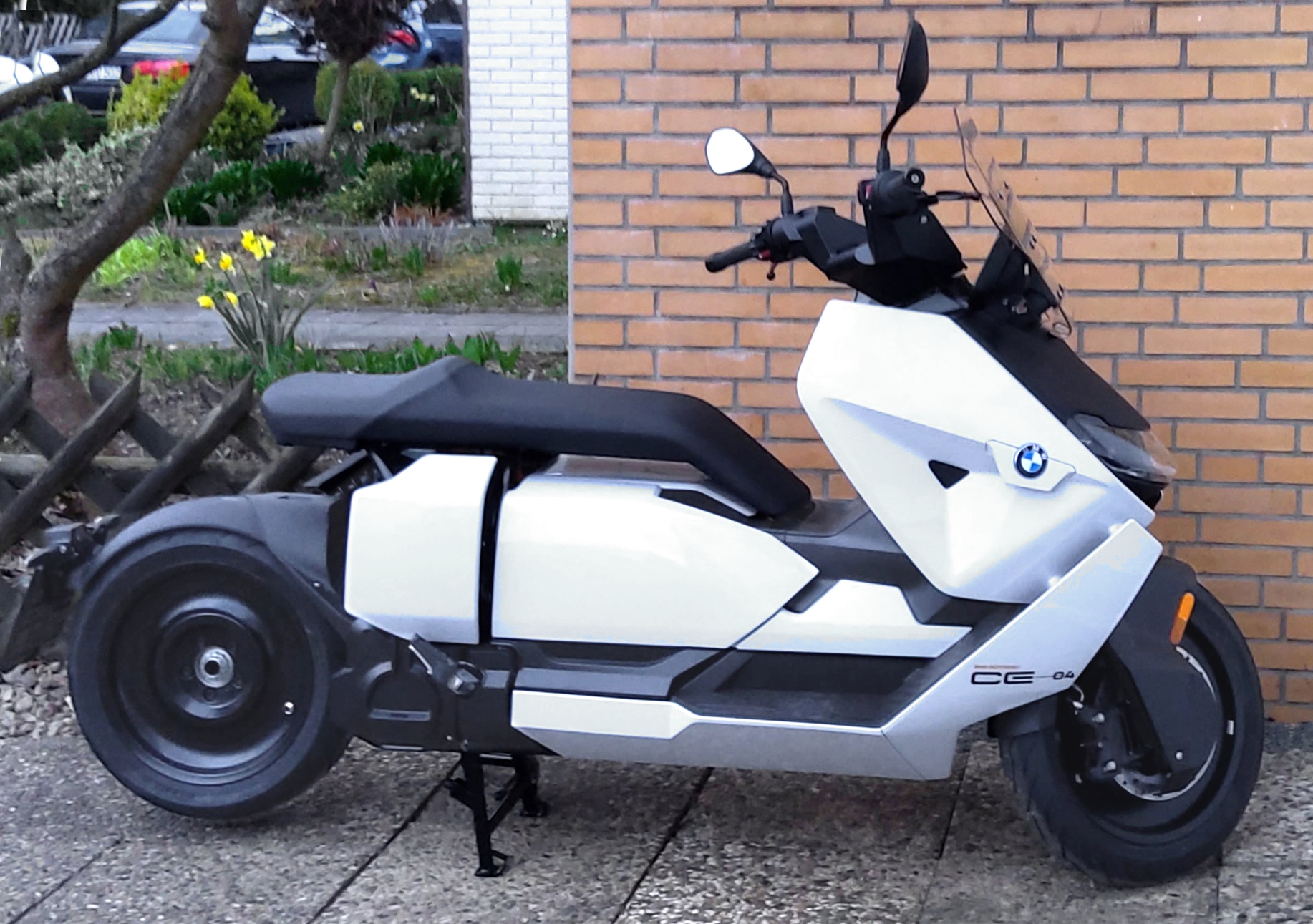
CE 04 (2022).

#### Organisation et offre commerciales
En 2022, les motos BMW sont commercialisées dans plus de 90 pays par un réseau de 1 200 distributeurs et importateurs. Les ventes ont atteint un record de 202 895 unités et ont été réalisées pour plus de la moitié en Europe, notamment en Allemagne (11,9% des volumes), France (10,5%), Italie (7,7%) et Espagne (6,2%). Les autres marchés principaux sont les États-Unis (8,7%), la Chine (7,6%) et le Brésil (6,4%). La R 1250GS représente à elle seule 30 % des machines vendues, devant les G 310 (12 %).
Depuis le milieu des années 1930, BMW propose des solutions de financement à ses clients. Cette offre est aujourd'hui portée par la division BMW Financial Services du groupe.
BMW Motorrad propose en outre différents équipements pour motards, notamment des gants, casques, blousons, chaussures, bottes, etc. portant le logo de la marque, ainsi que de nombreux accessoires permettant de personnaliser une moto.

#### Organisation industrielle et partenariats techniques
La plupart des motos BMW sont fabriquées, depuis 1969, dans l'usine de Berlin-Spandau qui a produit près de 1,9 million de machines dans ses 40 premières années de fonctionnement.
Les modèles destinés au marché sud-américain sont assemblés depuis 2006 dans l'usine brésilienne du groupe située à Manaus.
Les modèles d'entrée de gamme de la série G sont fabriqués en Inde par le groupe indien TVS. TVS est aussi depuis 2022 le partenaire industriel de BMW pour ses modèles électriques.
BMW utilise depuis 1994 des moteurs Bombardier-Rotax sur certains de ses modèles de moyenne cylindrée. Par ailleurs, les moteurs thermiques des séries F sont fabriqués par l'industriel chinois Loncin et ceux de la gamme C par le taïwanais Kymco.
BMW, comme beaucoup de ses concurrents, utilise en outre différents composants provenant de fournisseurs spécialisés : freins Brembo et Nissin, amortisseurs Öhlins, etc.

#### Problèmes et controverses
Malgré sa réputation de qualité et de fiabilité, BMW rencontre, comme ses concurrents, des problèmes techniques pouvant conduire à des rappels, dont certains des plus récents sont indiqués ci-dessous :
- Mai 2010[49]: risque de fuite dans le système de freinage sur K 1200 GT
- Juillet 2017[50]: risque de dégradation de la fourche sur R 1200 GS/GS Adventure
- 2020[51]: problèmes de construction sur des modèles NineT, R et K.
- Juillet 2022[52] :  corrosion interne du cardan sur R 1250 GS et RT
- Octobre 2022[53]: blocage potentiel de la direction sur CE 04
- Février 2023[54]: mise à jour logicielle sur certaines 1250 GS et GS Adventure
- Mai 2023[55] : anomalie sur le levier de frein de certaines M 1000 R et S 1000 RR
- Juillet 2023[56]: risque de fuite de carburant sur certaines R 1250

En septembre 2023, BMW annonce suspendre temporairement la commercialisation de ses modèles thermiques en Amérique du Nord pour vérifier leur respect des normes d'émission de polluants.

### Volumes de production depuis 2000
En mai 2011, BMW Motorrad a produit sa deux millionième moto, une R 1200 GS.

BMW Motorrad connait une très forte croissance depuis le début du siècle : la production dépasse les 100 000 machines au milieu des années 2000, les 120 000 au milieu des années 2010 et les 180 000 à la fin des années 2010. Après une légère baisse en 2020, année marquée par la pandémie de COVID-19, la production atteint un niveau record en 2022 avec près de 216 000 machines, positionnant la marque comme le plus gros fabricant occidental  devant Harley-Davidson.
|       |                                                 |                                                 |                                                 |                                                 |                                                 |                                                 |                                                 |                                                 |                                                 |                                                 |                                                 |                                                 |                                                 |                                                 |                                                 |                                                 |                                                 |                                                 |                                                 |                                                 |                                                 |                                                 |
| Année | Production annuelle de motos BMW au XXIe siècle | Production annuelle de motos BMW au XXIe siècle | Production annuelle de motos BMW au XXIe siècle | Production annuelle de motos BMW au XXIe siècle | Production annuelle de motos BMW au XXIe siècle | Production annuelle de motos BMW au XXIe siècle | Production annuelle de motos BMW au XXIe siècle | Production annuelle de motos BMW au XXIe siècle | Production annuelle de motos BMW au XXIe siècle | Production annuelle de motos BMW au XXIe siècle | Production annuelle de motos BMW au XXIe siècle | Production annuelle de motos BMW au XXIe siècle | Production annuelle de motos BMW au XXIe siècle | Production annuelle de motos BMW au XXIe siècle | Production annuelle de motos BMW au XXIe siècle | Production annuelle de motos BMW au XXIe siècle | Production annuelle de motos BMW au XXIe siècle | Production annuelle de motos BMW au XXIe siècle | Production annuelle de motos BMW au XXIe siècle | Production annuelle de motos BMW au XXIe siècle | Production annuelle de motos BMW au XXIe siècle | Production annuelle de motos BMW au XXIe siècle |
|       |                                                 |                                                 |                                                 |                                                 |                                                 |                                                 |                                                 |                                                 |                                                 |                                                 |                                                 |                                                 |                                                 |                                                 |                                                 |                                                 |                                                 |                                                 |                                                 |                                                 |                                                 |                                                 |
| 1999  | 69 157                                          | 69 157                                          | 69 157                                          | 69 157                                          | 69 157                                          | 69 157                                          | 69 157                                          |                                                 |                                                 |                                                 |                                                 |                                                 |                                                 |                                                 |                                                 |                                                 |                                                 |                                                 |                                                 |                                                 |                                                 |                                                 |
| 2002  | 92 559                                          | 92 559                                          | 92 559                                          | 92 559                                          | 92 559                                          | 92 559                                          | 92 559                                          | 92 559                                          | 92 559                                          |                                                 |                                                 |                                                 |                                                 |                                                 |                                                 |                                                 |                                                 |                                                 |                                                 |                                                 |                                                 |                                                 |
| 2006  | 103 759                                         | 103 759                                         | 103 759                                         | 103 759                                         | 103 759                                         | 103 759                                         | 103 759                                         | 103 759                                         | 103 759                                         | 103 759                                         |                                                 |                                                 |                                                 |                                                 |                                                 |                                                 |                                                 |                                                 |                                                 |                                                 |                                                 |                                                 |
| 2009  | 93 243                                          | 93 243                                          | 93 243                                          | 93 243                                          | 93 243                                          | 93 243                                          | 93 243                                          | 93 243                                          | 93 243                                          |                                                 |                                                 |                                                 |                                                 |                                                 |                                                 |                                                 |                                                 |                                                 |                                                 |                                                 |                                                 |                                                 |
| 2010  | 112 271                                         | 112 271                                         | 112 271                                         | 112 271                                         | 112 271                                         | 112 271                                         | 112 271                                         | 112 271                                         | 112 271                                         | 112 271                                         | 112 271                                         |                                                 |                                                 |                                                 |                                                 |                                                 |                                                 |                                                 |                                                 |                                                 |                                                 |                                                 |
| 2014  | 123 495                                         | 123 495                                         | 123 495                                         | 123 495                                         | 123 495                                         | 123 495                                         | 123 495                                         | 123 495                                         | 123 495                                         | 123 495                                         | 123 495                                         | 123 495                                         |                                                 |                                                 |                                                 |                                                 |                                                 |                                                 |                                                 |                                                 |                                                 |                                                 |
| 2018  | 162 687                                         | 162 687                                         | 162 687                                         | 162 687                                         | 162 687                                         | 162 687                                         | 162 687                                         | 162 687                                         | 162 687                                         | 162 687                                         | 162 687                                         | 162 687                                         | 162 687                                         | 162 687                                         | 162 687                                         | 162 687                                         |                                                 |                                                 |                                                 |                                                 |                                                 |                                                 |
| 2019  | 187 116                                         | 187 116                                         | 187 116                                         | 187 116                                         | 187 116                                         | 187 116                                         | 187 116                                         | 187 116                                         | 187 116                                         | 187 116                                         | 187 116                                         | 187 116                                         | 187 116                                         | 187 116                                         | 187 116                                         | 187 116                                         | 187 116                                         | 187 116                                         | 187 116                                         |                                                 |                                                 |                                                 |
| 2020  | 168 104                                         | 168 104                                         | 168 104                                         | 168 104                                         | 168 104                                         | 168 104                                         | 168 104                                         | 168 104                                         | 168 104                                         | 168 104                                         | 168 104                                         | 168 104                                         | 168 104                                         | 168 104                                         | 168 104                                         | 168 104                                         | 168 104                                         |                                                 |                                                 |                                                 |                                                 |                                                 |
| 2021  | 187 500                                         | 187 500                                         | 187 500                                         | 187 500                                         | 187 500                                         | 187 500                                         | 187 500                                         | 187 500                                         | 187 500                                         | 187 500                                         | 187 500                                         | 187 500                                         | 187 500                                         | 187 500                                         | 187 500                                         | 187 500                                         | 187 500                                         | 187 500                                         | 187 500                                         |                                                 |                                                 |                                                 |
| 2022  | 215 932                                         | 215 932                                         | 215 932                                         | 215 932                                         | 215 932                                         | 215 932                                         | 215 932                                         | 215 932                                         | 215 932                                         | 215 932                                         | 215 932                                         | 215 932                                         | 215 932                                         | 215 932                                         | 215 932                                         | 215 932                                         | 215 932                                         | 215 932                                         | 215 932                                         | 215 932                                         | 215 932                                         |                                                 |

## Innovation et technologie
BMW n'a pas inventé les moteurs bicylindres boxer à plat, ni la transmission par arbre. Mais la marque a utilisé et amélioré continûment ces solutions depuis son premier modèle de 1923, au point qu'elles sont devenues des caractéristiques attachées à son image, même après qu'elle a utilisé des moteurs (de un à six cylindres) et des transmissions (par chaîne ou encore par courroie crantée) différents. BMW a aussi été parmi les marques les plus innovantes dans d'autres domaines comme :
- fourche : première suspension hydraulique (R12 et R17 en 1935), puis Telelever (R 1000 RS en 1993) et Duolever (K 1200 en 2005) ;
- suspension arrière : Monolever (R 80 G/S en 1981) puis Paralever (R 100 GS en 1987).

Les galeries ci-dessous illustrent certaines des étapes techniques qui ont marqué l'histoire de la marque. Elles permettent aussi de comprendre les avancées importantes de cette industrie, par exemple dans l'efficacité des moteurs qui, en moins d'un siècle, passent d'une puissance de 24 ch/l à plus de 85 ch/l.

Un siècle de bicylindres boxer à plat
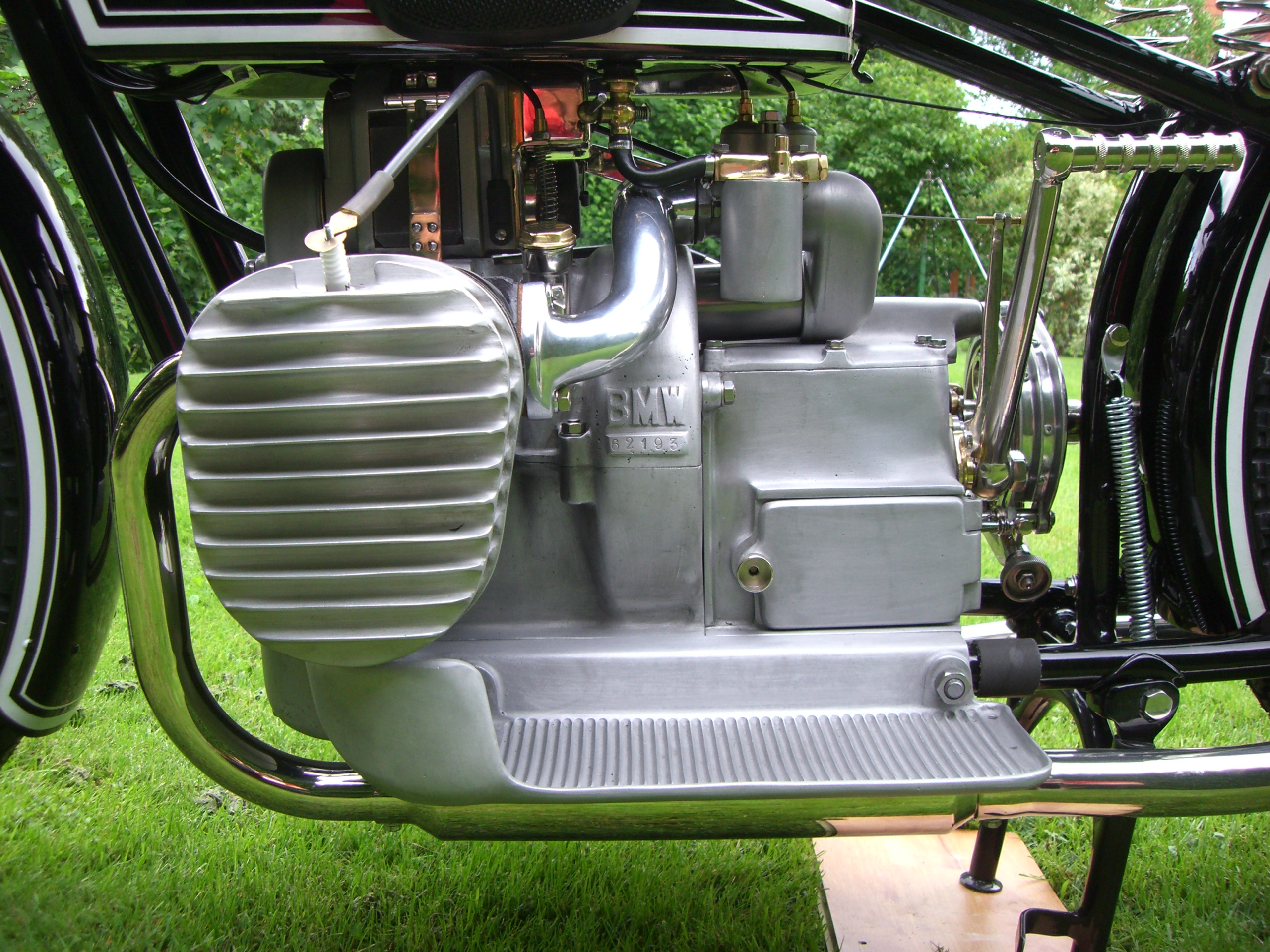
R 62 : un seul carburateur, 745 cm3/18 ch (1928).
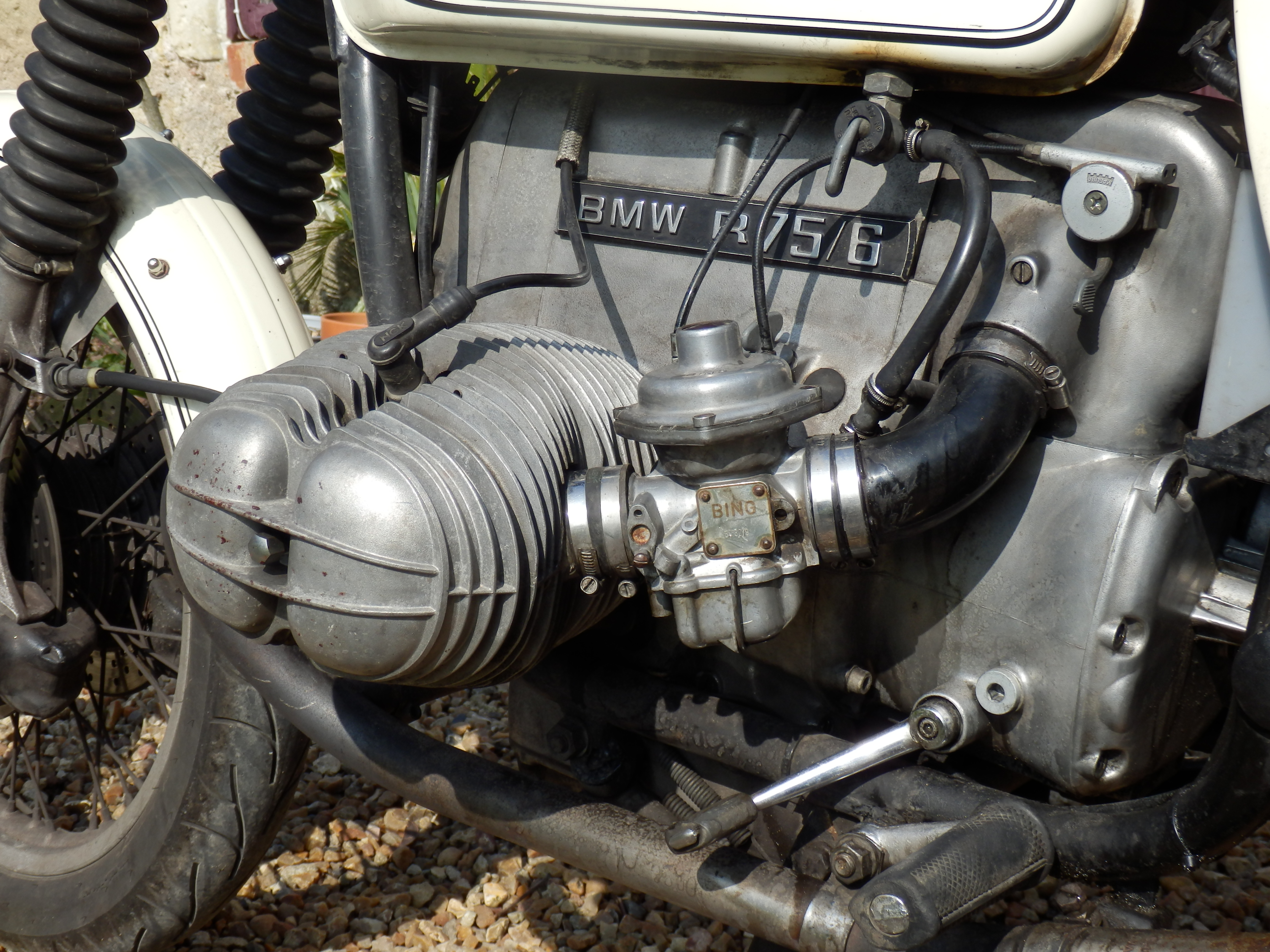
R 75/6 : deux carburateurs, 749 cm3/50 ch (1974).
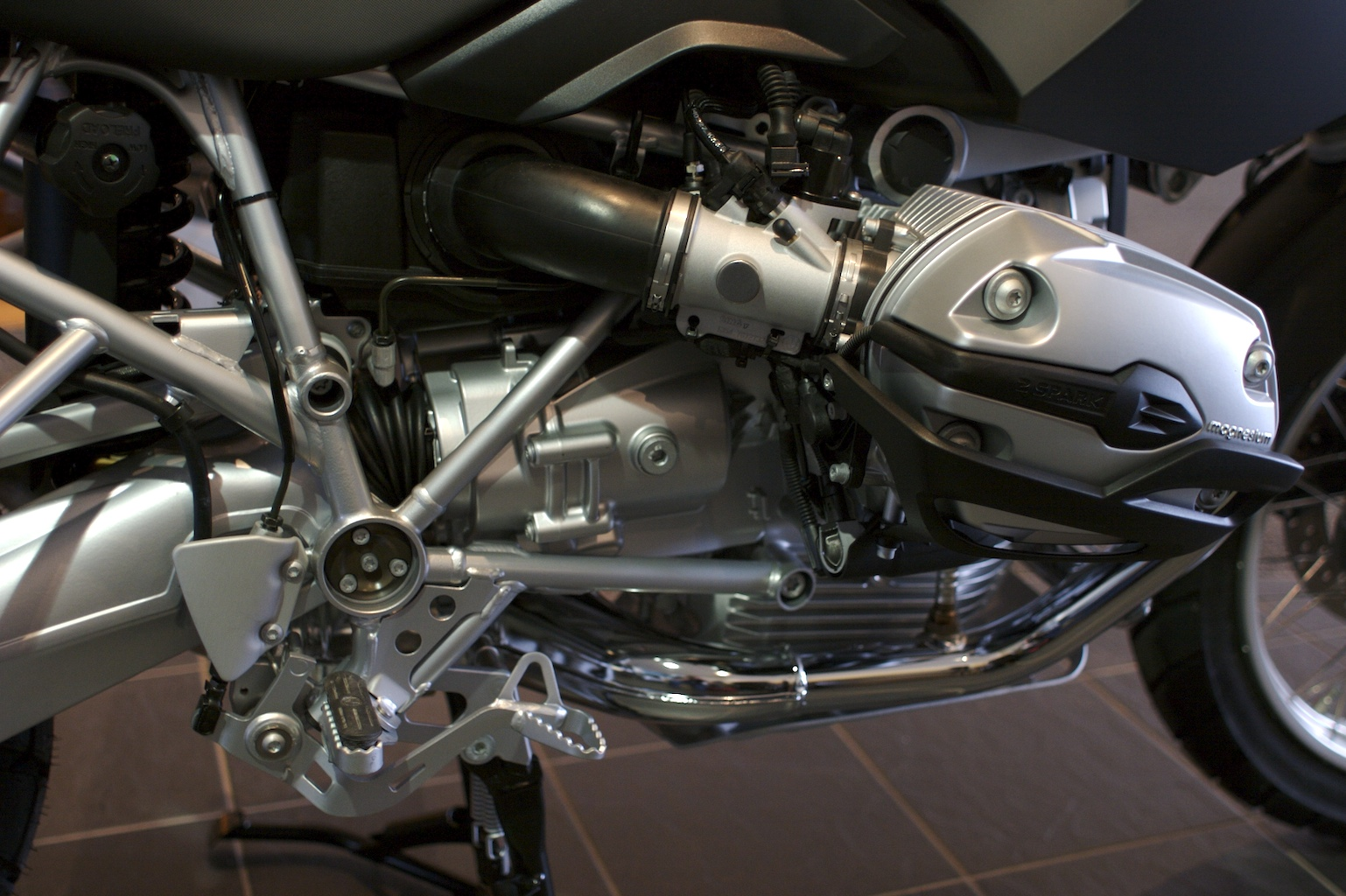
R 1200GS: injection, 1 170 cm3/100 ch (2007).
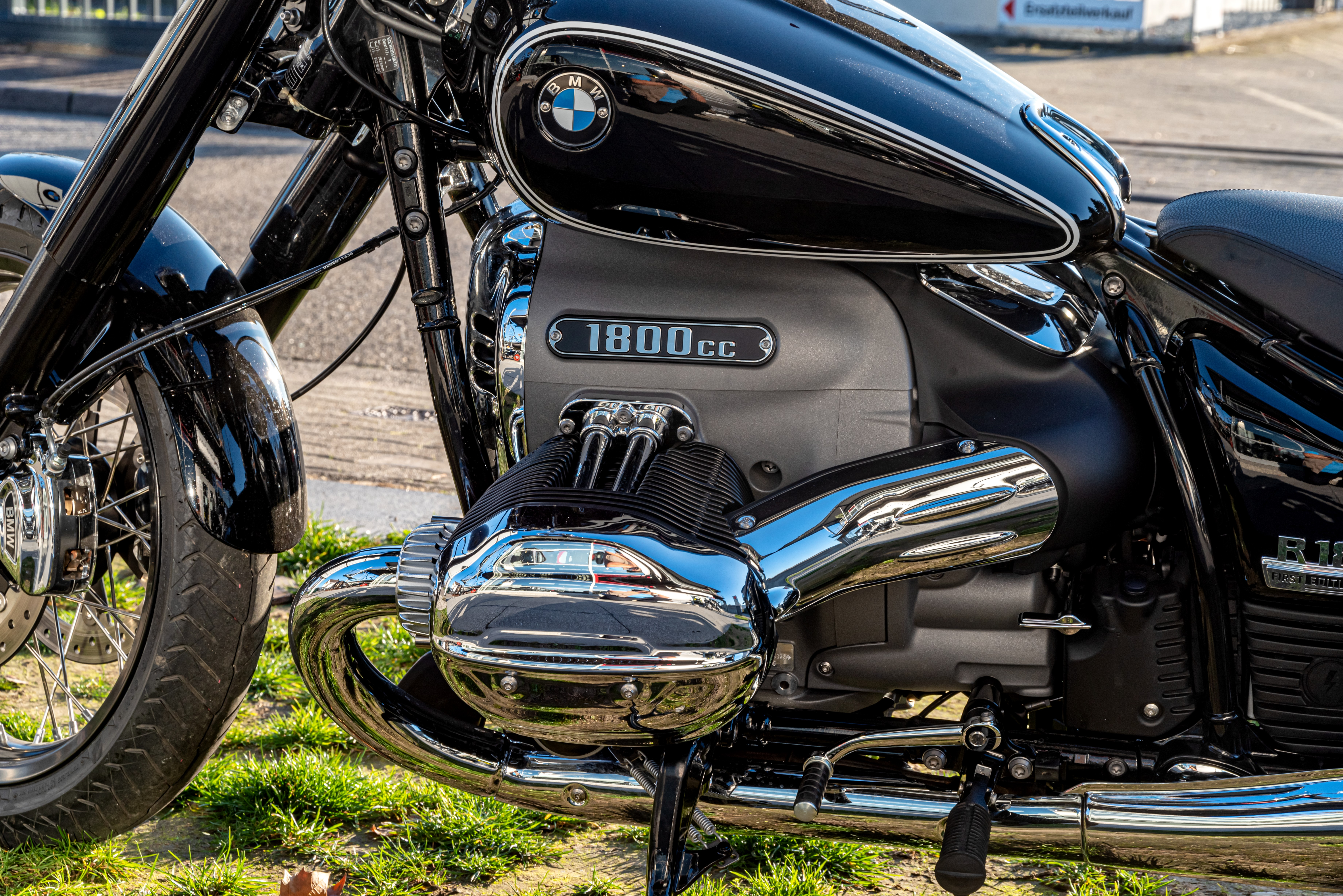
R 18: 1 802 cm3/91 ch (2020).

D'autres moteurs BMW
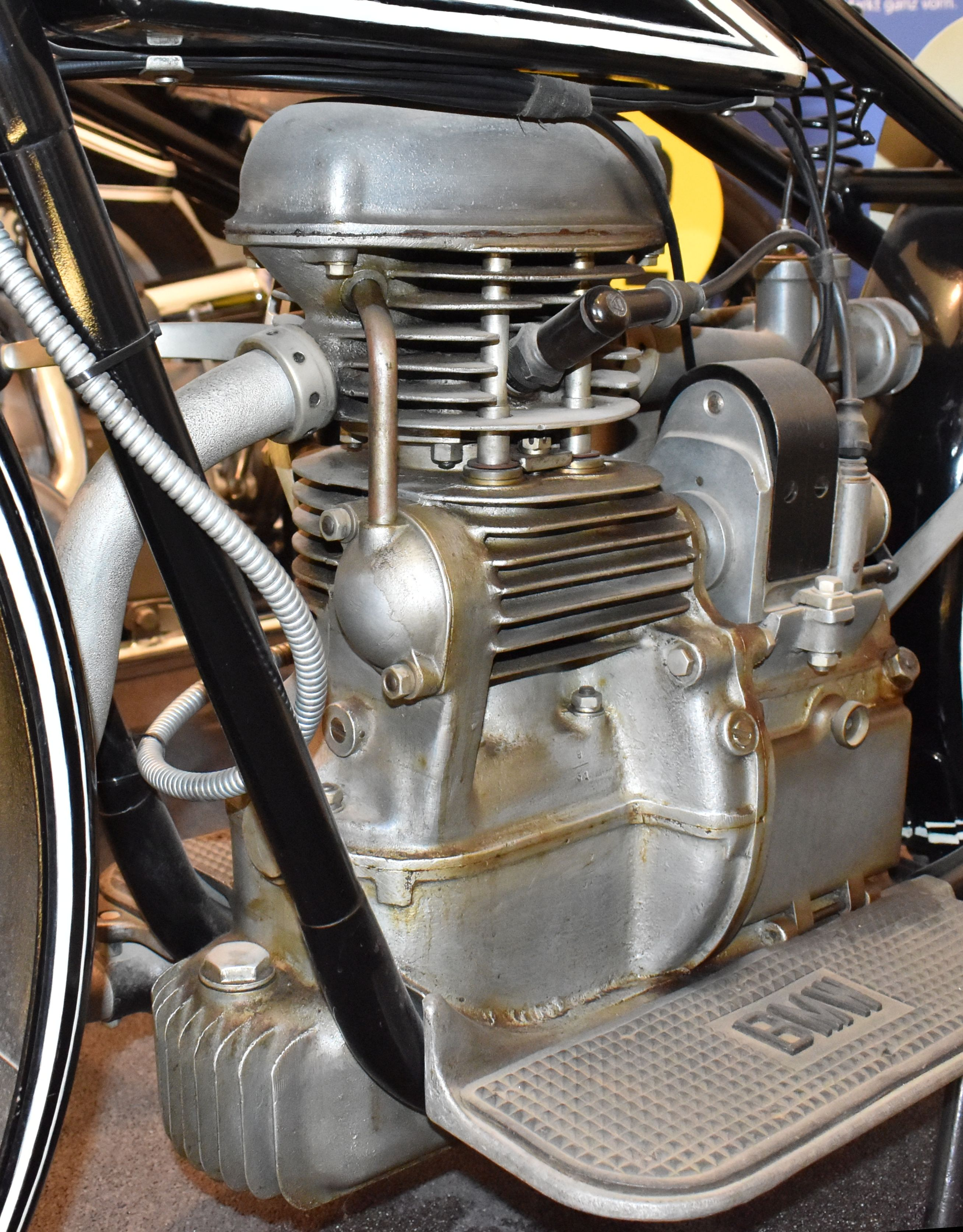
Monocylindre sur R 39 (1925).
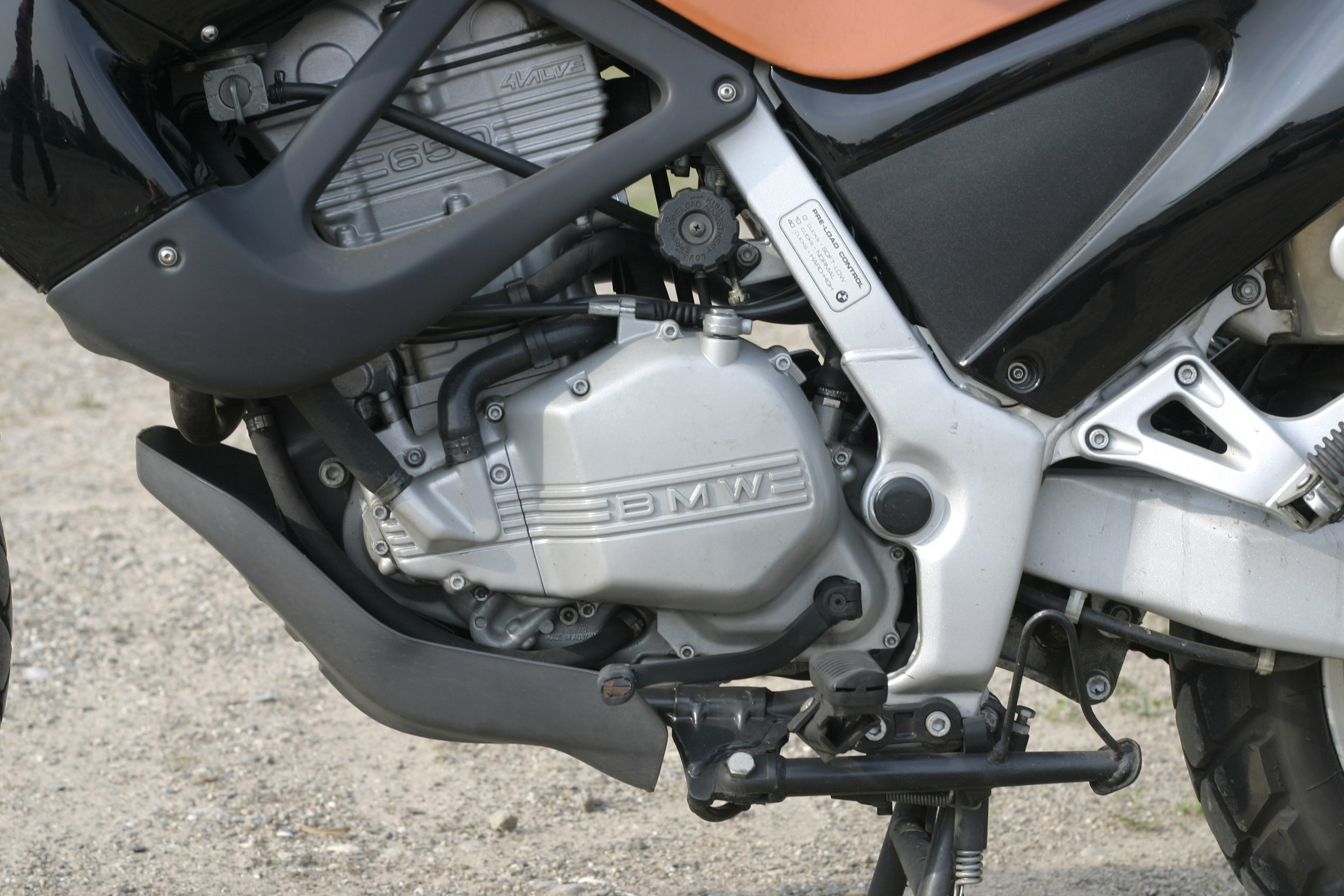
Monocylindre incliné 4 soupapes sur F 650 (1997).
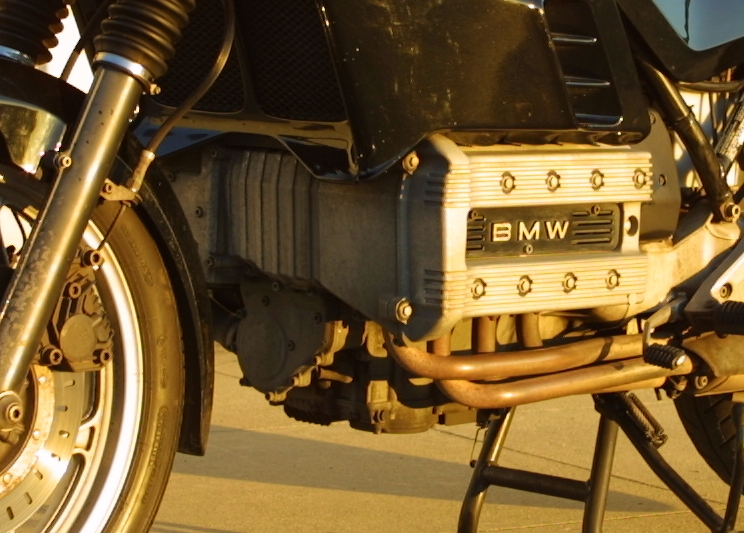
4 cylindres en ligne longitudinal sur K100RS (1986).
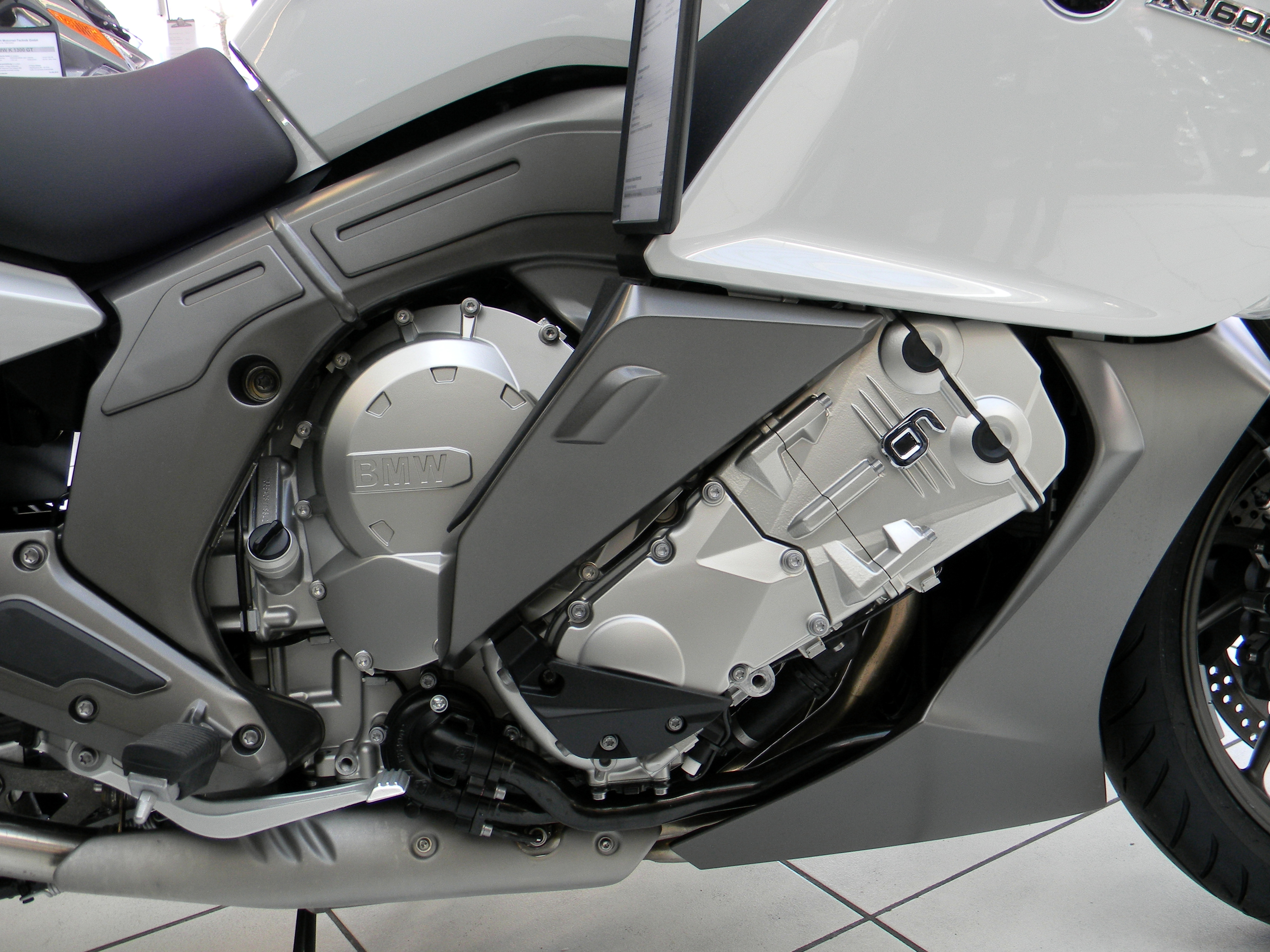
6 cylindres en ligne transversal sur K 1600 (2011).

Un siècle de transmission par arbre
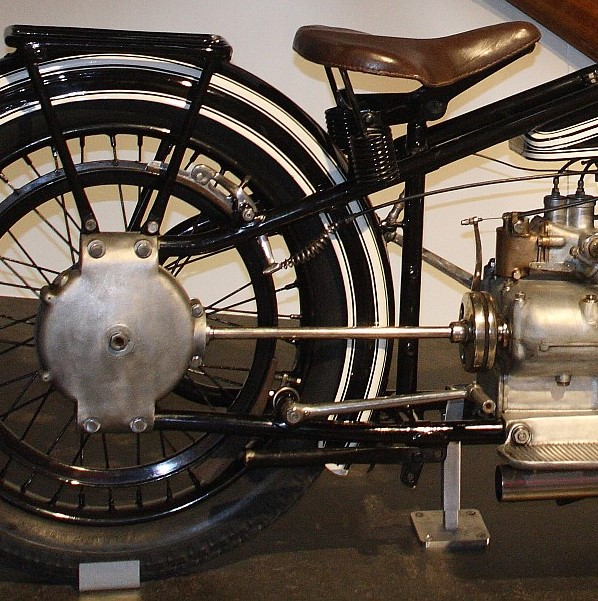
R 32 avec arbre sans joint de cardan (1923).
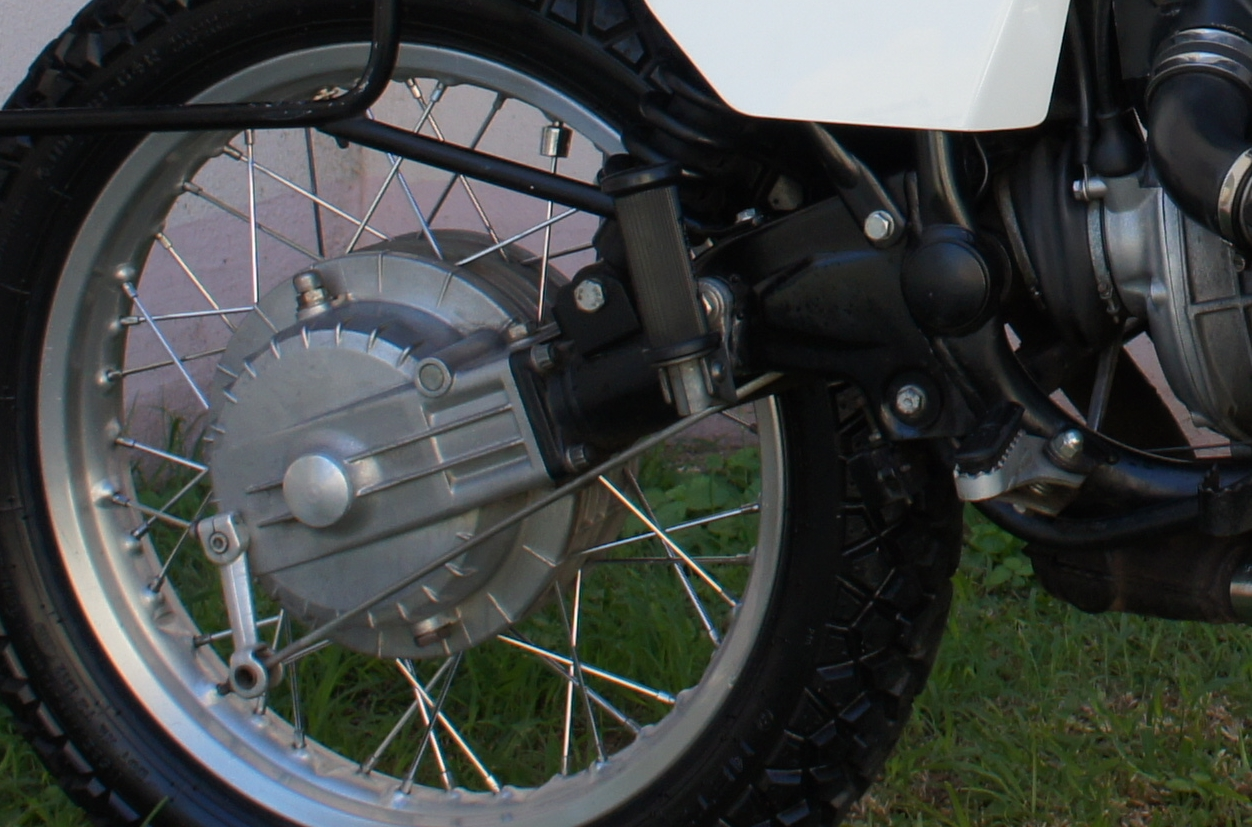
R 80 G/S Monolever (1981).
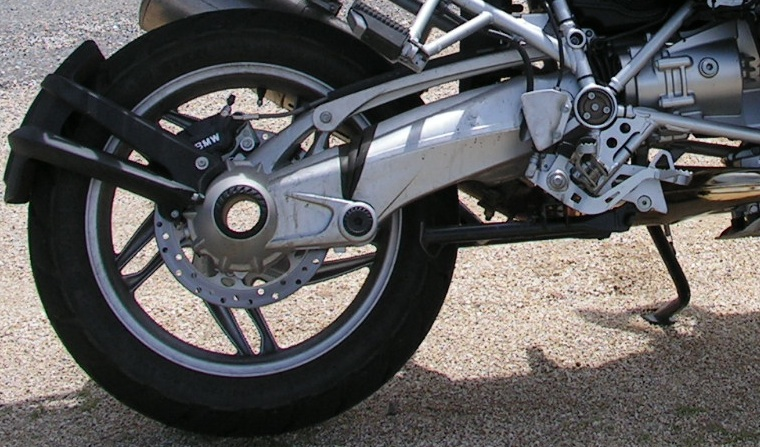
R 1200 GS Paralever (2010).
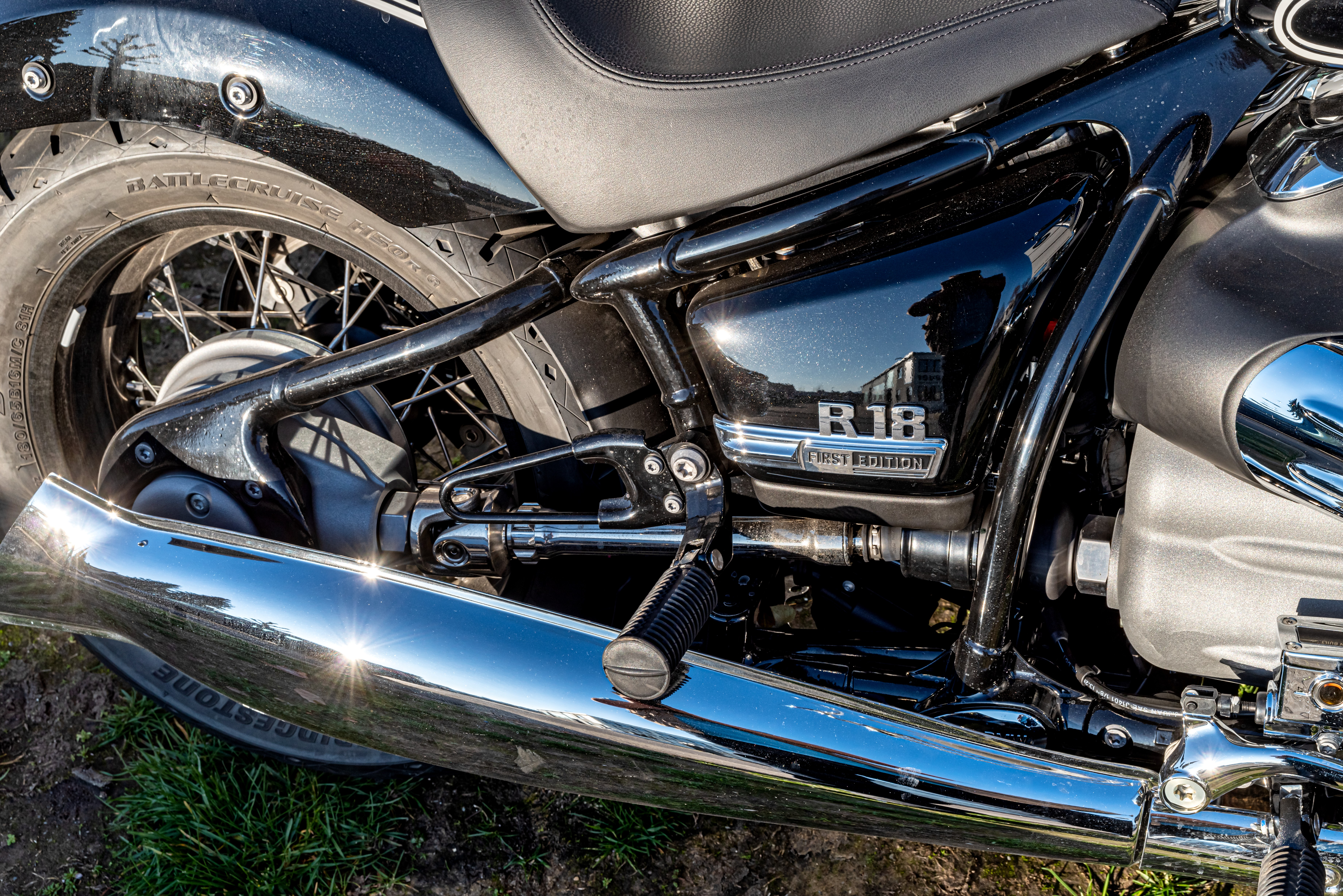
R 18, avec de nouveau un arbre visible (2020).

Innovations sur les fourches
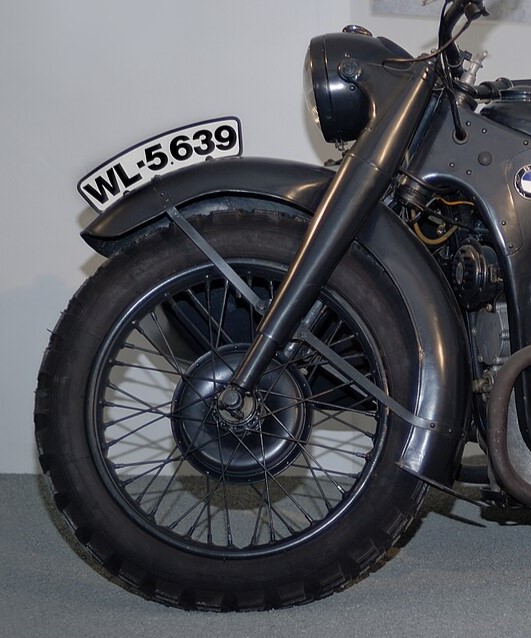
Fourche hydraulique sur R 12 (1937).
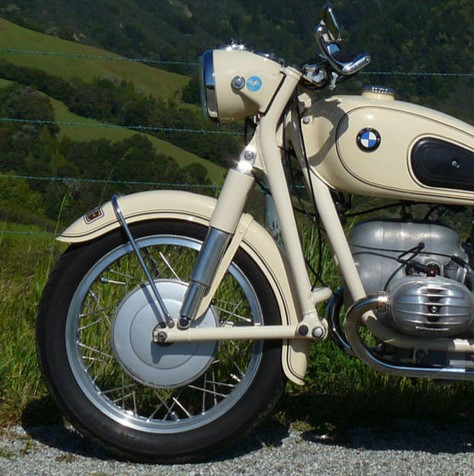
R 50 avec fourche à bras oscillant type Earles (1959).
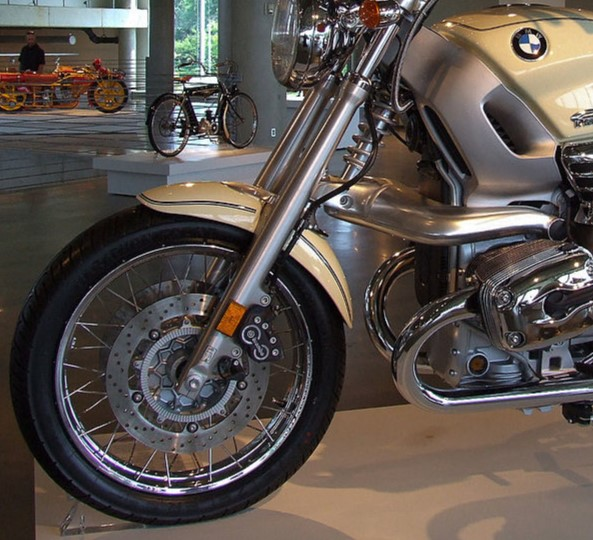
Telelever sur R 1200 C (1998).
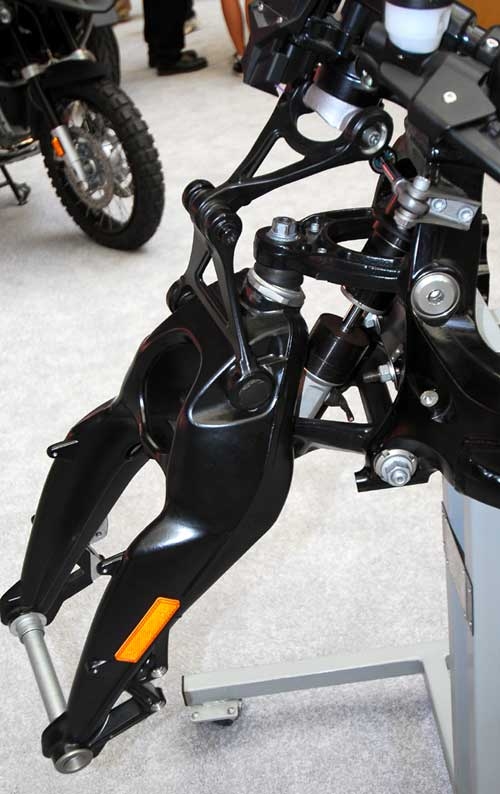
Duolever (2005).

## Modèles et usages spéciaux

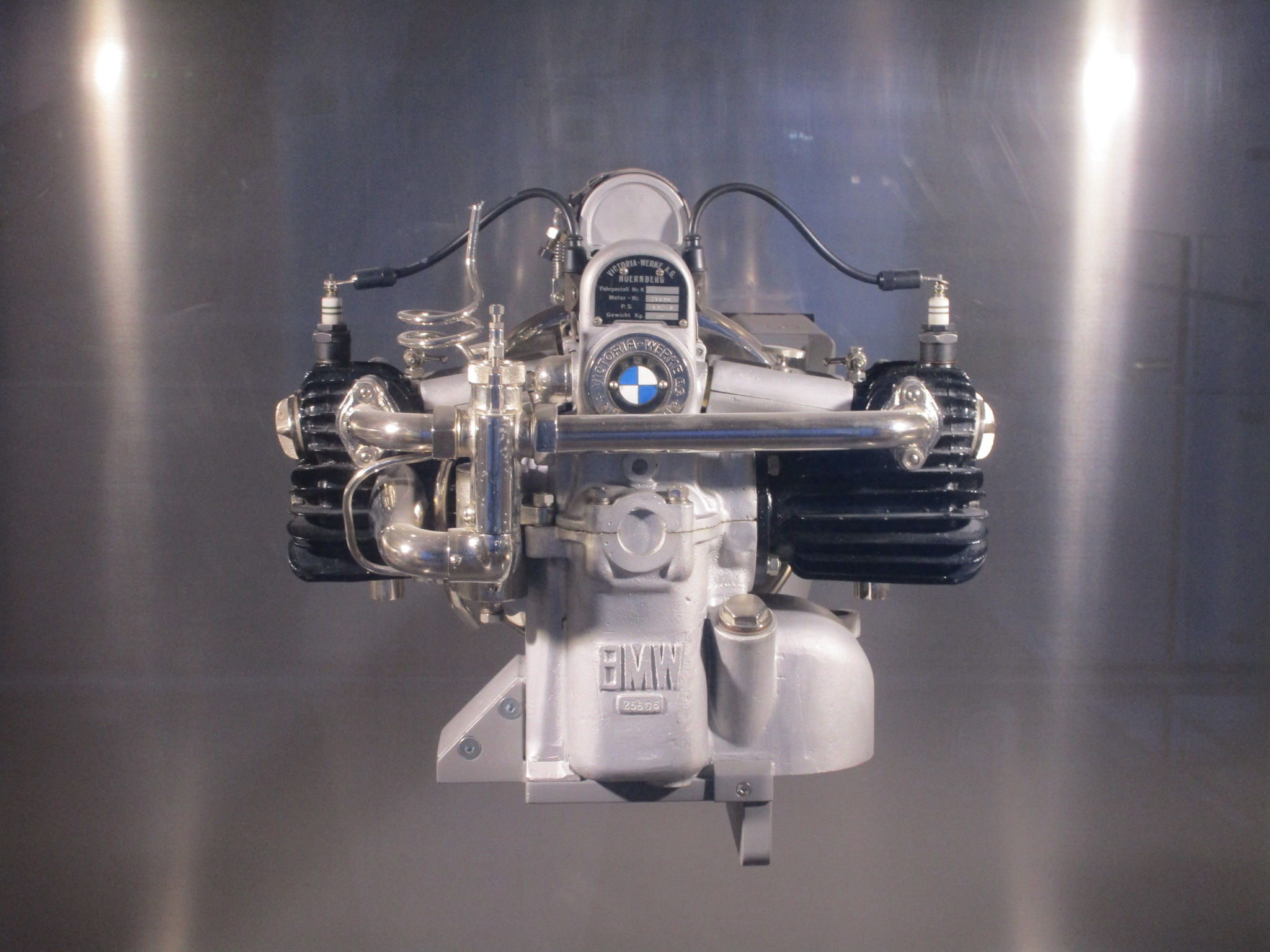
Moteur BMW pour Victoria (1920).

### Les moteurs avant les motos
Avant de se lancer dans la fabrication de motos, BMW a d'abord fabriqué des moteurs à vocation industrielle. L'un d'entre eux, un bicylindre boxer à plat de 500 cm3/6,5 ch, a été utilisé par des constructeurs allemands de motos, comme la Bayerische Flugzeugwerke (BFW) pour son modèle Helios ou Victoria pour sa KR1. BMW acquiert BFW en 1922 et décide de lancer des motos sous sa marque : ce sera la R 32.

### Moteurs de motos dans des voitures

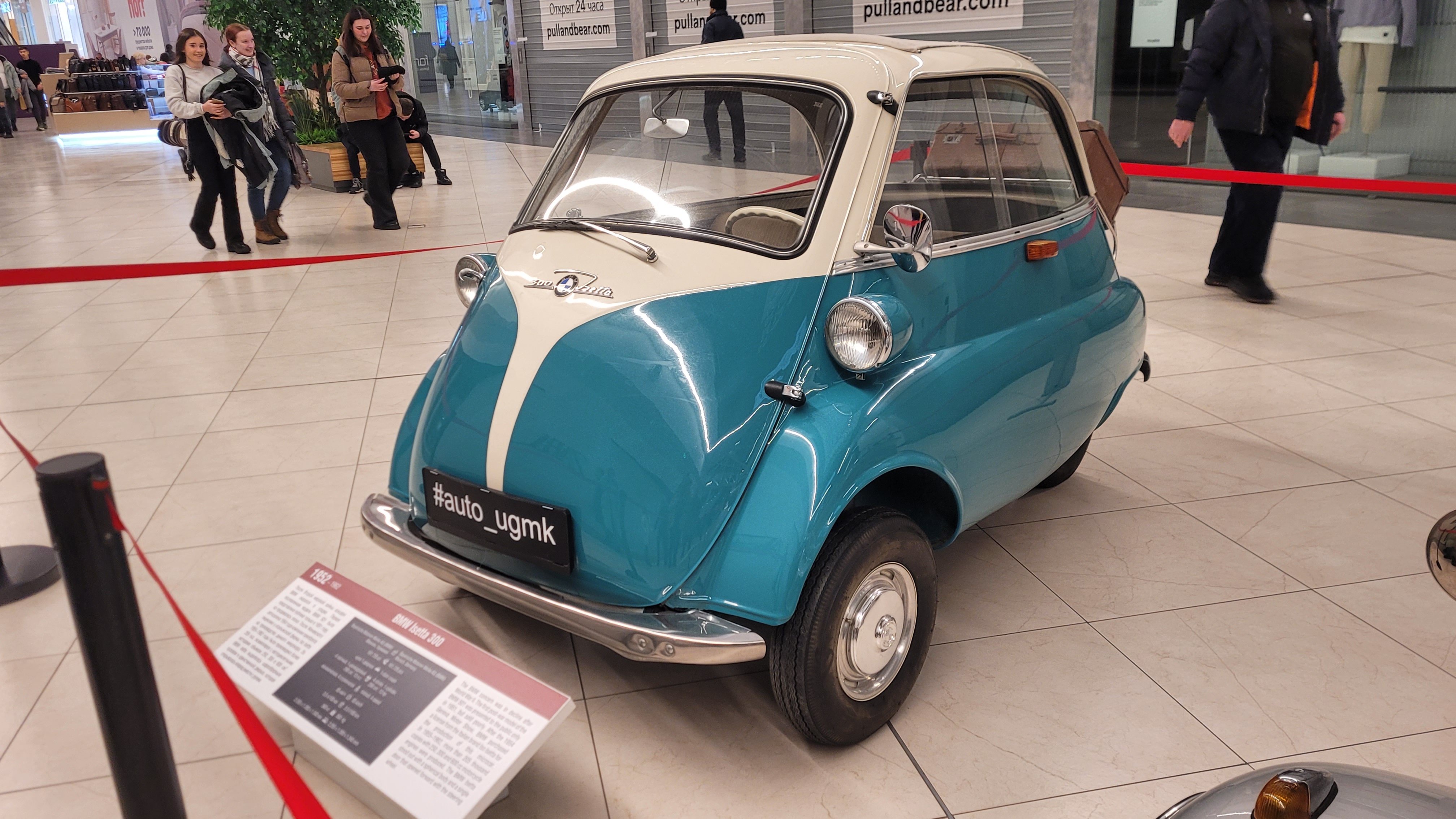
Isetta 300.

BMW a utilisé des moteurs dérivés de ceux de ses  motos pour équiper deux modèles de petites voitures produites par le groupe dans les années 1950 et au début des années 1960 : l'Isetta 250/300, et la BMW 600.

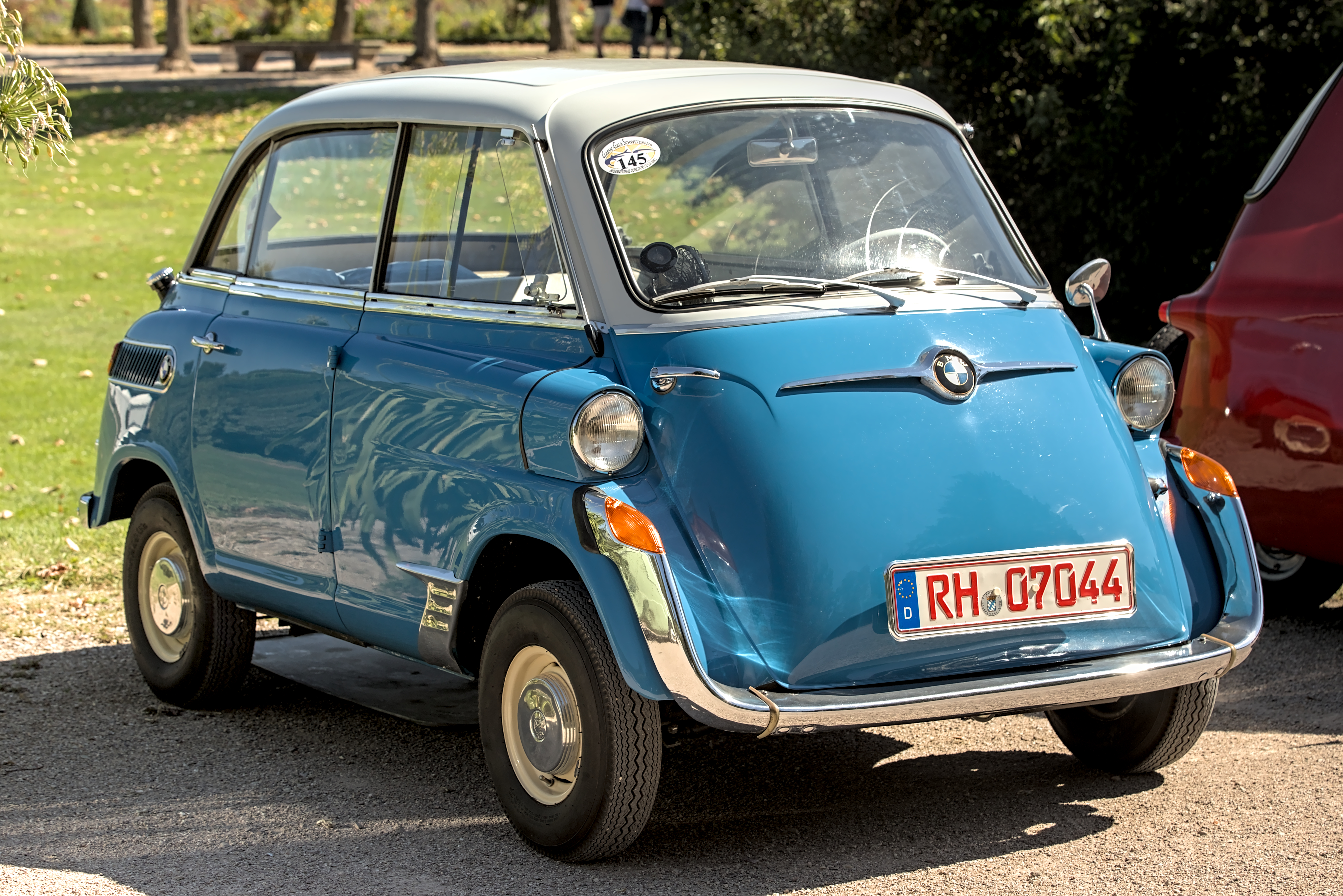
BMW 600 (1959).

L'Isetta est lancée en 1954 : c'est une petite voiture qui sera produite à plus de 161 000 exemplaires entre 1955 et 1962. Deux versions sont proposées: l'Isetta 200, motorisée par le monocylindre de 247 cm3 et la boîte à quatre rapports de la R 25, et l'Isetta 300 avec un moteur monocylindre de cylindrée portée à 296 cm3.
BMW élargit son offre de petites voitures avec la  BMW 600 propulsée par le bicylindre 582 cm3 de la R 60. 56 000 exemplaires seront produits entre 1957 et 1959.

### Police
Les forces de police allemandes sont, depuis les années 1920, des clients importants de BMW. La marque a en outre équipé, et continue de fournir, des forces de sécurité dans différents pays tout au long du XXe et du XXIe siècles, notamment en Europe ( Autriche, Pays-Bas, Italie, Luxembourg, Serbie, Tchéquie), en Australie, en Asie (Taïwan), en Afrique (Maroc), etc. BMW équipe aussi régulièrement les forces de sécurité françaises (Police, Douanes, Gendarmerie).

Les modèles destinés à la police sont directement dérivés de modèles commerciaux. Ils ont généralement des couleurs ainsi que certains équipements spécifiques : système de communication, sirènes, feux colorés, etc.

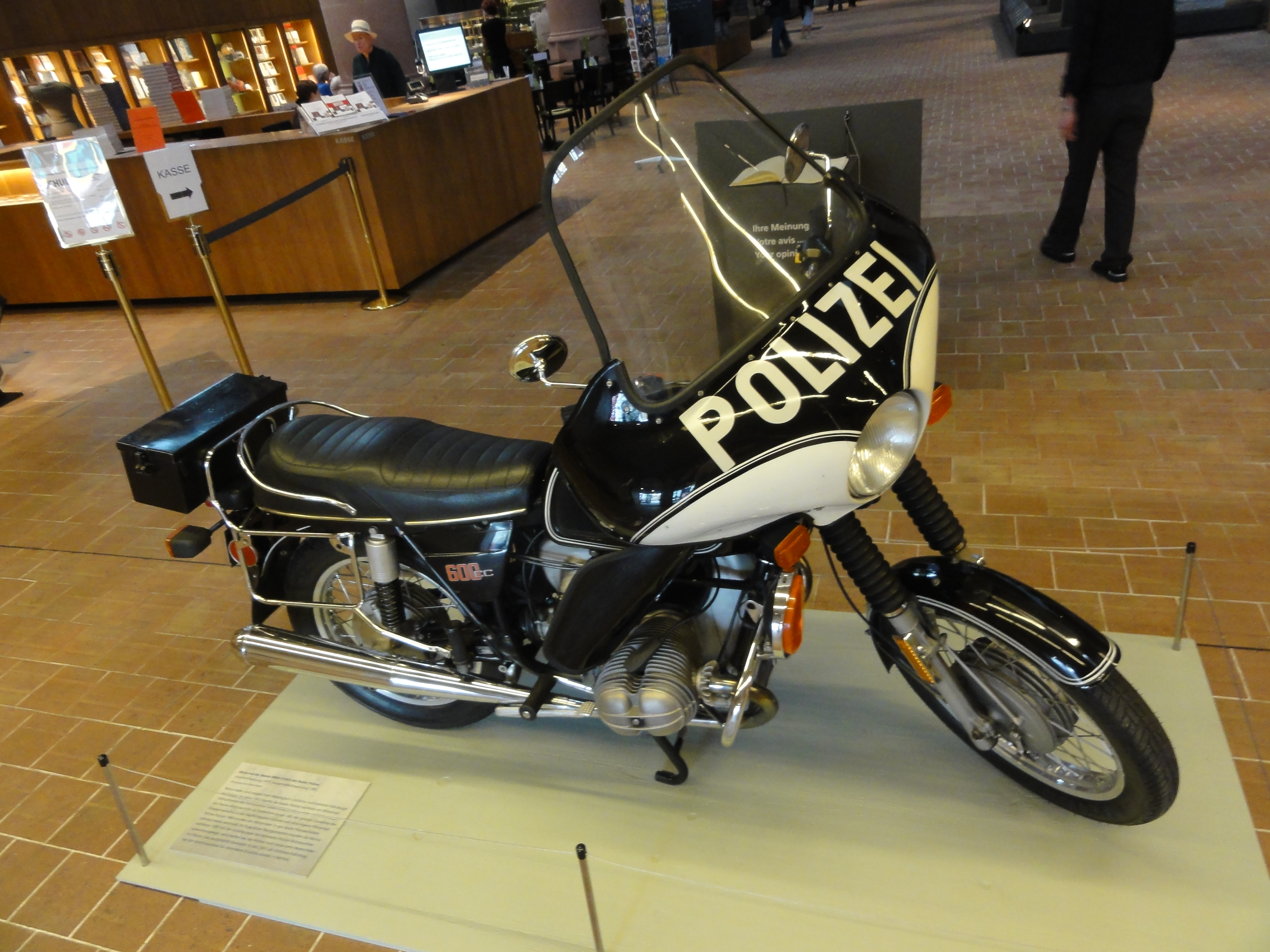
R 60/6 de la police suisse (1977).
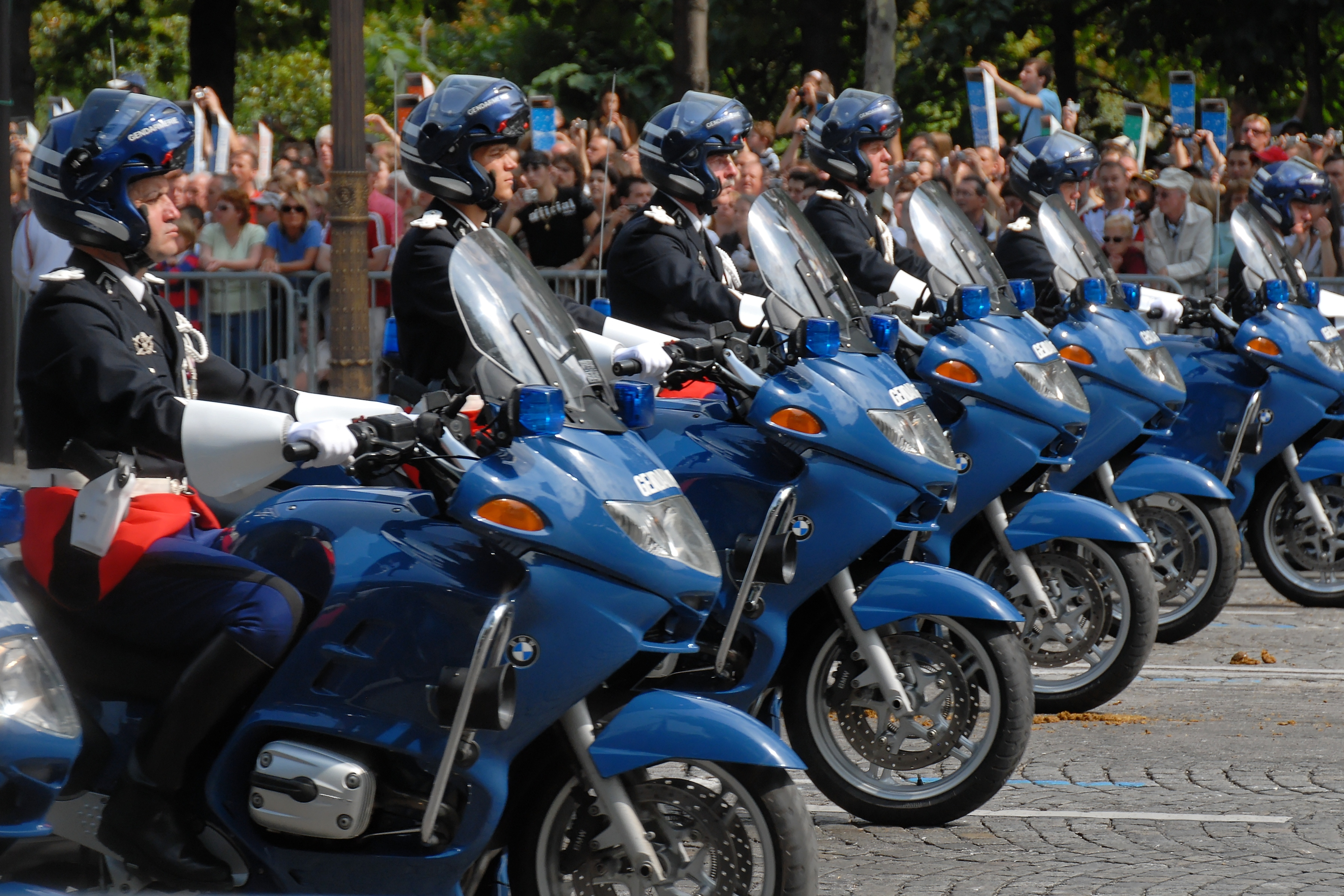
Gendarmerie Nationale française sur BMW (2007).
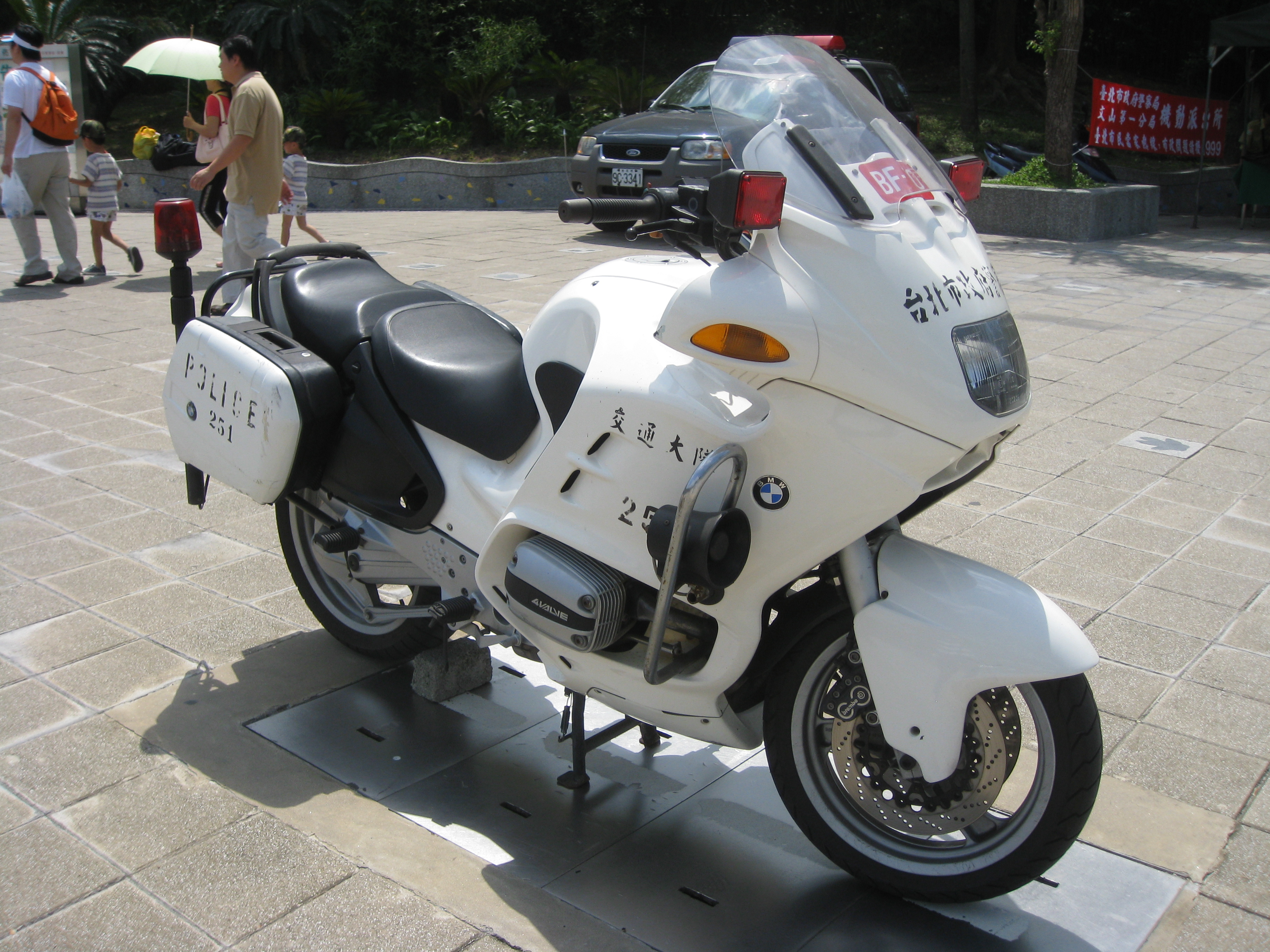
R 1150 RT de la police taïwanaise (2008).

## Compétition et records
Dès 1925, avec la R 37 à moteur à soupapes en tête, BMW engage des motos en compétition qui sont souvent les premières à expérimenter des solutions techniques ensuite généralisées dans la gamme commerciale, et dont les performances servent la réputation de la marque et le succès des ventes. Des BMW remportent ainsi plusieurs fois le Grand Prix d'Allemagne en solo dans les années 1920 et 1930, puis de très nombreux titres en side-car à partir de 1951.

### Les modèles suralimentés
BMW s'est illustré en compétition par la mise au point et l'utilisation de moteurs suralimentés, qui ont notamment permis à un modèle spécialement conçu, la WR 750, d'établir plusieurs records de vitesse entre 1929 (216,75 km/h) et 1936 (272,01 km/h). Le modèle le plus connu de ce type est la RS 255, aussi dénommée Kompressor 500, apparue en 1935 . Très innovante, avec notamment un moteur boxer suralimenté à double arbre à cames en tête, un cadre soudé à l'arc, une boîte de vitesses à quatre rapports commandée au pied, une fourche télescopique et, à partir de 1937, une suspension arrière par plungers, elle est aussi très performante : à son guidon, les pilotes BMW  remportent le championnat d'Allemagne (1937), puis d'Europe (1938) et le Senior TT de l'île de Man (1939). La RS 255 établit également un record de vitesse à 279,50 km/h en 1937. Elle continuera sa carrière jusqu'en 1950, la réglementation internationale interdisant ensuite l'utilisation de moteurs suralimentés en compétition.

### Le TT de l'île de Man
Les premières participations de BMW au TT de l'ile de Man remontent aux années 1930, avec une victoire au Senior TT en 1939. BMW va ensuite briller dans les années 1960 et 1970 dans les épreuves de side-car avec un total de 25 victoires, plaçant  parfois plusieurs de ses machines en tête du classement, comme en 1966 où les BMW occupent les huit premières places. Et BMW réussit aussi à remporter des courses de side-car en 500 comme en 750 cm3, comme en 1972 et 1973.
BMW revient aux compétitions solo au début des années 2010 et remporte avec la S 1000 RR l'épreuve Senior en 2014, 2016, 2018, 2022 et 2023, ainsi que celle de Superstock en 2014, 2016,, 2017, 2018 et 2019.

### Le Rallye Dakar
BMW a participé de façon régulière au Rallye Paris Dakar dans les années 1980 et 1990. La marque a remporté six victoires dans cette épreuve. La première d'entre elles, qui a récompensé en 1981 Hubert Auriol au guidon d'une R 80 G/S, a largement contribué au succès commercial du tout nouveau trail de BMW. Ont suivi les victoires de 1983 ( Auriol, R 100GS), 1984 et 1985 (Gaston  Rahier, R 100GS), puis 1999 et 2000 (Richard Sainct, F 650RR).  BMW a exploité ces succès en proposant régulièrement des versions "Paris-Dakar " ou "Dakar" de ses trails.

### Championnats Superbike et Superstock
En 2007, BMW Motorrad annonce sa participation au Championnat Superbike 2009 avec sa S 1000 RR. L'équipe de la saison 2009, nommée « Team Alpha BMW », est composée du pilote espagnol Rubén Xaus et du pilote australien Troy Corser. Pour la saison 2010, Xaus et Corser sont rejoints sur la piste par l'équipe Reitwagen et ses pilotes Andrew Pitt et Roland Resch, également sur S 1000 RR. Dès la saison suivante, Corser monte sur le podium à Monza (Italie), et confirme ensuite avec une pole position et une nouvelle troisième place à Misano (Saint-Marin). En 2011, Leon Haslam réalise trois podiums (trois fois troisième) et termine le championnat en cinquième position. En 2012, BMW remporte six courses avec le pilote italien Marco Melandri.

En 2010, Ayrton Badovini est sacré champion du monde dans la catégorie Superstock 1000 (en) au guidon de la S 1000 RR en remportant la totalité des courses de la saison. La même année, Erwan Nigon remporte le championnat de France superbike sur  S 1000 RR devant son coéquipier Sébastien Gimbert, offrant à BMW Motorrad France son premier doublé.

Modèles de compétition
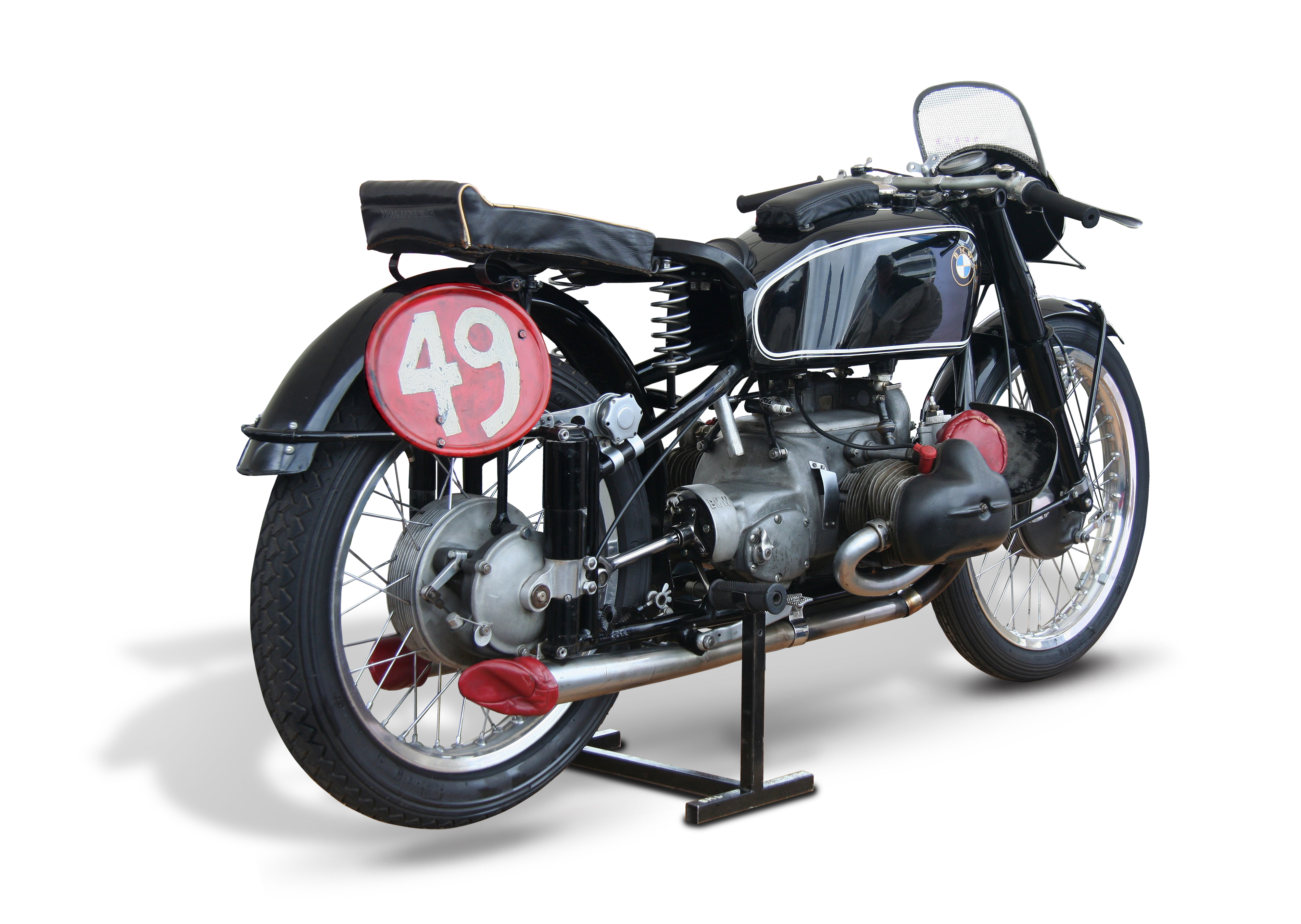
RS 255 Kompressor (1939).
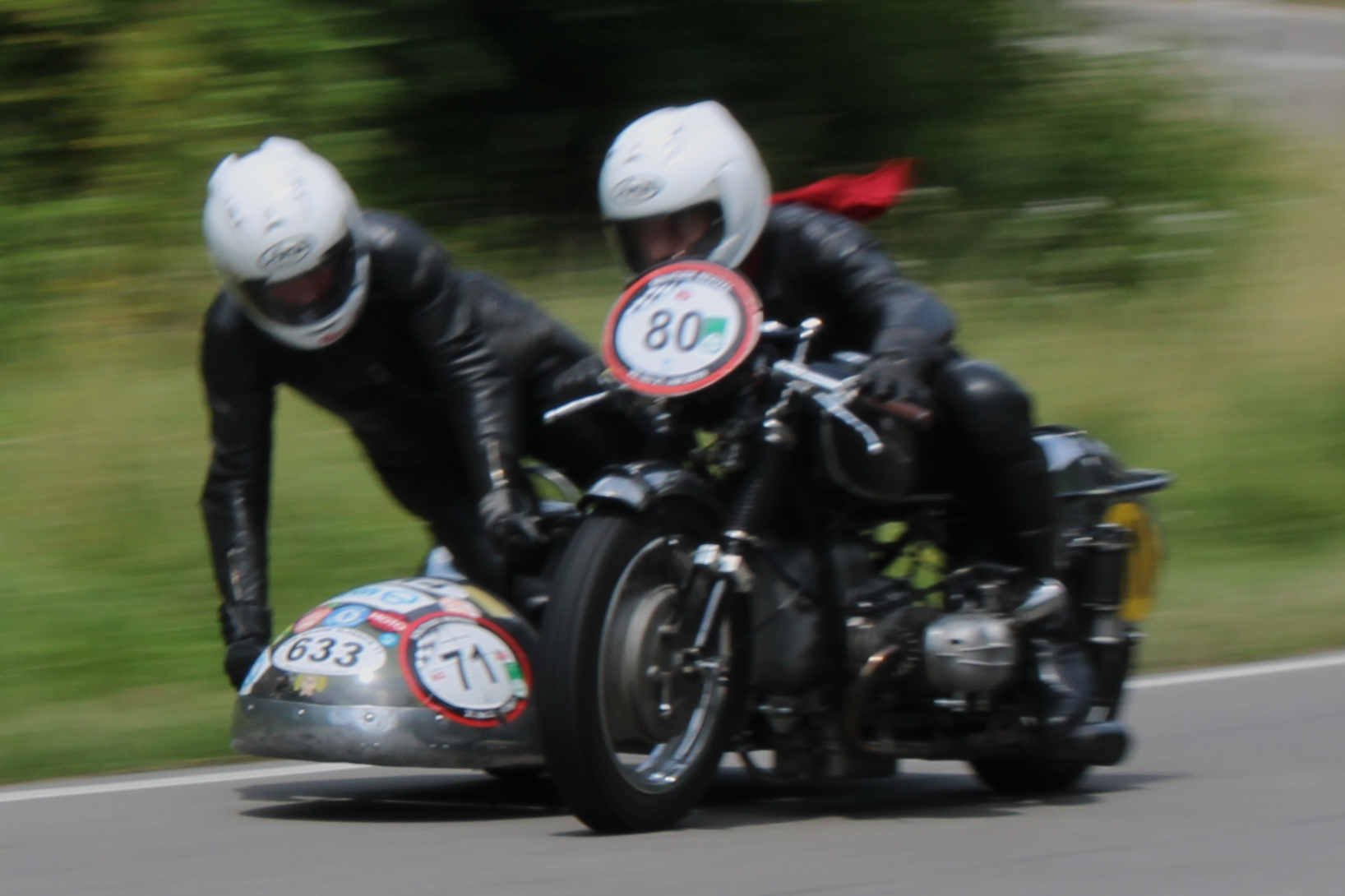
R 51-3 attelée de compétition (1953).
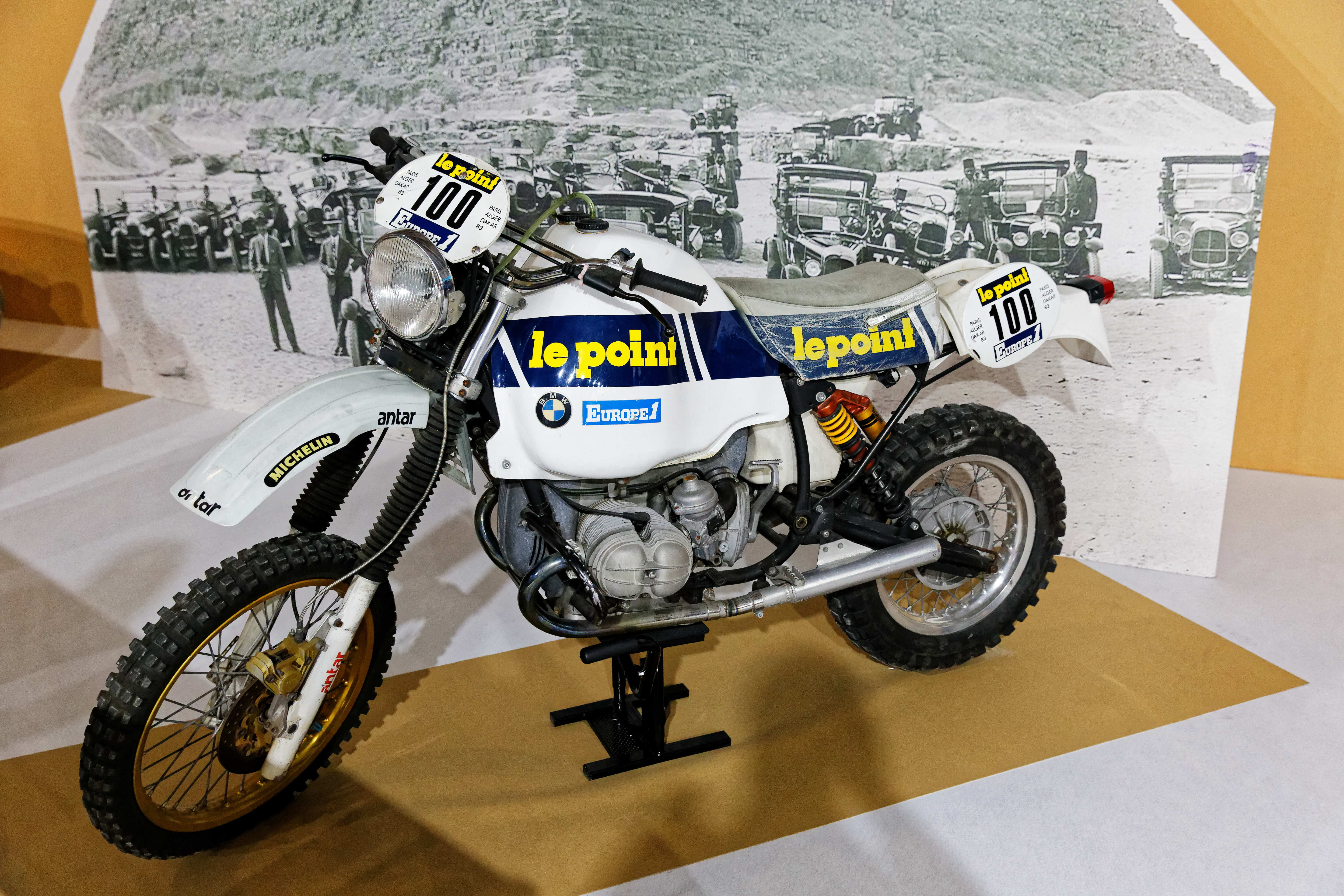
R 80 G/S Dakar de H. Auriol (1981).
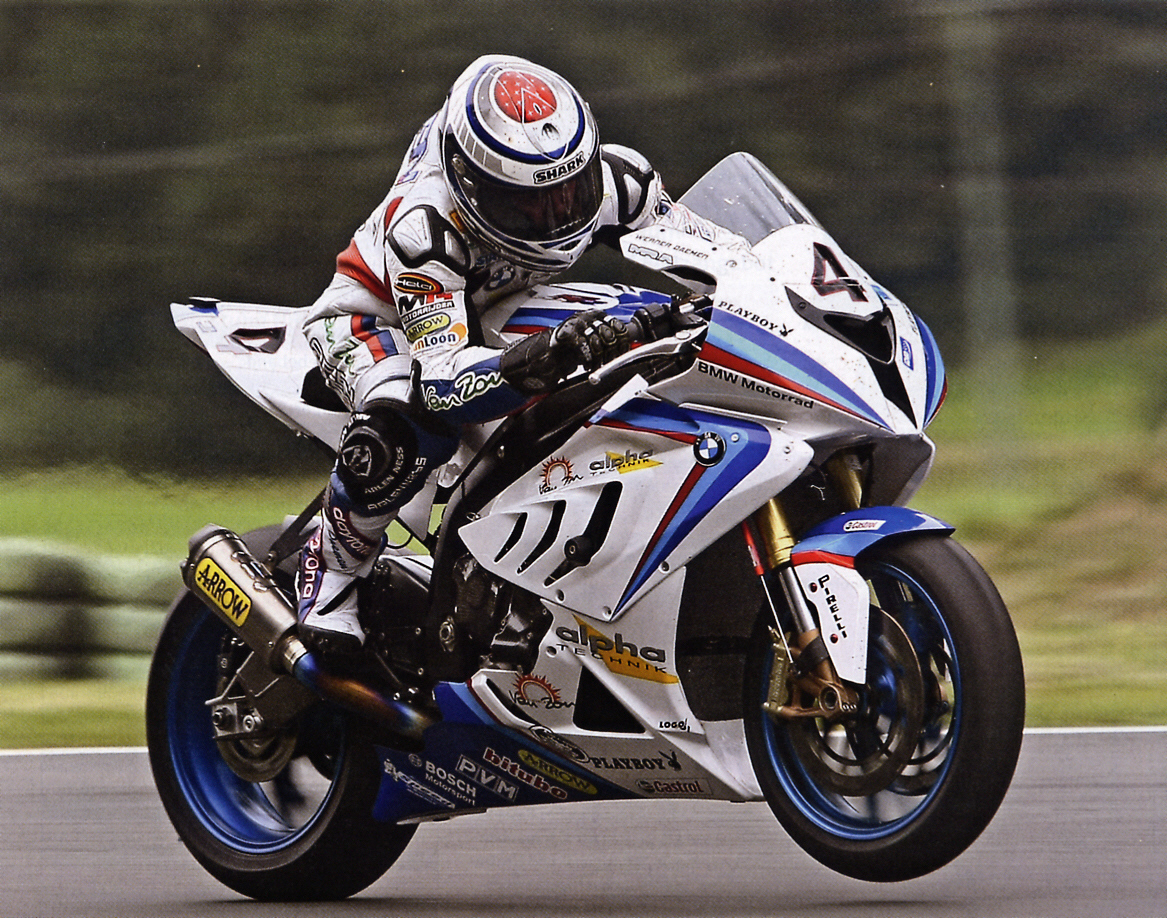
S 1000 RR en course (2009).

## BMW Motorrad à l'écran
Des motos BMW apparaissent très souvent dans des films, téléfilms ou séries télévisées. Quelques exemples sont donnés ci-dessous :
- R 1200 C[82] : Demain ne meurt jamais (1997), Austin Powers dans Goldmember (2002) ;
- F 650[83] : Ce dont rêvent les filles (2003), Romanzo Siciliano (2016), Taxi a Gibraltar (2019) ;
- F 800 GS[84]: The Dark Knight Rises (2012), Batman vs Superman (2016), Le Bureau des Légendes (2015-2023) ;
- K 1200 R[85]: Resident Evil Extinction (2007), Bangkok Dangerous (2008), Les Experts (2000-2015) ;
- R 1200 GS[86] : Long Way Down (2007), La tête dans les nuages (vidéo clip, 2017), Strike Back (2010-2023) ;
- S 1000 RR[87] : Kwick (2011), Le secret de l'abbaye (2017).